# Listă de exonime germane ale localităților din Transilvania

## A
- Abram = Abrahamsdorf
- Abrămuț = Sankt Abraham in der Bihor
- Abrud = Grossschlatten, Altenburg, Schlattenburg
- Abrud-Sat = Abruden, Seidt
- Abucea = Buschendorf, Buschdorf
- Abud = Ambuten
- Abuș = Absdorf, Abtsdorf, Abuss
- Acățari = Aschdorf, Achsdorf, Achatiusdorf
- Aciliu = Tetscheln, Telscheln, Tetschlen
- Acâș = Fürstendorf, Achsdorf, Akeschdorf, Akoschen
- Aciua = Atschau
- Acmariu = Meergrub
- Acriș = Engerisch
- Adalin = Adeldorf, Adaling, Edlersdorf, Edlinsdorf, Aderling, Ardeling
- Adămuș = Adamesch, Adam, Adamsdorf
- Adoni = Adrin, Adring
- Adrian, Mureș = Adrian
- Adrian, Satu Mare = Gut Sankt Adrian, Adriani, Adriansburg
- Adrianu Mare = Gross Sankt Adrian
- Adrianu Mic = Klein Sankt Adrian
- Ady Endre = Allerheiligen
- Aghireș = Erlsdorf
- Aghireșu = Erldorf
- Aghireșu-Fabrici = Erldorf-Hütte
- Agârbiciu, Cluj = Erlendorf, Erlenmarkt
- Agârbiciu, Sibiu = Arbegen, Erbegen, Erlendorf
- Agnita = Agnetheln, Agnethlen, Agnethen
- Agrieș = Engerisch
- Agrieșel = Unterengerisch
- Agrij = Egreden, Stachelsdorf
- Agriș, Cluj = Egrisch, Engerisch
- Agriș, Satu Mare = Erlendorf
- Agrișteu = Erlenwald, Erlendorf, Ajreschteln, Agreschteln
- Agrișu de Jos = Untererlenbach
- Agrișu de Sus = Obererlenbach
- Aita Mare = Aitau
- Aita Medie = Mittelaitau
- Aita Seacă = Trockenaitau
- Aiton = Eiten
- Aiud = Strassburg am Mieresch, Grossenyed, Engeten, Egydstadt
- Aiudul de Sus = Egisdorf, Egydsdorf
- Alămor = Mildenburg, Makenberg, Mecklenberg, Sachsenhausen
- Alba Iulia = Weissenburg, Karlsburg, Carlsburg
- Albac = Klein-Goldenbach
- Albești, Bihor = Albest
- Albești, Mureș = Weißkirch bei Schäßburg, Weissenkirch
- Albeștii Bistriței = Weisskirchen, Weißkirch, Weisskirch-Bistritz
- Albi = Weissendorf
- Albiș, Bihor = Albesch, Albisch, Albysch
- Albiș, Covasna = Weisskirchen
- Albota = Glashütte
- Alecuș = Elkendorf
- Aleșd = Ellesch
- Aleuș = Elisfeld
- Alexandrița = Alexanderdorf
- Aliceni = Kleintarholtz
- Aliza = Alisahof
- Alma = Almen, Almaschken
- Alma Vii = Almen
- Almășel = Kleinalmasch
- Almaș-Săliște = Seligsdorf
- Almașu = Gross Almasch, Almatz
- Almașu de Mijloc = Mittel -Obstdorf, Mitter-Apfelfeld
- Almașu Mare, Alba = Gross-Obstdorf, Groß-Apfelfeld
- Almașu Mare, Bihor = Sankt Kosmas in der Bihor, Almasch
- Almașu Mic (Balc), Bihor = Almisch
- Almașu Mic (Sârbi), Bihor = Kleinalmasch
- Almașu Mic, Hunedoara = Obstdorf, Kl. Apfelfeld
- Almașu Mic de Munte = Klein-Almasch, Klein-Obstdorf
- Almașu Sec = Trockenfeld
- Alparea = Alpern, Albrecht
- Alțâna = Altzen; Holzenaudorf
- Alun (Boșorod), Hunedoara = Nussdorf
- Alun (Bunila), Hunedoara = Nussdorf
- Alungeni = Futschdorf, Langendorf, Warmdorf
- Aluniș, Cluj = Rädern, Pergelinsdorf, Pergelsdorf
- Aluniș, Harghita = Manjerusch, Magnarusch
- Aluniș, Mureș = Haseldorf, Monja, Magiaren
- Aluniș, Sălaj = Schönhaus, Schönau
- Alunișu = Mären
- Alunișul = Gauern, Gauren
- Amați = Amatz
- Ambud = Wampelsdorf, Wampoldsdorf, Ombud
- Amnaș = Hamlesch, Omlesch; Humilasch
- Ampoița = Klein Ompeil, Ompeilsdorf
- Andici = Anditz
- Andreeni = Andreasdorf, Andresdorf
- Andreneasa = Sankt Andreas, Andronest
- Andrid = Ehrendred, Heidrichsdorf, Andreasdorf, Enderit
- Anghelești = Engelsdorf
- Angheluș = Engelthal, Engelsberg
- Angofa = Ungefug, Umgefug
- Anieș = Dombhater-Sauerbrunnen, Sauerbrunn
- Aninoasa, Covasna = Erlenbach
- Aninoasa, Hunedoara = Schwylberg
- Ant = Ant
- Antăș = Andorf, Toneschdorf
- Apa = App
- Apahida = Bruckendorf, Odendorf, Brenndorf, Briegendorf, Apehit
- Apalina = Odendorf, Bendorf, Brenndorf, Briegendorf, Abswald
- Apața = Nonnendorf, Geist, Geyst
- Apateu, Bihor = Abtsdorf, ! Apathy, Apath
- Apateu, Satu Mare = Heiligengeist
- Apatiu = Abtsdorf
- Apold = Trapold, Trappold, Trapolden
- Apoldu de Jos = Klein-Pold, Klein-Apolden Niederpolden
- Apoldu de Sus = Gross-Pold, Grosspolden, Gross-Apolden, Oberpold,Oberpolden
- Apoș = Abstdorf, Appesdorf
- Araci = Arendorf, Arndorf
- Arănieș = Golddorf
- Arcalia = Kallesdorf, Arkl, Kallersdorf
- Archia = Archdorf, Erzdorf, Arkdorf
- Archid = Erkeden, Mahldorf
- Archiș = Sächsisch Erkes
- Archita = Arkeden, Erkeden, Archeten
- Archiud = Arkeden; Erkeden
- Arcuș = Aarkosch
- Ardan = Garendorf, Garndorf, Jordan, Arndorf
- Ardeova = Walddorf, Waldhof
- Ardeu = Walddorf, Waldhof
- Ardud = Schönberg, Erdeed
- Ardud Vii = Hoch-Schönberg
- Ardusat = Waldhütten
- Arduzel = Brenndorf
- Arghișu = Argendorf
- Arieșeni = Leppusch
- Arieșu de Câmp = Goldenfeld
- Arieșu de Pădure = Goldenthal
- Arini = Furkeschdorf, Fuchsdorf, Erlen
- Ariniș = Elrück, Erlenhang
- Ariușd = Erlburg, Erlberg, Starkenberg, Awreschden
- Armășeni = Menessen
- Armășenii Noi = Neudorf
- Armeni = Urmenen, Armenen, Armener
- Arpășel = Kleinalbrecht
- Arpașu de Jos = Unter-Arpasch, Birndorf, Ratsch, Rückesch
- Arpașu de Sus = Ober-Arpasch, Ober-Birndorf
- Arșița, Bihor = Arschitzau
- Arșița = Arschitz
- Arșița, Mureș = Arschitz
- Arți = Artz
- Aruncuta = Goldbrunn
- Arvățeni = Waisendorf
- Asău = Assau
- Așchileu, Cluj = Schwalbendorf
- Așchileu Mare = Gross-Schwalbendorf
- Așchileu Mic = Klein-Schwalbendorf
- Asinip = Frauendorf, Frauenvolk, Frauenberg, Mariazell
- Aspra = Aspersdorf
- Aștileu = Uschelau
- Asuaju de Jos = Waldhütten an der Neubach
- Asuaju de Sus = Herzwunsch
- Atea = Vaterdorf
- Ateaș = Attasch, Hattisch, Attisch
- Ațel = Hetzeldorf, Etzel
- Atia = Vaterdorf
- Atid = Aderdorf
- Ațintiș = Zinzendorf
- Augustin = Agestendorf, Agestenburg, Augustenburg, Augustinsdorf, Augustin
- Aurel Vlaicu, Hunedoara = Benzenz, Benzendorf
- Aurel Vlaicu, Mureș = Wolkendorfergrund, Grand, Haufen
- Aușeu = Wöschei
- Avram Iancu, Alba = Obervidra, Ober-Wider, Oberwidder
- Avram Iancu, Bihor = Kemmen, Kemmin, Kemin
- Avrămești, Harghita = Sankt Abraham
- Avrămești, Mureș = Abrahamsberg
- Avrig = Freck, Fryk
- Axente Sever = Frauendorf

## B
- Baba = Altdorf, Baben
- Băbășești = Brintz
- Băbdiu = Haberndorf, Haberdorf, Habendorf, Zepurtz
- Băbeni = Goldfeld
- Băbesti = Kleinwabing
- Băbiu = Zaubendorf, Baben
- Babța = Bohnenfeld, Klein-Schnackendorf, Babtz
- Băbuțiu = Babutz
- Băcâia = Bachendorf, Backendorf, Bachnen
- Băcăinți = Bocksdorf, Krugendorf
- Bacea = Hirtendorf
- Băcel = Wolfsgrund
- Băcia = Schäferdorf, Bockendorf, Backendorf
- Baciu, Brașov = Batschendorf, Bazendorf, Basendorf, Lurtschendorf
- Baciu, Cluj = Botschendorf, Batschdorf
- Bădăcin = Badatschen, Bedeschin
- Bădeni = Bagendorf, Bogendorf
- Bădești = Badock, Petersberg
- Badon = Baldensdorf
- Băgaciu, Cluj = Disteldorf
- Băgaciu, Mureș = Bogeschdorf, Bogistorf
- Băgara = Wurmdorf
- Băgău = Bogendorf
- Bahnea = Bachnen, Bachen, Backen
- Baia Craiului = Unterhamer
- Baia de Arieș = Offenburg, Umberg, Onimberg, Schwendburg, Schwend, Schlossburg
- Baia de Criș = Altenburg, Altenberg
- Baia Mare = Frauenbach, Neustadt, Frauenseifen
- Baia Sprie = Mittelstadt, Mitterberg
- Baica = Banicken
- Băiești = Bayeschd, Bayeschdorf, Bajest
- Băile 1 Mai = Bischofsbad
- Băile Boghiș = Warmbad
- Băile Borșa = Bad Pfefferfeld, Bad Borscha
- Băile Chirui = Kirulbad, Königsbad
- Băile Cojocna = Bad Salzgrub
- Băile Felix = Felixbad
- Băile Homorod, Brașov = Honterusbad
- Băile Homorod, Harghita = Homoroden, Bad Homorod,
- Băile Madicsa, Sibiu = Bad Maditsch
- Băile Someșeni = Bad Somesch
- Băile Tușnad = Bad Tuschnad, Kaiserbad, Kaiserbad Tusnád
- Băișoara = Kleingrub, Ginsdorf
- Băița, Bihor = Kupferberg
- Băița, Cluj = Pettendorf, Ger, Keroy
- Băița, Hunedoara = Pernseifen
- Băița, Maramureș = Steinbruch, Trestenburg
- Băița, Mureș = Ginsdorf, Deutschgrub, Gindusdorf, Banzen
- Băița de sub Codru = Lauengrub, Waschwerk
- Băiuț = Elsdorf, Elisabethsdorf, Elisabethburg
- Băla = Beldorf, Bolla, Balla, Bälersdorf, Ballendorf
- Bălaia = Rossbach
- Bălan = Kupferbergwerk
- Bălan, Sălaj = Blasenkirchen
- Bălana = Ballan
- Bălata = Böllat
- Bălăușeri = Bladenmarkt, Blademarkt, Bladen
- Balc = Balkendorf, Ballig
- Bălcaciu = Bulkesch, Bolkatsch, Bulgatsch, Bolgatsch, Bulgesch, Schmegen
- Bălcești (Beliș), Cluj = Walk, Balsam
- Bălcești (Căpușu Mare), Cluj = ----
- Balda = Balden
- Baldovin = Baldowing, Badwing, Balden
- Băleni = Balaling, Balillen
- Bălnaca = Balnik
- Bălnaca-Groși = Balnikwald
- Balomir = Balomiren, Ballomiren, Balmiren
- Balomiru de Câmp = Belendorf, Ballendorf, Balmiren
- Balșa = Baleschen, Balsamen, Balza
- Balvanyos = Bad Götzenburg
- Ban = Ober-Bandorf
- Bancu = Sankt Benedikt
- Band = Bandorf
- Bănișor = Unter-Bandorf, Unter-Baandorf
- Bănița = Bansdorf
- Banpotoc = Bonbach, Bunbach, Banebach
- Bâra = Kreutzdorf
- Bărăbanț = Weindorf
- Bărăi = Baren
- Baraolt = Siebenfelden, Baroth, Woralden
- Bărăști = Barest
- Bărăștii Hațegului = Bareschden
- Bărăștii Iliei = Baress
- Barațcoș = Bratzgusch
- Bărbătenii de Sus = Ober Borbaten
- Bărbești = Berbest
- Bărboși = Bartfeld
- Barbura = Barbersdorf
- Barcani = Barkanglashütte
- Bârcea Mare = Gross-Sammetdorf, Grossbertschen
- Bârcea Mică = Klein-Sammetdorf, Kleinbertschen
- Bărcuț = Bekokten, Brekolten, Bekojken, Perkütten
- Bărdești = Bardesch, Bardischdorf, Bärdendorf
- Bârdești = Berdest
- Bârgău = Klein Schikerlau, Klein Schykerlau
- Bârghiș = Bürgisch, Bürgesch, Burgesch, Schierlingdorf, Bürkösch
- Bârla = Berldorf, Biereldorf, Berlsdorf, Berleten
- Bârlea = Onack
- Bârlești (Bistra), Alba = Berlest
- Bârlești (Mogoș), Alba = Birlest
- Bârlibaș = Sankt Barnabas
- Bârlibășoaia = Schafdorf
- Bârnădel = Kleinberndt
- Bârnadu = Berndt
- Bârsa = Dob-Neudorf
- Bârsana, Alba = Berschan-Seite
- Bârsana, Maramureș = Petermannsdorf, Borschendorf, Berschenhof
- Bârsău = Walddorf
- Bârsău de Jos = Unter-Breksen, Unterbergsau, Unterhütte
- Bârsău de Sus = Ober-Breksen, Oberbergsau, Oberhütte
- Bârsău Mare = Bersdorf
- Bârsăuța = Kleinbersdorf
- Baru = Gross-Elephant
- Baru Mic = Klein-Elephant
- Barza = Gurabarse
- Bârza = Bersch
- Bârzan = Bersein
- Bârzava = Erbsendorf, Borzowen
- Bârzogani = Bersogein
- Basarabasa = Bassaraben
- Băsești = Eliasdorf, Egersdorf
- Baștea = Thurdorf, Thurnfeld, Turmfeld, Bastei
- Bața = Bathzen
- Bățălar = Balthsdorf
- Bățanii Mari = Grossbatzendorf
- Bățanii Mici = Kleinbatzendorf
- Batăr = Barth
- Bătarci = Batartsch
- Batin = Battendorf, Betendorf, Bettendorf
- Batiz = Batisen, Batiss, Batitz, Pottisdorf, Betzdorf
- Batoș = Botsch, Batesch, Batosch
- Bătrâna = Altendorf, Bettring
- Băuțar = Bautzen, Pautzern
- Băuțaru Inferior = Niederbautzen, Niederpautzern
- Băuțaru Superior = Oberbautzen, Oberpautzern
- Bazna = Baassen, Bossern, Brassen, Brossen, Oberbassen Bensen
- Becaș = Bekasch
- Becheni = Pellendorf
- Beclean = Betlen, Bethlensdorf, Bethlen
- Beclean, Brașov = Badlinen, Betlen, Betlehem
- Beclean, Odorheiu Secuiesc = Bethlensdorf, Zeklerbetlen, Bethlsdorf
- Bedeciu = Betzen
- Bedeni = Bedelheim
- Beia = Meeburg, Mehburg, Mähdorf
- Beica de Jos = Ungarisch-Deutsch Birk, Ungarisch-Deutsch Belken, Ungarisch-Deutsch Pelikan
- Beica de Sus = Wallachisch-Birk, Wallachisch Pelikan
- Beiuș = Weißschloß, Binsch, Bins
- Beiușele = Kleinbins
- Bejan = Bessendorf, Betzendorf, Betlehem
- Bejan-Târnăvița = Kleinbessendorf
- Belani = Bela, Biela, Bersdorf, Berosdorf
- Beldiu = Beldendorf
- Belejeni = Beleschen
- Belfir = Lichtenberg
- Belin = Blumendorf, Boellen, Boelln
- Belin-Vale = Boellenbach
- Beliș = Seedorf
- Beltiug = Bildegg, Waldeck in der Krassen, Beldeck
- Benesat = Bendorf, Benediktsdorf
- Benești = Bendorf, Bägendorf, Bajendorf
- Benic = Bendesdorf, Benchesdorf
- Bențid = Bentzendorf
- Berbești = Deutsch Barthdorf
- Bercea = Bertschen
- Berchez = Walddorf, Berkessenbach
- Berchezoaia = Waldbach, Banndorf, Balkendorf
- Berchieșu = Sperberdorf, Berckan
- Bercu, Hunedoara = Berkan
- Bercu, Satu Mare = Nickelsberg
- Bercu Nou = Neuberg, Neuberck
- Berea = Berendorf, Schwäbisch Bere
- Berechiu = Berking, Berekin
- Bereni = Berein
- Berghia = Bergendorf, Starkenberg
- Berghin = Bluthroth, Blutried
- Berindan = Werendorf
- Berindu = Berndorf, Wallachisch Werendorf
- Berința = Brentzendorf, Klosterdorf
- Beriu = Lammdorf, Bärend, Birndorf
- Berivoi = Berwein, Boer
- Berivoii Mari = Gross-Berwein, Gross-Beriwa
- Berivoii Mici = Kleinberwein, Klein-Beriwa
- Bernadea = Bernhardsdorf, Bernhardt
- Berveni = Berben, Berbi, Hertwigsdorf
- Beța, Alba = Benzendorf
- Beta, Harghita = Bethamen
- Betești = Betelsdorf, Betthendorf
- Betfia = Betfei
- Beu = Betendorf
- Beudiu = Belt
- Bezded = Besdeden, Bisdet, Bisdelt
- Bezid = Besendorf
- Bezidu Nou = Neudorf, Jerusalemsdorf
- Beznea = Bernau
- Biborțeni = Bibarz
- Bic = Buche
- Bica = Wallachisch Bickel
- Bicăcel = Jantschau
- Bicaci = Wikatsch
- Bicălatu = Ungarisch-Buckel, Buchendorf
- Bicașu = Bikisch
- Bicău = Wickau, Bikontz
- Bicaz = Farrendorf, Fahrendorf
- Bicaz-Chei = Apfelfeld
- Bicazu Ardelean = Krötendorf
- Bicfalău = Bickdorf, Bick
- Bichigiu = Buchendorf, Bickisch
- Bichiș = Buchendorf, Bicks
- Bidigești = Biddizest
- Bidiu = Bodendorf, Bedendorf, Betendorf, Bidda
- Biertan = Birthälm, Birthalmen
- Biharia = Bihorstadt, Bihorsdorf, Bihor, Bihar, (+ Regen †, + Eichensdorf, Eicha, Eichersdorf†, + Henz†, + Buldersdorf†, oggi scomparsi)
- Biia = Bendendorf, Bendorf, Benden, Bainden, Bien
- Bilbor = Belbern
- Bilghez = Bulgern
- Birtin, Bihor = Wallachisch Bertensdorf, Bertein, Berten
- Birtin, Hunedoara = Birten
- Biscaria = Dedendorf, Dodelndorf, Dollendorf
- Bisericani = Heiligengeist
- Bistra, Alba = Bistrau
- Bistra, Bihor = Wallachisch-Neudorf
- Bistra, Maramureș = Bistrau, Petrowabistra
- Bistra Mureșului = Eckendorf an der Mieresch
- Bistrița = Bistritz, Nösen
- Bistrița Bârgăului= Borgo-Bistritz, Burgaubistritz
- Bita = Biten, Benden
- Biușa = Böschkirchen, Beußhausen
- Bixad, Covasna = Bixad
- Bixad, Satu Mare= Bixad
- Bizușa-Băi = Stinkenbach, Steindorf
- Blaj = Blasendorf
- Blaja = Blasenkirchen
- Blăjel = Klein-Blasendorf, Kleinblasendorf
- Blăjeni = Bleschen, Plessen
- Blăjenii de Jos = Unter-Blasendorf
- Blăjenii de Sus = Ober-Blasendorf
- Blăjeni-Vulcan = Wolkersdorf b. Bleschen
- Blandiana = Stumpach
- Blidărești = Thaldorf
- Blidari = Steinburg, Steinberg
- Blidireasa = Blidirass
- Blumăna = Blumenau
- Boarta = Michelsdorf
- Bobaia = Bobey
- Bobâlna, Cluj = Krautfeld, Albrecht, Alpareten
- Bobâlna, Hunedoara = Babeln, Babolin, Bawelin, Baboln
- Bobohalma = Repsdorf, Repsendorf, Rupsdorf
- Bobota = Wickengrund, Babutzendorf, Bobutzendorf, Bobottenheim
- Bocești = Bozest
- Bocicău = Botschko, Botschkau
- Bocicoel = Klein-Botschko, Klein-Botschkau
- Bocicoiu Mare = Gross-Botschko, Groß-Botschko
- Bociu = Botschen, Bootsch
- Bocșa = Wallachisch Baken, Wallachisch Bokschan, Bogschan
- Bocșa Mare = Poschackenberg
- Bocșița = Boxendorf, Ungarisch Baken
- Bocșitura = Potschitur
- Bod = Brenndorf, Bringendorf, Brignendorf, Breckendorf
- Bodia = Budendorf
- Bodoc = Bodendorf
- Bodogaia = Unter-Mariendorf
- Bodoș = Bodsdorf
- Bodrești = Bodrest
- Bodrog = Bodroch
- Bogata, Cluj = Wüst-Bogath
- Bogata, Mureș = Bogaten an der Mieresch, Emmaus
- Bogata de Jos = Reichdorf
- Bogata de Sus = Unterreichdorf
- Bogata Olteană = Bogatbach, Reichthal, Bogaten
- Bogatu Român = Rumänischbogaden, Reichhof
- Bogdan Vodă = Reichhof, Konhau
- Bogdana = Hirsenmühl, Kassbach
- Bogdand = Bodendorf
- Bogdănești (Mogoș), Alba = ----
- Bogdănești (Vidra), Alba = Bogdanest
- Bogei = Boschey
- Boghiș, Sălaj = Bagendorf, Rufersdorf. Rustendorf
- Boghiș, Satu Mare = Weisskirchen, Bogisch
- Boglești = Boglest
- Bogomirea = Bogomersdorf
- Boholt = Bolden
- Boholț = Buchholz, Bolden
- Boia Bârzii = Ochsendorf, Ochsenhaid
- Boian, Cluj = Bolendorf
- Boian, Sibiu = Bonnesdorf, Bonisdorf, Bunnesdorf, Boneschdorf, Unter-Bassen, Unter-Bossern, Bohlensdorf
- Boianu Crasnei[[ = Bojen
- Boianu Mare = Baldorf
- Boiereni = Boehren, Bayersdorf, Boyerdorf
- Boinești = Buinest
- Boița, Hunedoara = Botzen
- Boița, Sibiu = Ochsendorf, Boitza, Pernseifen
- Boiu, Bihor = ----
- Boiu, Hunedoara = Baudorf, Bundorf
- Boiu = Freudenberg, Boon
- Boiu de Jos = Unter-Ochsendorf
- Boiu de Sus = Ochsendorf
- Boiu Mare, Maramureș = Böllendorf, Gross-Freudendorf, Freudendorf
- Boiu Mare, Mureș = Gross-Freudenberg, Grossboon
- Boiu Mic = Klein-Freudenberg, Kleinboon
- Boj-Cătun = Boschen-Tunnel
- Boju = Boschen, Bosch
- Bolda = Unter Boldaten
- Bolduț = Boldutz
- Bolintineni = St. Valentin
- Bologa = Burg
- Bologaia = Ballogey
- Bolovănești = Balwanischdorf
- Bonț = Birken, Bonis, Bantz
- Bontăieni = Wüstfeld
- Bonțida = Bruck, Bonisbrück
- Borcut = Weinbrunn, Kaltbrunnen
- Bord = Bordorf, Borden, Borten
- Bordoșiu = Bordosch, Bordesch
- Borhanci = Burhantsch
- Borla = Ballenthal
- Borleasa = Borjassen
- Borlești = Bartelsdorf, Burlescht, Borlescht
- Borod = Grosswarut, Grosswarold
- Boroșneu Mare = Gross-Weindorf
- Boroșneu Mic = Klein-Weindorf
- Borozel = Kleinwarut, Klein Warold
- Borș = Borsch
- Borșa, Cluj = Borschen
- Borșa = Pfefferfeld, Borscha
- Borșa-Cătun = Neuhof
- Borșa-Crestaia = Krestl
- Borsec = Borseck
- Borumlaca = Robertsdorf, Baronlach, Ruppersdorf
- Borz = Borz
- Borza = Borschau
- Borzești = Birkesch, Bergisch
- Borzia = Borsey
- Borzont = Barzant
- Boș = Ochsenheim
- Boșorod = Bosendorf, Breitau
- Boțani = Kleingruben
- Botean = Botthian
- Botei = Neuküche
- Boteni = Bothaus
- Botești (Câmpeni), Alba = ----
- Botești (Scărișoara), Alba = ----
- Botești (Zlatna), Alba = Golddorf
- Botez = Balteskirch
- Botiz = Weissendorf
- Botiza = Bottisol, Buttisen
- Botorca = Puschendorf
- Botoș = Botsch
- Boz, Alba = Bussd, Bussendorf
- Boz, Hunedoara = Bosendorf, Buss
- Bozed = Bard
- Bozeni = Boschen
- Bozeș = Bosendorf, Botzendorf, Bogesch
- Bozieș, Bistrița-Năsăud = Hollerthal
- Bozieș, Sălaj = Hollerfeld, Johannsdorf
- Bozânta Mare = Gross-Böschendorf, Gross-Bosont
- Bozânta Mică = Klein-Böschendorf, Klein-Bosont
- Bozna = Petersdorf, Sankt Petersdorf
- Bozolnic = Boselnik
- Brad = Tannendorf, Bradberg
- Brădețelu = Bredenzell
- Brădeni = Henndorf, Hegendorf
- Brădești, Alba = Walddorf
- Brădești, Harghita = Lichtenau, Lux
- Brădet, Alba = Tannenbach
- Brădet, Bihor = Sankt Brigit, Bradett
- Brădet, Covasna = Barz
- Brădețelu = Diesenpadereck
- Bradu = Gierelsau, Gieresau, Gehardsau
- Brăduț = Barz
- Brâglez = Slawenhaus
- Brăișoru = Mühlendorf
- Bran = Törzburg, Türzburg, Dietrichstein, Dorfstatt
- Brâncovenești = Wetzburg, Wetsch
- Brâznic = Bursendorf
- Brănișca = Bernpfaff
- Braniștea = Gerstenteich, Brandorf, Branddorf, Moosbach
- Brășeu = Braschen
- Brașov = Kronstadt, Kruhnen
- Bratca = Kreuz, Baratzka
- Brateiu = Pretai, Bretai, Breitau, Pretau
- Brăteni = Pfaffendorf, Klosterdorf, Ollersdorf
- Brateș = Mönchendorf
- Brăzești = Bresesden
- Brazi = Gurendorf, Gruben
- Breaza = Kopfstein
- Breaza, Brașov = Frauendorf
- Breaza, Mureș = Bretzdorf, Beretzdorf, Breit, Ungersdorf, Urgersdorf
- Breazova = Brassau, Briesau, Brasshof, Brassow
- Breb = Wreeb, Brieb
- Breb-Băi = Bredenbad, Bad Brieb
- Brebeni = Ehrendorf
- Brebi = Bredendorf
- Brețcu = Beretzk, Bretz
- Bretea = Breitau, Breit in Nösnerland
- Bretea Mureșană = Brettendorf
- Bretea Română = Wallachisch-Brettendorf
- Bretea Streiului = Ungarisch-Brettendorf
- Bretelin = Brettlein
- Brezoi = Brezoy
- Briheni = Brichen, Brechen, Blechen
- Broșteni = Kradendorf, Krötendorf, Kreisdorf, Prossdorf
- Brotuna = Protun
- Bruiu = Braller, Broller, Brunwiller, Brokein
- Brusturi (Finiș), Bihor = Neubaden
- Brusturi, Bihor = Brestur
- Brusturi, Sălaj = Neudorf in Waldland, Schomrauer Neudorf
- Bucea = Butsch
- Bucerdea Grânoasă = Burhardsdorf, Botschard, Bothard
- Bucerdea Vinoasă = Burkhardsdorf, Botschhard, Weinthal
- Buceș = Busendorf
- Buceș-Vulcan = Wolkersdorf
- Bucin (Joseni), Harghita = Butschin
- Bucin (Praid), Harghita = Butschin
- Bucium, Alba = Baumdorf
- Bucium, Bihor = Butschum in der Bihor
- Bucium, Brașov = Butsch in der Burzenland
- Bucium, Hunedoara = Butschdorf
- Buciumi, Maramureș = Türkendorf bei Großhorn
- Buciumi, Sălaj = Türkendorf bei Zillenmarkt
- Bucium-Orlea = Muhldorf
- Bucium-Sat = Seydten
- Bucova = Bukowen
- Bucureșci = Bergstädt
- Bucuroaia = Bukorwan
- Bucuru = Bukur
- Budacu de Jos = Deutsch-Budak, Buddeck
- Budacu de Sus = Rumänisch-Budak, Klein-Budak, Budesdorf
- Budeni = Higendorf
- Budești, Bistrița-Năsăud = Budacken, Botz, Bodendorf
- Budești, Maramureș = Wynzdorf
- Budești-Fânațe = Busatendorf
- Budila = Bodeln, Budille, Bodila, Bodelen, Bödilan, Budillen
- Budiu Mic = Hagendorf
- Budoi = Bodonosch, Bodonisch, Slowakisch Bodenisch
- Budureasa = Budurass, Buderatz
- Budurleni = Wanderdorf
- Buduș = Budesdorf, Bodesdorf, Klein-Budak
- Buduslău = Boguslau
- Buia = Bell, Boll, Boel Bäll
- Bujor = Neuhof
- Bujor-Hodaie = Hodail
- Bujoru = Stregen, Hexendorf, Stregonia, Stregowan
- Bulbuc = Buldorf, Ochsenhirt, Bulldorf
- Bulgăreni = Wurmloch
- Bulgari = Neirmohn, Bulgar, Birkendörfel
- Bulz = Grünfeld
- Bulzeștii de Jos = Unter Bulsdorf
- Bulzeștii de Sus = Ober Bulsdorf
- Bunești, Brașov = Bodendorf, Budendorf
- Bunești, Cluj = Schöndorf, Nimsdorf, Georgendorf
- Bunești, Hunedoara = Bonisdorf
- Bungard, Bistrița-Năsăud = Baumgarten, Bangert
- Bungard, Sibiu = Baumgarten
- Bunila = Bonillen
- Buninginea = Buninschin
- Bunta = Bunt
- Buntești = Buntschest
- Burda = Burd
- Burjuc = Burzendorf
- Buru = Borresen
- Burzuc = Borzegg
- Bușag = Deutsch Buschagen, Buttendorf
- Butani = Reichsdorf
- Buteasa = Butsen, Buttendorf
- Buteni = Krumpendorf, Krumendorf, Krummdorf
- Butești (Horea), Alba = Butest
- Butești (Mogoș), Alba = Butest
- Buza = Besotten, Weizendorf, Busaten, Busendorf
- Buza-Cătun = Stallen, Wirtshaus
- Buzăiel = Kleinbozau, Kleinbosau
- Buzaș = Weizenfeld, Fruchtfeld
- Buzd = Bussd, Busd Buss, Bussendorf
- Buzdular = Busduler
- Buzești = Neudorf an der Samosch

## C
- Căbești, Bihor = Kapesden
- Căbești, Hunedoara = Kebest
- Căciulata = Kotschulat
- Cacova Ierii = Johannsdorf, Golddorf, Kakowa, Janesdorf
- Căcuciu = Kukuksdorf, Kakutsch
- Cacuciu Nou = Ungarisch Kakutsch
- Cacuciu Vechi = Wallachisch Kakutsch
- Cădaciu Mare = Kadatsch
- Cădaciu Mic = Kleinkadatsch
- Cădărești = Zügeesch
- Cadea = Gross Albersdorf, Grosskaag
- Căianu = Ungarisch Kallendorf
- Căianu Mare = Gross Kallendorf, Gross-Kallen, Gross-Kalln
- Căianu Mic, Cluj = Klein Klandorf, Klein-Kallen
- Căianu Mic, Bistrița-Năsăud = Klein Kallendorf
- Căianu-Vamă = Zoll-Kallendorf
- Caila = Kahlenberg, Köllendorf, Köln
- Căinelu de Jos = Kainsdorf
- Căinelu de Sus = Kainsdorf, Kalian
- Călacea, Bihor = Kalotsch
- Călacea, Sălaj = Kalotschen, Kalotschendorf
- Călămărești = Kelmerest
- Călan = Klandorf, Deutsch-Kalan, Krischen, Oed-Klandorf
- Călanu Mic = Klein-Klandorf, Löffeldorf
- Călărași = Waldern, Wahldorf
- Călărași-Gară = Trassden, Kleinmayerdorf
- Călata = Kaloten
- Călătani = Kelletz, Kellitz
- Călățea = Gross Kaloten
- Călățele = Zell
- Calbor = Kaltbrunnen, Kaltenbrunnen
- Calea Lată = Zellezut
- Calea Mare = Kellmar, Jepesch, Jeppisch
- Călene = Kalleney
- Călimănel = Kolmann
- Călimănești = Klement
- Călinești = Jörgsdorf, Kallinest, Kellinesch
- Călinești-Oaș = Kallinest
- Calna = Kahlenberg
- Călnaci = Kalnatsch
- Calnic = Kalneck
- Câlnic = Kelling, Kelnek
- Calonda = Gallandsdorf
- Călugăreni, Harghita = Remete-Homorod, Homorod-Einsiedel
- Călugăreni, Mureș = Nickelsdorf
- Călușeri = Galdorf
- Calvasăr = Kaltwasser, Kaltbach
- Camăr = Kemern, Kammern + Herbertsdorf†
- Cămara Sighet = Kammern
- Cămărașu = Kammerdorf
- Cămărzana = Kamarsendorf
- Cămin = Kalmanding
- Câmp, Bihor = Kimp
- Câmp, Bistrița-Năsăud = ----
- Câmpani de Pomezeu = Kimpan
- Câmpani = Oberkimpan
- Câmpanii de Jos = Unterkimpan
- Câmpanii de Sus = Oberkimpan
- Câmpenești = Farken, Telkdorf
- Câmpeni = Topesdorf, Topersdorf, Zopfendorf
- Câmpenița = Halbweg, Feilen, Fillen
- Câmpia = Langenthal
- Câmpia Turzii = Jerischdorf, Gieresch, Giersch, Jerischmarkt, Jelichmarkt
- Câmpu Cetății = Burgfeld
- Câmpu Goblii = Unter-Eisenberg
- Câmpu lui Neag = Felddorf, Feldorf
- Câmpulung la Tisa = Langenfeld
- Câmpuri de Sus = Kümruss
- Câmpuri-Surduc = Thalfeld
- Cându = Kenden
- Căoi = Kaunsdorf
- Căpeni = Sankt Augustin, Köppitz
- Căpeți = Kopetz
- Căpâlna, Alba = Kapellendorf, Kapolna
- Căpâlna, Bihor= Kappeln
- Căpâlna, Sălaj = Kirchdorf, Kappel
- Căpâlna de Jos = Kapellendorf, Kapellkirch, Gergesdorf
- Căpâlna de Sus = Kappeln
- Căpâlnița = Römersdorf
- Căpleni = Kappen, Kappelau, Kaplau, Kaplan, Kaplon, Kapellan
- Căprioara = Geissruck
- Căptălan = Kirchenschatz, Kapiteldorf
- Capu Corbului = Holluscharg, Honlescharg
- Capu Dealului, Alba = Berghof
- Căpud = Thorenburg
- Căpușu de Câmpie = Feldthor
- Căpușu Mare = Grossthoren, Thorendorf
- Căpușu Mic = Kleinthoren, Klein-Thorendorf
- Cara = Karrendorf, Karndorf
- Căraci = Karanien
- Cărăndeni = Karranth
- Cărănzel = Kleinkarranth
- Cărășeu = Kereschau, Kraschau
- Cărăstău = Fischteich, Teichsdorf
- Carastelec = Karrasfeld, Bachselten, Karrischdorf
- Cârăști = ----
- Caratna = Kraten
- Cărbunari = Kohlendorf
- Carei = Grosskarol, Großkarl, Karol
- Cârjiți = Kerschdorf
- Cârnești = Kerneschdorf, Kernesch
- Cărmăzănești = Karmassin
- Carpen = Karpenhof
- Carpenii de Sus = Oberbuchendorf
- Cărpinenii = Jertenisch
- Cărpinet = Kerpenit
- Cărpiniș (Gârbova), Alba = Keppelsbach, Käppelsbach, Kesselbach, Koppelsbach, Küppelbach
- Cărpiniș (Roșia Montană), Alba = Kerpeschdorf
- Cărpiniș, Brașov = Buchendorf
- Cărpiniș, Hunedoara = Kertzendorf, Banebach
- Cărpiniș, Maramureș = Hainbuchen
- Carpitus = Karpitus
- Cârța, Harghita = Kreuz, Kertzdorf
- Cârța, Sibiu = Kerz, Gosselinsdorf
- Cârțișoara = Streschen, Gross-Kerz, Oberkerz, Kertschen
- Cășeiu = Unter-Kosch
- Casele Micești = Kasoy, Kassoyl
- Cașinu Mic = Kleinkassen, Klainkasson, Kason
- Cașinu Nou = Kassenneudorf, Kasonneudorf
- Cașolț = Kastenholz
- Căstău = Kastendorf
- Cașva = Kasch
- Cața = Katzendorf
- Cătălina, Cluj = Sankt Katharina
- Cătălina, Maramureș = Katherinendorf, Katharinendorf, Kohltau
- Catalina, Covasna = Katharein, Sankt Katharina
- Câțcău = Katzendorf
- Cătina = Waffendorf
- Cauaceu = Deutsch Heiligenstein
- Căuaș = Kauhausen, Kawesch
- Căuașd = Neukirch, Gweschd
- Cavnic = Kapnik-Oberstadt, Kapnikgrub
- Căzănești = Kassdorf, Kazdorf
- Ceaba = Zabern, Lasslendorf
- Ceaca = Hagendorf
- Cean = Tschaan
- Ceanu Mare = Janusdorf
- Ceanu Mic = Wüst-Jahn
- Cecălaca = Böhmdorf, Böhmhaus, Mariendorf
- Cechești = Böhmneudorf
- Cefa = Tscheppensdorf, Stefansdorf, Scheffen
- Cehal = Wallachisch-Salmendorf, Gross Klaandorf
- Cehăluț = Salmendorf, Klaandorf, Kaaldorf, Kaal
- Cehei = Böhmischdorf
- Cehețel = Böhmischdorf
- Cehu Silvaniei = Böhmischdorf, Schechenmarkt, Silag
- Ceica = Ungarischtschekel
- Ceie = Tscheje
- Ceișoara = Tschissor
- Cenade = Scholten, Schotter
- Cenaloș = Tschanalusch
- Cepari = Tschippendorf, Tschepan
- Cerbăl = Zerbeln, Tscherbel
- Cerbești = Schlosshof
- Cerbu = Tscherb
- Cerc = Tscherk
- Cergău Mare = Großschergied, Grossschergied, Schergid, Groß-Schergied
- Cergău Mic = Kleinschergied
- Cerghid = Schergid, Großschergied
- Cerghizel = Kleinschergid
- Cerișa = Eisenhain, Theresiendorf
- Cerișor = Zerndorf
- Cerna = Königsgruben, Zernau
- Cernat = Tschernaten
- Cernatu = Zernendorf, Michelsdorf, Michelsdorf bei Kronstadt, Zerndorf
- Cernatu de Jos = Untertschernaten
- Cernatu de Sus = Obertschernaten
- Cernești = Zerndorf
- Cernișoara Florese = Tschernischur, Floritzisch-Tschernischur
- Cernuc = Tscherneken
- Certege = Schartesch, Tschertisch
- Certeju de Jos = Tschertesen, Tscherteschen, Kleinen Zweig
- Certeju de Sus = Grossen Zweig
- Certeze = Neudorf in Oascherland, Neudorf
- Ceru-Băcăinți = Bocksdorf
- Cesariu = Kaiserdorf
- Cetan = Schatten
- Cetariu = Schittersberg
- Cetatea de Baltă = Kokelburg, Kukelburg, Kuchelburg, Kümelburg
- Cetățele = Tschetetzel
- Cetățuia = Tschaten
- Cetea, Alba = Hagendorf
- Cetea, Bihor = Tschetei
- Ceuaș = Grubendorf, Losch
- Ceuașu de Câmpie = Grubendorf, Tschawesch
- Chechiș, Maramureș = Kikesch
- Chechiș, Sălaj = Zwillingfeld, Christersdorf
- Chedia Mare = Gross Käden
- Chedia Mică = Klein Käden
- Chegea = Tiesch
- Cheia, Alba = Kalibasen
- Cheia, Brașov = Neustein
- Cheia, Cluj = Kalkstein, Schlossdorf
- Cheile Cibului = Theyerport
- Chelința = Kellenz
- Chendrea = Hauffeld, Kenderfeld
- Chendremal = Kendermal
- Chendu = Grosskend, Grosskenten
- Chendu Mare = Großkend, Grosskend
- Chendu Mic = Kleinkend, Kentenbrück
- Cherechiu = Kerck, Kirch, Kirchdorf
- Cheresig = Sankt Katharina, Kereseck
- Chereușa = Körösch in der Eur, Kriesch in der Eur
- Chergheș = Rindendorf
- Cheriu = Keer
- Cheșa = Ketsch
- Chesău = Götzau
- Cheșereu = Kescherei
- Chesler = Kesseln, Keszlen, Kesserl
- Cheț = Keetz
- Chețani = Kettenbrück, Ketzen
- Chețiu = Kettelsdorf, Ketteln
- Cheud = Kött, Gwodt
- Chibed = Kibeden
- Chichiș = Blauendorf, Keckesch
- Chichișa = Sommerfeld, Sommerdorf
- Chidea = Kiden
- Chieșd = Steinfeld
- Chiheru de Jos = Unterkirchern, Nieder-Küher
- Chiheru de Sus = Oberkirchern, Ober-Küher
- Chijic = Kischik
- Chileni = Kilian, Kilön, Sankt Kilien
- Chilia = Patzendorf, Aptz
- Chilieni = Kilian, Kilön
- Chilioara = Garstein
- Chimindia = Kelmendorf
- Chinari = Schlossberg, Burgberg
- Chinciuș = Schatzberg, Reichesdorf
- Chintelnic = Kinteln, Kindel, Kindeln
- Chinteni = Kainsteich, Kallentau
- Chinușu = Kinosch, Chursdorf
- Chioag = Kehaag
- Chiochiș = Deutsch-Blauenthal
- Chiraleș = Kirileis, Kirieleis, Kiriales, Karthaus
- Chiraleu = Königsdorf an der Brettenbach
- Chiribiș = Terebesch, Trebisch
- Chirileu = Laussen, Laussendorf, Krellau
- Chiriș = Krieschhöflein
- Chirpăr = Kirchberg
- Chisălița = Kiselitz
- Chisău = Deutsch-Käsau, Keesen
- Chișcădaga = Geissdorf
- Chișcău = Reichenstein
- Chișirid = Kischiregg, Klein Urgoden
- Chișlaz = Laas
- Chistag = Kwestendorf, Kiestag
- Chitid = Kleindorf
- Chiuiești = Siegelsdorf
- Chiuruș = Eschendorf, Eschenbach
- Chiuza = Mitteldorf
- Chiuzbaia = Steinwerk, Kleinwerke
- Chizeni = Tiezen
- Cib = Tropfbach
- Ciba, Harghita = Walddorf
- Ciba, Mureș = Zeben, Tscheben
- Cibu = Tschob, Tschibern
- Cicârd = Wüstenau
- Cicârlău = Schykerlau
- Cicău = Sacken
- Ciceu = Frauendorf in der Tschicken
- Ciceu-Corabia = Tschitschau-Neudorf
- Ciceu-Giurgești = Jorgendorf, Gergesdorf
- Ciceu-Mihăiești = Michelsdorf
- Ciceu-Poieni = Pojen
- Cidreag = Tscheddreck
- Cig = Gordisch
- Ciglean = Ziglen
- Cigmău = Tschickenbach, Forellenbach
- Cihei = Böhmischdorf
- Cimpa = Tschimpendorf, Rum.und Dt. Tschimpendorf
- Cinciș = Kahndorf, Tscholnakosch, Zelnakesch
- Cinciș-Cerna = ----
- Cincșor = Klein-Schenk
- Cincu = Grossschenk
- Cinta = Fintenhaus, Findorf
- Cintei = -----
- Cioara de Sus = Dressmann, Dressmannsdorf
- Cioarga = Tschurgen
- Ciobotani = Schumbau
- Cioboteni = Tschoboden
- Cioc = Tschook
- Ciocaia = Tschokal
- Ciocașu = Tschoggesch, Zoggesch
- Cioclovina = Lumannsdorf
- Ciocmani = Socken
- Ciocotiș = Sockentasch, Baptsdorf
- Ciolt = Scholten, Solden
- Cionchești = Neudorf
- Ciopeia = Schopau
- Ciosa = Tschoos
- Cipăieni = Harteden
- Cipău = Tschappen
- Cireași = Zireisch
- Cireșeni = Schwekau
- Cireșoaia = Tetschen, Bellsdorf
- Ciretea = Lorenzkappelle
- Cirhagău =  -----
- Cisnădie = Heltau, Heldau
- Cisnădioara = Michelsberg, Michaelsberg, Michelsdorf
- Cistei = Thalmühl
- Cisteiu de Mureș = Thalmühl
- Ciubanca = Unter-Bank
- Ciubăncuța = Ober-Bank
- Ciucani = Tschekendorf
- Ciucea = Fleischdorf, Tschötsch
- Ciucsângeorgiu = Tschick-Sankt Georgen
- Ciuculești = Zukulest
- Ciugud = Schenkendorf, Schneckendorf
- Ciugudu de Jos = Unterfigid, Fugendorf
- Ciugudu de Sus = Oberfugendorf, Feigenforf, Oberfigid
- Ciuguzel = Fügeden, Fugaden
- Ciuhoi = Tschochey, Mattersdorf
- Ciula = Zulau
- Ciula Mare = Gross-Schullendorf
- Ciula Mică = Klein-Schullendorf
- Ciulea = Inzendorf
- Ciuleni = Intschel
- Ciulești = Tschullest
- Ciulpăz = Tschulpetz, Tzulpetz
- Ciumăfaia = Holzstock
- Ciumani = Tschamdorf
- Ciumărna = Schemerden, Gummern
- Ciumbrud = Somber!, Poley, Tschimbru
- Ciumeghiu = Egisberg, Tschömegg
- Ciumești = Schamagosch
- Ciumița = Hexenberg, Strigonendorf, Czumitza
- Ciungani = Suganien
- Ciungu Mare = Gross Eisenhammer
- Ciupari = Bachendorf
- Ciuperceni = Neuhof
- Ciureni = Tschurendorf
- Ciurgău, Cluj = Tschurgau
- Ciurgău, Mureș = Tschurgau
- Ciurila = Zirillen
- Ciuruleasa = Arileis
- Ciuta = Klein-Birkenfeld
- Ciutac = Zuttick
- Ciutelec = Böhmischdorf
- Cizer = Kaiserdorf, Zifferfeld
- Clapa = Welkern
- Cliț = Klitzen
- Cloașterf = Klosdorf
- Clopotiva = Glockendorf
- Cluj-Mănăștur = Appesdorf, Kloster
- Cluj-Napoca = Klausenburg, Clausenberg
- Coaja = Koseln
- Coaș = Schmiedeberg
- Coasta, Bistrița-Năsăud = Kleinkreuz
- Coasta, Cluj = Julian
- Coasta, Hunedoara = Koste
- Coasta Grindului = Bergzell in der Grent
- Coasta Mare = Kleinrütsch
- Cobătești = Kobdorf, Metterskirch
- Cobor = Buchhorn, Kiwern, Küwern, Buchorn, Kofferin
- Coca = Neuhof
- Cociu = Kotzdorf, Kosch
- Cociuba Mare = Oberkotschob
- Cociuba Mică = Niederkotschob
- Codlea = Zeiden, Schwarzberg, Schwarzhügel, Schwarzburg
- Codor = Kodern
- Codrișoru = Zeketurn
- Codru Butesii = Kodruyl, Koderwil
- Cohani = Kochlan
- Cojocani = Koschokan
- Cojocna = Salzburg, Salzgrub, Klosmarkt
- Coldău = Goldau, Kuden
- Coleșeni = Kollischen
- Colești = Kollest
- Colibi = Zeckesdorf, Zeckeschdorf, Zäkesdorf
- Colibița = Koliwitz
- Colonia, Cluj = ----
- Colonia 1 Mai = Braunkohlengrube, Kohlenbergwerk, Wolkendorfer Grube
- Colonia Bod = Hermsdorf
- Colonia Reconstrucția = ----
- Colonia Sighetul Silvaniei = Kolonie Eiland
- Colonia Tălmaciu = Zigeunersiedlung
- Colonia Târnava = ----
- Coltău = Kaltau, Kolten
- Colțești = Georgsdorf, Sankt Georgen
- Colțirea = Koltz, Kolz
- Colun = Kellen, Köln
- Comăna de Jos = Komondjen, Kumanen
- Comăna de Sus = Unter Kumanen
- Comandău = Kommando, Grenzkommando
- Comănești = Hartdorf
- Comiat = Komiath
- Comlăușa = Kamlisch
- Comlod = Hopfengarten, Komeloden
- Comolău = Komeln
- Comori = Reichsdorf, Reichesdorf
- Comorâța = Komoritz
- Comșești = Komaten, Komitzig
- Copăcel, Bihor = Kopatschel, Kopatzel, Koppau
- Copăcel, Brașov = Koppau, Kapatsch
- Copăceni, Bihor = Kopotschen, Kapotschen
- Copăceni, Cluj = Baumgarten
- Copaci = Radenbach
- Copalnic = Kapellendorf
- Copalnic-Deal = Hoch-Kapellendorf
- Copalnic-Mănăștur = Klosterdorf
- Copand = Bussendorf, Botzendorf, Koppen
- Coplean = Kappen
- Copru = Dillendorf
- Copșa Mare = Gross-Kopisch
- Copșa Mică = Klein-Kopisch
- Corbești, Bihor = Korbest
- Corbești, Mureș = Dohlendorf
- Corbi = Korben, Rabendorf
- Corboaia = Korbuley, Korwuley
- Corbu = Rabendorf, Gebirgsdorf
- Cordău = Kordau, Kardo
- Cordoș = Kardusch
- Corlata = Korlata
- Cormaia = Gerichau
- Cormeniș = Ködern
- Corna = Kirnik
- Cornățel = Harbachsdorf, Härwesdorf, Harbach, Harendorf, Harrebach, Haresdorf
- Corneni = Radlen
- Cornești (Gârbău), Cluj = Falkenhaid, Abtsbach
- Cornești (Mihai Viteazu), Cluj = Fürstendorf, Schinsdorf, Simsdorf
- Cornești, Cluj = Hirschdorf
- Cornești, Maramureș = Horn, Schomuschfalw
- Cornești (Adămuș), Mureș = Zeunen, Plankendorf
- Cornești (Crăciunești), Mureș = Singen
- Corni = Schöndorf
- Cornișești = Grosskerpest
- Cornițel = Raabenthal
- Cornu = Korn
- Corod = Koroden
- Coroi = Krauden, Kruden
- Coroieni = Jägerdorf (Sankt Caroli)
- Coroiești, Alba = Kressden, Kressten
- Coroiești, Hunedoara = Korojest am Schyll
- Coroisânmărtin = Martinsdorf, Klausenmartin
- Corpadea = Korpendorf, Korpen
- Corțești = Kurzest
- Coruia = Karullen, Kirchdorf
- Corunca = Kronberg, Kronen
- Corund, Harghita = Kronenberg
- Corund, Satu Mare = Krondorf, Koronden
- Corușu = Koroden
- Corvinești = Neudorf, Niederneudorf
- Coșbuc = Horden, Hordenfeld
- Coșdeni = Kosten
- Coșeiu = Karrelsdorf, Kuschen
- Coșeni = Rohrbach
- Coșeriu = Koscherl
- Cosești = Widderdorf
- Coșlariu = Koslendorf
- Coșlariu Nou = Steinbock
- Coșnea = Neu-Koslendorf
- Cosniciu de Jos = Unter-Gassen
- Cosniciu de Sus = Ober-Gassen
- Costeni = Kosten
- Costești (Albac), Alba = ----
- Costești (Poiana Vadului), Alba = ----
- Costești, Hunedoara = Kastenau
- Costești-Deal = Ebelsdorf, Turn
- Coștiui = Deutsch Rohnen, Rohnen, Rohnenburg, Kosstil, Göstl
- Cotiglet = Kotlegedl, Kotelgled
- Cotorăști = Traschenberg
- Cotorinau = Kottorinau
- Cotormani = Kohtermann, Kottermannsdorf
- Cotuș = Tscheid, Tscheidt
- Covacipeter = Peters
- Covasna = Kowassen, Kowasna, Kovasna
- Coveș = Steindorf, Käbisch, Kabisch
- Covragiu = Korrad
- Cozberțaia = Kösberzeyl
- Cozia = Kuselweis, Kozalen
- Cozla = Kosel
- Cozma = Wüst-Kosmas, Kosmendorf, Sankt Cosma (+ Sachsenthal)
- Cozmeni = Kosmas
- Crăciunel = Gratiansdorf, Krötschendorf, Kroch
- Crăciunelu de Jos = Christendorf, Krotschendorf
- Crăciunelu de Sus = Christendorf, Krotschendorf, Kretzenel, Gratiansdorf
- Crăciunești, Cluj = Heiligenkreuz
- Crăciunești, Hunedoara = Kratschnest, Kreutzdorf
- Crăciunești, Maramureș = Kreuzenau, Kreuzendorf
- Crăciunești, Mureș = Kratzdorf, Kratzendorf, Christendorf
- Crăești = Königsdorf, Heilkönig
- Crăguiș = Kragisen, Kragis
- Craidorolț = Darholz, Darrholz
- Crăiești (Adămuș), Mureș = Königdorf
- Crăiești, Mureș = Fürstendorf
- Crainimăt = Baierdorf, Bayerdorf
- Crairât = Königsfurth, Graalrieth
- Craiva = Königsbach
- Crâncești = Krentschest
- Crasna, Covasna = Krassen-Bosau, Krassna-Bosau
- Crasna, Sălaj = Krassmarkt, Krasnermarkt
- Crasna Pățălușa = see Izvoarele, Bihor
- Crasna Vișeului = Krassen-Wischau, Krassna-Wischau
- Creaca = Gross -Wolfsfeld
- Cremenea = Hartt
- Crestur = Kreutz
- Cresuia = Christiansdorf!, Kressul
- Cricău = Krakau
- Crihalma = Königsberg, Königsperg, Wallendorf!
- Crinț = Krinz
- Criș, Hunedoara = ----
- Criș, Mureș = Kreisch, Kreischdorf
- Crișan = Kuhdorf
- Crișcior = Christian
- Crișeni, Alba = Krieschen, Kröschen
- Crișeni, Cluj = Slawenhaus
- Crișeni, Harghita = Eschenbach
- Crișeni, Sălaj = Zigeunerdorf, Kreuz
- Crișeni, Satu Mare = Neukriesch
- Criștelec = Kreutzgrund, Kreschenhaid
- Cristești, Alba = Waldkreuz, Kreuz
- Cristești, Mureș = Kreuz am Mieresch
- Cristeștii Ciceului = Kreuzherr
- Cristian = Neustadt-Burzenland, Neustadt
- Cristian = Grossau, Au
- Criștioru de Jos = Ober-Christian
- Criștioru de Sus = Nieder-Christian
- Cristolț = Grosschristholz
- Cristolțel = Kleinchristholz
- Cristorel = Höllenkreutz
- Cristur = Obstdorf
- Cristur-Crișeni = Hohenkreutz
- Cristur-Șieu = Kreuz, Oberkreuz
- Cristuru Secuiesc = Kreuz, Liebkreuz+Timdorf
- Criț = Deutsch-Kreuz, Kreuz, Kreuzdorf
- Criva = Kriwen
- Crivadia = Kriwaden, Kliwaden
- Crizbav = Krebsbach, Kriesbach, Krebsbach in Geister Wald, Kreischbach, Kripobach
- Crocna = Kraten
- Crucișor = Wallenweg, Heiligenkreuz
- Cubleșu = Wallachisch Köblisch, Wallachisch Keblisch
- Cubleșu-Someșan = Kübeldorf
- Cubulcut = Göblinsbrunn, Köbelkuth
- Cucerdea = Schlusseldorf
- Cuceu = Kutschau
- Cuci = Kokt, Quellendorf
- Cuciulat = Kuzladen
- Cuciulata = Kutschladen, Katscheloden, Cormosbach
- Cucu = Kaak
- Cucuceni = Kakatschen, Kakotschin, Kakitschen
- Cucuiș = Kukwisch
- Cucuta = Kucksdorf
- Cufoaia = Kochbach, Steinbach
- Cugir = Kunendorf, Kutscherdorf, Kuschir, Kudschir, Kotzir
- Cuiaș = ----
- Cuieș = Kullesch, Kullisch
- Cuieșd, Bihor = Steinfeld
- Cuieșd, Mureș = Steindorf
- Culcea = Keltsch, Költsch
- Culciu Mare = Grosskultsch
- Culciu Mic = Kleinkultsch
- Culpiu = Regenthal
- Cund = Reußdorf, Reussdorf, Reisdorf, Kunden
- Cunța = Zeckesdorf, Zekeschdorf, Zäkeschdorf, Zeikeschdorf
- Cupșeni = Kopsdorf
- Curățele = Kurtzel
- Curciu = Kirtsch
- Curechiu = Kuret, Kohlendorf
- Curețe = Kuritz
- Curpeni = Kurpentsch
- Curpenii Silvașului = Gutschendorf
- Curteni = Hofstätten, Hof
- Curtici = Kurtitsch
- Curtuiușeni = Birnwald, Kertwillesch
- Curtuiușu Dejului = Birndorf, Dennersdorf
- Curtuiușu Mare = Gross Birndorf
- Curtuiușu Mic = Klein Birndorf
- Cușma = Kuschma, Kusen, Auen, Bärendorf
- Cușmed = Küschmöd
- Cuștelnic = Kothendorf
- Custura = Kostur
- Cusuiuș = Kuschitz
- Cut = Kokt, Quellendorf, Brunnendorf, Kutta
- Cuța = Kutz
- Cutca = Költke, Köttke
- Cutin = Kuttin bei Waldrücken
- Cutiș = Wildenthal, Rodenthal
- Cutuș = Brunnendorf
- Cuzap = Mitteldorf, Schwäbisch Mitteldorf
- Cuzăplac = Mitterhaus
- Cuzdrioara = Kosarrenburg

## D
- Dăbâca, Cluj = Dobeschdorf, Dobecken
- Dăbâca, Hunedoara = Dobocken
- Dăbâceni = Dobocken, Debuke, Debecksdorf
- Dacia = Stein
- Daia, Harghita = Dallendorf, Denndorf
- Daia (Apold), Mureș = Denndorf, Dellendorf
- Daia (Bahnea), Mureș = Denghel, Dengel
- Daia, Sibiu = Thalheim, Dollman, Wallenthalheim
- Daia Română = Dallendorf, Luprechttal, Thal, Dallen, Dollen, Dallendorf, Thal in Land, Thal unter dem Walde
- Dăișoara = Langenthal, Langenthal bei Reps, Dahl
- Dălghiu = Döblen
- Dâlja Mare = Grossdilsen
- Dâlja Mica = Kleindilsen, Kleindilsch
- Dalnic = Dayla
- Dalu = Daal
- Dămăcușeni = Sankt Dominik
- Dâmbău = Hügeldorf, Arlsdorf
- Dâmbu = Hügeldorf, Dorfhügel, Domb
- Dâmbu Mare = Mühlenkramm
- Dâmburile = Neudorf
- Dămieni = Dammdorf
- Damiș = Domeschwald
- Dămuc = Damsdorf
- Dâncu = Dank
- Dâncu Mare = Grossdenkendorf
- Dâncu Mic = Kleindenkendorf
- Daneș = Dunesdorf, Dansdorf, Donasdorf
- Dănești (Harghita) = Dandorf, Dannsdorf in der Tschicken
- Dănești, Maramureș = Balkdorf, Dandorf
- Dăneștii Chioarului = Balkdorf, Dandorf
- Dângău Mare = Grossdongen
- Dângău Mic = Kleindongen
- Dănulești = Danlesch, Danuleschd, Damlesch,
- Dara = Darau
- Dârja = Derschen
- Dârjiu = Dersdorf, Darsch, Dersch
- Dârlos = Durles, Durlasch, Dürles
- Daroț = Drautz
- Dârste = Walkmühlen, Dirste, Dittersdorf
- Dătășeni = Dates, Dalmesch
- Deag = Deck, Deeck
- Deaj = Desendorf
- Dealu = Russberg
- Dealu Armanului = Hermannsberg
- Dealu Botii = Delbottey
- Dealu Caselor = Kalibaschen
- Dealu Ferului = Eisenberg
- Dealu Frumos = Schönberg, Lesch
- Dealu Geoagiului = Oberjoog
- Dealu Mare, Cluj = Dallendorf, Hohenberg
- Dealu Mare, Hunedoara = Hohendorf, Hohenberg
- Dealu Mare, Maramureș = Dalmaren
- Dealu Mic = Paruss
- Dealu Negru = Banfeydorf
- Dealu Roatei = Rotberg
- Dealul Ștefaniței = Sankt Stefan in der Burgau
- Decea = Detschendorf
- Decebal = Neusatz
- Deda = Dade, Deda, Dedals, Deden
- Dedrad = Deutsch-Zepling, Deutsch-Zapleng, Zepling
- Dej = Desch, Burglos, Burgschloss, Burgles
- Deja = Dionisenhaus
- Dejani = Danesdorf
- Dejuțiu = Detschendorf
- Delani = Jallan
- Deleni (Băgaciu), Mureș = Kleinfarken, Kleinferken, Schärschken
- Deleni (Ideciu de Jos), Mureș = Reussen, Eidisch, Walachisch-Eidisch
- Deleni (Pogăceaua), Mureș = Eggerschtiben
- Deleni, Cluj = Endahl
- Deleni, Hunedoara = ----
- Deleni, Sălaj = Gross-Mohndorf, Großmohndorf+Großneudorf
- Deleni-Obârșie = Heunberg, Stallhof
- Delnița = Delln, Döllen
- Delureni = Wiesenhaus, Neudorf
- Densuș = Demsdorf
- Derna = Dernau
- Dernișoara = Unter Dernau
- Derșida = Derschdorf
- Desești = Nussberg
- Deușu = Nussdorf, Nussfeld
- Deva = Diemrich, Schlossberg, Denburg, Deva
- Dezmir = Dessmer, Klausendorf
- Dicănești = Dekanat
- Dijir = Descher, Discheir
- Dileu Nou = Ungarisch Delln
- Dileu Vechi = Wallaschisch Delln
- Dindești = Gross Dengldorf
- Dindeștiu Mic = Klein Dengldorf, Beschened
- Diosig = Sankt Peter in der Nusseneck, Diwosegg
- Dioșod = Nussdorf
- Dipșa = Dürrbach
- Ditrău = Dittersdorf
- Diviciorii Mari = Gross Däwätsch
- Diviciorii Mici = Klein Däwätsch
- Doba, Sălaj = Gross-Dobendorf
- Doba, Satu Mare = Doob
- Doba Mică = Klein-Felseck+Alsen, Klein-Dobendorf
- Dobârca = Dobring, Dobreng, Doborka, Dobberg
- Dobârlău = Dobersdorf
- Dobeni = Dobendorf
- Doboi = Dobol
- Dobolii de Jos = Unter-Dobeln, Nieder Altbrücke
- Dobolii de Sus = Ober-Dobeln, Ober Altbrücke
- Dobolț = Dabholz
- Doboșeni = Dobsdorf, Siebelsdorf, Siegbaldsdorf, Saldopesch
- Dobra, Hunedoara = Gutendorf, Joffelsburg
- Dobra, Mureș = Doberndorf
- Dobra, Satu Mare = Dobrau
- Dobrești, Alba = Dobrest
- Dobrești, Bihor = Dobrest, Dobreinz
- Dobric = Gross-Debersdorf, Grossdobrig
- Dobricel = Klein-Debersdorf, Kleindobrig
- Dobricionești = Dobratschen, Dobratsching
- Dobricu Lăpușului = Deutsch Ebensfeld
- Dobrin = Debersdorf
- Dobrocina = Gutendorf
- Dobrot = Dobroth
- Dobroț = Dobersdorf
- Dogărești = Dogorest
- Doh = Dohn
- Dolea = Dolley
- Dolheni = Bachental
- Dolu = Daal, Dahl
- Domald = Maldorf
- Domănești = Domensbrück
- Domnești = Waldbillach, Billak, Attelsdorf, Adelsdorf, Zelt
- Domnin = Dabern
- Domoșu = Damesch, Danmisch
- Dopca = Daken, Daaken, Dacken, Dopich
- Doptău = Dobenhofen
- Dorna = Dornau
- Dorolea = Klein-Bistritz in der Burgau
- Dorolț = Darholz
- Dorolțu = Draas
- Doștat = Thorstadt, Langenthal, Langendorf
- Dosu Bricii = Britsch
- Dosu Napului = Nappau
- Draga = Draack
- Drăgănești = Dragonest
- Drăgești = Draach
- Drăghia = Dragen
- Dragomirești = Dragomirescht, Dragomersdorf
- Drăgoteni = Drachetin, Drachetein
- Dragu = Drachendorf, Dragen
- Dragu-Brad = Drachenort
- Drăguș = Drachenbach, Traschen, Drachendorf
- Drăgușeni = Draguschen, Neuturterebesch
- Drâmbar = Brunndorf, Brummdorf, Drimbart
- Drașov = Troschen, Droschen
- Drăușeni = Draas, Drausz, Draes, Dräss
- Drauț = Drautz
- Dretea = Dritt
- Dridif = Deidrich, Dreydif, Tritten, Diedorf
- Drighiu = Dettern, Dittersdorf, Dietrich
- Drojdii = Schepern, Jörgelsdorf
- Drumul Carului = Kardrumm
- Dubiștea de Pădure = Dubischt
- Duda = Dud
- Dudești = Dudest
- Dulcea = Dultsch
- Dumbrava, Satu Mare = Legedl
- Dumbrava (Săscior), Alba= Krebsdorf, Kokau, Kakendorf, Krebseifen
- Dumbrava (Unirea), Alba = Limdorf
- Dumbrava (Zlatna), Alba =
- Dumbrava, Arad = Dorndorf
- Dumbrava, Bihor = Motscherl
- Dumbrava (Livezile), Bistrița-Năsăud = Zigeunersiedlung
- Dumbrava (Nușeni), Bistrița-Năsăud = Niederrübendorf
- Dumbrava, Cluj = Markendorf
- Dumbrava, Hunedoara = Waldruck, Dorndorf, Waldrücken
- Dumbrava, Maramureș = Deutsch Kleindebretzen, Kleindebretschin, Dobritzel, Dobretzel, Dobrotzen, Waldendorf
- Dumbrava, Mureș = Warthe
- Dumbrava, Satu Mare = Legedl
- Dumbrava de Jos = Niedergengdorf, Schunkendorf
- Dumbrava de Sus = Obergengdorf, Schunkendorf
- Dumbrăvani = Dombrowan
- Dumbrăveni = Ganz, Gantschdorf
- Dumbrăveni, Sibiu = Elisabethstadt, Epeschdorf, Eppeschdorf, Äpeschdorf
- Dumbrăvioara = Rothbusch, Scharnberg, Scharberg, Scherberg, Schallenberg
- Dumbrăvița, Bihor = Dombrawitz
- Dumbrăvița, Bistrița-Năsăud = Aasfeld
- Dumbrăvița, Brașov = Schnackendorf
- Dumbrăvița, Hunedoara = Bergdorf
- Dumbrăvița, Maramureș = Seuchendorf
- Dumbrăvița de Codru = Dombrowitz
- Dumești, Alba = ----
- Dumești, Hunedoara = Dorndorf
- Dumitra, Alba = Demetersbach, Demeschbach
- Dumitra, Bistrița-Năsăud = Mettersdorf, Mettersdorf bei Bistritz
- Dumitreni = Mettersdorf an der Gorss Kockel, Demeter
- Dumitrești = Mettersdorf, Demetsdorf an der Nyaradfluss, Metterskirch
- Dumitrița = Waltersdorf, Woldersdorf
- Dumuslău = Pressdorf
- După Deal (Ponor), Alba = Stallen
- După Deal, Bistrița-Năsăud = Hütte
- După Deal (Cuci), Mureș = Oberkokt
- După Deal (Iclănzel), Mureș = Pecherey
- Dupăpiatră = Duppelpeter
- Dupuș, Sibiu = Tobsdorf, Tobesdorf, Toppesdorf, Tobiasdorf, Toblasdorf, Dupesdorf, Toblasdorf
- Durăști = Durrest
- Durușa = Dursdorf
- Dușești = Duschest

## E
- Eghersec = Engerzegg
- Elciu = Wölz, Welz
- Eliseni = Elsdorf, Elisabeth
- Enciu = Entzendorf, Intsch, Entsch
- Episcopia Bihor = Bischofsberg in der Bihor
- Ercea = Gross Ertschen
- Eremieni = Sankt Emmerich
- Eremitu = Einsiedler
- Eresteghin = Ernstwin, Heerstegen
- Eriu-Sâncrai = Königshofen
- Ernea = Ehrgang, Erlgang, Irrgang
- Ernei = Rohrdachen, Arn
- Escu = Wetzendorf
- Estelnic = Esstelnek
- Eteni = Ettin
- Etfalău = Ettendorf

## F
- Făgăraș = Fogarasch, Fugrasch, Fugreschmarkt, Aldrichsdorf
- Făget, Alba = Wallachisch Buchenwald, Birkendorf, Birkenwald
- Făget, Bacău - Birkendorf
- Făgețel (Frumoasa), Harghita = Tatarenort
- Făgețel (Remetea), Harghita = Kischbuch
- Făgețel, Hunedoara = Fassellen, Fatzellen
- Făgetu Ierii = Büchelhaid, Bikladen
- Făgetu = Ungarischbach
- Falca = Falkendorf
- Fălcușa = Falkendorf, Felkuschen
- Fânațe (Band), Mureș = Schwarzau, Feketh
- Fânațe (Fărăgău), Mureș = Finatzey
- Fânațe (Iclănzel), Mureș = Aue
- Fânațe (Tăureni), Mureș = ---
- Fânațe, Bistrița-Năsăud = Höflein
- Fânațe, Bihor = Fonatz
- Fânațe, Cluj = Zenafey, Finatzel
- Fânațe, Maramureș = Heugraben
- Fânațele Căpușului = Kheune
- Fânațele Mădărașului = Heidickweld
- Fânațele Silivașului = Meyerhof
- Fânațele Socolului = Funatz
- Fâncel = Werhartsdorf!!, Blaasdorf, Fantschel
- Făncica = Sankt Franz, Fantschke
- Fântâna, Brașov = Kaltbrunnen, Kaltbrunn
- Fântâna, Hunedoara = Fontein
- Fântâna Babii = Babberfontein
- Fântâna Brazilor = Tannenbrunn
- Fântânele, Alba = Funtinel
- Fântânele, Bistrița-Năsăud = Neuösch, Eisch, Erbdorf, Sächsisch Altendorf
- Fântânele, Cluj = Funtinella
- Fântânele, Maramureș = Schweinbach, Schweinsbach
- Fântânele, Mureș = Bergbrunn, Gielekonten, Gielekokten
- Fântânele, Sălaj = Dornau
- Fântânele, Sibiu = Krebsbach, Krebseifen
- Fântânele-Rus = Reussbrunn, Gutzendorf
- Fântânița, Bistrița-Năsăud = Käbelbrunn, Kuebeldorf
- Fărăgău = Farrendorf, Hölzeldorf, Eppendorf
- Fărău = Brenndorf
- Fărcădin = see General Berthelot
- Fărcașa = Wolfsbach, Wölfen
- Fâșca = Kappel
- Fața = Faath, Pfaath
- Fața Pietrii = Petersdorf, Fatzpeter
- Făureni = Schmidten
- Făurești = Monzdorf, Unterkapellendorf, Kapellendorf
- Federi = Weissendorf
- Fegernic = Fetzwerneck
- Fegernicu Nou = Neu Fetzwerneck
- Feisa = Füssen, Füselen, Fützen, Feiss, Fiessten, Feisen
- Feiurdeni = Weissdorf
- Felcheriu = Oberkeer, Kerr
- Feldioara (Ucea), Brașov = Marienburg
- Feldioara, Brașov = Marienburg, Marenburch
- Feldioara, Cluj = Erdwall, Feldburg
- Feldru = Felden, Felddorf, Birkenau, Waltersdorf
- Feleac = Falk, Felk, Fellach
- Feleacu = Fleck
- Feleag = Altfleigen, Felken
- Feliceni = Ober-Mariendorf, Frauendorf
- Felmer = Felmern, Felmer
- Feneriș = Fennerisch
- Feneș = Wildendorf, Wilddorf
- Fenișpatac = Fennischpadderck, Fennischpatheck
- Ferestrău-Oituz = Firrestrau
- Feregi = Franzdorf
- Ferești = Weissendorf
- Ferice = Ferritsch
- Fericea = Ferritsch, Ferriterl
- Ferneziu = Deutsch Fernesee, Fernessee
- Fersig = Weissstuhl
- Fețeni = Fetzeberg
- Fetindia = Gursdorf
- Fiad = Fadorf
- Figa = Függen
- Fildu de Jos = Unterfeld, Altdorf
- Fildu de Mijloc = Mitterfeld, Altdörfel
- Fildu de Sus = Oberfeld, Filtendorf, Altdorf
- Filea = Fild
- Filea de Jos = Unter-Feillen, Nieder Feilen
- Filea de Sus = Ober-Feillen, Ober Feilen
- Filia = Fülldorf
- Filiaș = Neuseite
- Filitelnic = Felldorf, Fülldorf, Füllendorf, Fildorf, Veldorf
- Filpea = Philippsdorf, Fliepsdorf
- Filpișu Mare = Grossphlepsdorf, Ungarischphleps, Ungarisch-Fleps, Gruis-Flaps
- Filpișu Mic = Kleinphlepsdorf, Fläpsdorf
- Finciu = Neudorf
- Finiș = Fenisch
- Finișel = Klein-Fenisch
- Finteușu Mare = Gross Fentsch
- Finteușu Mic = Klein Fentsch
- Fintoag = Altendorf! 2
- Firiza = Deutsch Friesendorf
- Firminiș = Firmnisch
- Firtănuș = Schlossberg
- Firtușu = Schlosskirch
- Fișer = Schweischer, Schweisser
- Fițcău = Fitzkau
- Fitod = Fitood, Fittold
- Fizeș, Hunedoara = Weidendorf
- Fizeș, Sălaj = Weidenthal, Wendenthal
- Fizești = Zahldorf
- Fizeșu Gherlii = Teufelswald, Fiddisch, Fisesch
- Fiziș = Fissegg
- Flitești = Feltescht
- Floreasa = Florers, Florese
- Florești (Bucium), Alba = ----
- Florești (Câmpeni), Alba = Einsiedel
- Florești (Râmeț), Alba = ----
- Florești (Scărișoara), Alba = ----
- Florești, Bistrița-Năsăud = Blumenberg, Schirack, Scheirak, Wirragischberg
- Florești, Cluj = Sächsisch-Fenisch, Fenesch, Fenisch, Deutsch-Branndorf
- Florești, Sibiu = Felsendorf, Filsdorf
- Floroaia = Blumenbach
- Fodora, Cluj = Krispinkirch
- Fodora, Sălaj = Krispinhaus
- Fofeldea = Hochfeld
- Foglaș = Foglisch
- Foi = Wasserthal
- Foieni = Fienen, Fiend, Fina, Fienenfeld
- Folt = Foldt, Filtendorf
- Fonău = Rosendorf, Fonnau
- Forău = Forrau
- Fornădia = Fornaden, Vornaden
- Forosig = Forrozegg
- Forțeni = Fartzad, Vortzaden
- Fotoș = Fotsdorf
- Frâncenii Boiului = Frinkdorf, Frinken
- Frâncenii de Piatră = Frankendorf in Siebenbürgen
- Frăsinet = Frässinet
- Frata = Frattendorf, Ruderswald, Pfratten
- Frumoasa = Schönwasser
- Frunzeni = Mausdorf, Trassten, Tresten
- Fufez = ----
- Fughiu = Fuugl
- Fundata = Fundatten, Kertzberg
- Fundățica = Kleinkertzberg
- Fundătura, Cluj = Klein-Jahnen
- Fundătura, Mureș = Kleindaal
- Fundoaia, Harghita = Fundoyl
- Fundoaia, Mureș = Fundey
- Furcșoara = Gabeldorf

## G
- Găbud = Gabdorf
- Gădălin = Seildorf
- Găiești = Götsch
- Gălăoaia = Gallendorf
- Gălășeni, Bihor = Geleschen, Sankt Gallus
- Gălășeni, Sălaj = Reizenhof
- Gălățeni = Heiligengeist, Gerlsdorf
- Galați, Alba = ----
- Galați, Hunedoara = Galatz, Galz
- Galații Bistriței = Heeresdorf, Heresdorf, Gallatz
- Gălăuțaș = Sankt Gallen, Galotzasch
- Gălăuțaș-Pârău = Padderck, Patheck
- Galbina = Galbin
- Galda de Jos = Unterhahnenberg, Hahnenberg
- Galda de Sus = Oberhahnenberg, Dornen
- Galeș = Gallusdorf, Galisch, Grossdorf, Krebsdorf
- Gălești = Gallendorf, Gallenhausen
- Gâlgău = Golz, Galgau, Gilgo
- Gâlgău Almașului = Homlisch-Gilgau
- Galoșpetreu = Sankt Gallen + Sankt Peter
- Gălpâia = Hahnendorf
- Galtiu = Hahnendorf, Galten
- Gâmbaș = Schwammenthal
- Gâmbuț = Buchenthal, Gumbach
- Ganaș = Gons
- Gănești, Alba = Ganest
- Gănești, Mureș = Gallendorf, Hahnendorf, Hannendorf, Deutsch Ganzdorf
- Gânțaga = Gansdorf, Gonzaga
- Gârbău = Görbau
- Gârbău Dejului = Ober-Gorbau, Ober-Girben
- Gârbou = Gorbau
- Gârbova = Urwegen, Urbegen, Urbigen
- Gârbova de Jos = Unterurbau
- Gârbova de Sus = Orbau, Oberurbau
- Gârbovița = Kleinurbau
- Gârceiu = Gertschen, Gertsch
- Gârda de Sus = Obergierd
- Gârda Seacă = Untergierd
- Gârdani = Garendorf, Garndorf
- Gârde = Gart
- Gaura Sângerului = Forsthof
- Geaca = Jöcken
- Geamăna = Sachsendorf, Sächsischwinzen
- Gelmar = Jelmar, Gyalmar, Jallmar, Hohenberg
- Gelu = Wadasch
- General Berthelot = Ober-Wolfsdorf
- Geoagiu de Sus = Joog
- Geoagiu = Gergersdorf, Gergesdorf, Unterdorf, Unter-Gyogy
- Geoagiu-Băi = Gyogyer Warmbad, Warme Bäder bei Al-Gyogy
- Geoagiu de Sus = Oberdorf
- Geogel = Kleinjoog
- Geomal = Nussdorf
- Gepiș = Jepesch
- Gepiu = Jeppau
- Gerăușa = Ringeln, Ringwall
- Gersa I = Gertz I
- Gersa II = Gertz II
- Ghedulești = Geddulest
- Gheghie = Gegen
- Gheja = Geschendorf
- Ghelari = Gallendorf, Gellersdorf, Gelar
- Ghelința = Gälänts, Gelentz, Gelintz
- Ghemeș = Gemmesch
- Ghenci = Gentsch
- Ghenetea = Genetz
- Gheorghe Doja = Lukasdorf, Holnitz
- Gheorgheni = Niklasmarkt, Nickelsmarkt
- Gheorghieni = Gergesdorf
- Gherdeal = Gürteln, Gürtelen, Gürtlen, Girteln, Gertrudenthal
- Gherla = Neuschloss, Armenierstadt, Armenerstadt
- Gherman = Hermannsdorf
- Gherța Mare = Gross-Girtze, Grossgirtz
- Gherța Mică = Klein-Girtze, Kleingirtze, Kleingirtz, Kleingertz
- Ghețari = ----
- Ghida = Dedel am Brettenbach
- Ghidașteu = Gidischtiben, Giddischteif
- Ghidfalău = Gedensdorf, Giedendorf, Widersdorf
- Ghiduț = Giddutz
- Ghighișeni = Giggischen, Giggeschen!
- Ghijasa de Jos = Untergesäss, Schorten
- Ghijasa de Sus = Obergesäss
- Ghilești = Egidysdorf
- Ghilvaci = Gilwatsch
- Ghimbav = Weidenbach, Weidenbach bei Kronstadt, Wiedenbach
- Ghimeș = Birkendorf
- Ghinda = Windau, Wendau
- Ghindari = Eichelsdorf, Eicheln
- Ghinești = Gegesch
- Ghiolț = Götz, Götzen
- Ghioncani = Jonkain
- Ghiorac = Jureck, Garrach
- Ghipeș = Wüsten
- Ghirbom = Birnbaum, Birbom
- Ghirișa = Greschen
- Ghiriș-Sâncrai = Königshofen
- Ghirișu Român = Jerisch, Gieresch
- Ghirolt, Cluj = Gerold, Geralt, Sachs. Gerald
- Ghirolt, Satu Mare = Geraldsdorf, Girodsdorf, Giroth
- Ghiurche = Jurk
- Giacăș = Gogeschdorf, Jakobsdorf
- Gialacuta = Brunnenberg
- Gilău = Julmarkt, Gelu, Gelau, Jahlmarkt
- Ginta = Jehansdorf
- Giorocuta = Gregorsbrunn, Gerlsbrunn, Girbrunn
- Girișu de Criș = Lichtenwald
- Girișu Negru = Jerisch
- Giula = Julendorf
- Giulești, Bihor = Schulest
- Giulești, Maramureș = Ludwigsdorf
- Giuluș = Flammendorf
- Giungi = Perlendorf, Perlsdorf, Jink, Schink
- Giurcuța de Jos = Unterkalibaschen
- Giurcuța de Sus = Kalibaschen am Somesch
- Giurgiș = Sankt Georgen, Weiler Sanktgeorgen
- Giurtelecu Hododului = Wüst Jörgen, Georgius
- Giurtelecu Șimleului = Wüst Görgen, Wüst-Sankt Georgen
- Glăjărie = Görgényer-Glashütte
- Glâmboaca = Hühnerbach, Honnerbach
- Gledin = Gleden, Gladen, Gladein, Gladn
- Gligorești, Alba = ----
- Gligorești, Cluj = Sankt Marten, Martinsdorf
- Glod, Alba = Klod, Kloden
- Glod, Maramureș = Glott
- Glod, Sălaj = Salzfelden, Glatt, Salzfeld
- Glodeni = Scharpendorf, Kothbach, Schellenberg, Henningsdorf
- Glogoveț = Tutendorf, Tuten
- Goagiu = Gahd, Gagen (Hodislav)
- Goașele = Eisenhammer
- Godinești = Godnesau, Godin
- Gogan = Guggendorf, Gergendorf, Gogeschdorf, Reussdorf
- Gogan-Varolea = Gogeschburg, Unter der Burg, Burg Guggendorf
- Goleș = Storchendorf
- Goreni = Ungarisch-Zepling, Ungarisch-Zapleng, Schöndorf,Schönbirk
- Gornești = Kertzing
- Gorohoțele = Grochutzel
- Gostila = Gosdorf
- Gotești = Gottersdorf
- Gothatea = Sankt Gotthard
- Govăjdia = Sensenhammer
- Grădinari = Negerfalf
- Grădini = Grodin
- Grădini Mănăștur = Kertmanoster
- Grădiștea de Munte = Burgort, Berg
- Grânari = Muckendorf, Munkesdorf, Mückendorf, Mäckendorf
- Grâușorul = Kornhaus
- Grebenișu de Câmpie = Heimersdorf, Gerbesch, Heymo
- Grid, Brașov = Grit
- Grid, Hunedoara = Griden, Gried
- Grind = Grindorf, Gerind
- Grindeni = Kreuz, Heiligenkreuz
- Groapa Rădăii = Stallen
- Groape = Grappendorf
- Grohot = Krotendorf
- Grohoțele = Grotzeln
- Groș = Groschenau
- Groși, Bihor = Groosch
- Groși, Maramureș = Seiffenberg, Klosdorf
- Groșii Țibleșului = Thuckesburg
- Gruia = Gruys
- Gruilung = Gruylang
- Gruișor = Kleingergen
- Guga = Gogendorf
- Gura Arieșului = Walddorf
- Gura Bordului = Gurrabord
- Gura Cornei = Tork
- Gura Cuțului = Gurrenkutz
- Gura Izbitei = Gurren
- Gura Râului = Auendorf, Gurarn
- Gura Roșiei = Stampfmühle
- Gura Văii = Gross-Schwarzdorf
- Gura Vlădesei = Gurawladeis
- Gurani = Gurain, Guran
- Gurasada = Gurasaden, Gursaden
- Gurbediu = Gurbendorf
- Gurbești (Căbești), Bihor = Gurbest
- Gurbești (Spinuș), Bihor = Gurbest
- Gurghiu = Görgen, Gergling, Sankt Emrich, Sankt Emmerich
- Guruslău = Ungarisch-Grosslau
- Gușterița = Hammersdorf
- Gusu = Giesshübel, Giszibel

## H
- Habic = Buchendorf, Siebenbuchen
- Hădărău = Haderau
- Hădăreni = Fahrendorf
- Hagău, Cluj = Hof
- Hagău, Mureș = Hagau
- Hăghig = Fürstenburg, Fürstenberg, Halmagen
- Hagota = Sankt Agata
- Haieu = Hugau, Heffau
- Hălăliș = ---
- Hălchiu = Heldsdorf, Heldesdorf, Heltesdorf, Heldenburg
- Hălmăsău = Halmesau
- Halmășd = Hügelfeld
- Hălmeag = Halmagen, Halmegen, Halmegyen, Halmajen, Halwegen, Halfenmegen
- Halmeu = Halmen, Holmen
- Halmeu Vii = Hochhalmen
- Hamba = Hahnenbach, Hahnbach
- Handalu Ilbei = Goldhütte
- Hăpria = Härpen, Perprig
- Harale = Harayl
- Hărănglab = Glockendorf, Herenglab
- Hărău = Haren
- Harghita-Băi = Bad Hargitta
- Hărnicești = Deutsch Hernitzhausen
- Hârseni = Scharkan, Hersing
- Hârsești = Herzescht
- Hărțăgani = Herzogsdorf, Herzogen, Herzogendorf
- Hărțău = Harz
- Hașag = Haschagen, Hassagh
- Hășdate (Gherla), Cluj = Hochstätten
- Hășdate (Săvădisla), Cluj = Hochstätten
- Hășdău = Hassen
- Hășmaș = Neugarten, Hadmasch
- Hășmașu Ciceului = Zwiebeldorf
- Hățăgel = Klein-Hötzing, Hadzell
- Hațeg = Hötzing, Hatzeg, Wallenthal
- Hațegana = Hötzingen
- Hătuica = Hattolcken
- Hăucești = Hinzendorf
- Helești = Hellest
- Herculian = Henningsdorf, Rangeld, Rangeldorf
- Herculian = Hermannsdorf
- Hereclean = Baumhacken
- Herepea = Ungarisch Härpen
- Herepeia = Hepriach
- Herghelia = Menisch
- Heria = Harrendorf, Härisdorf
- Herina = Mönchsdorf, Münzdorf
- Hetea = Hetten
- Hetiur = Marienburg bei Schässburg, Marienburg, Meremberg, Liebfrauen
- Hida = Apfelfeld, Gross-Eidau, Steinkirch
- Hideaga = Kaltbrunn, Kaltenbrunn
- Hidiș = Hiegesch
- Hidișel = Hidischel
- Hidișelu de Jos = Apfelsdorf
- Hidișelu de Sus = Glockendorf, Heiligengeist, Ludenswald
- Hilib = Helbsdorf, Hiliben, Hilipen
- Hilibul Mic = Klein Helbsdorf
- Hinchiriș = Henkresch
- Hirean = Hirenhof
- Hobița = Klein-Thierdorf, Hobitzen
- Hobița-Grădiște = Lagerfeld
- Hodac = Biberthal
- Hodaia = Hodail
- Hodăi-Boian = Forsterei
- Hodăi-Lupu = Wolfschanze
- Hodiș = Wallachisch Hodusch
- Hodișa = Wallachisch Hodusch
- Hodișel = Hodischel
- Hodișești = Hodischest
- Hodișu = Hodiss, Hodisch
- Hodod = Kriegsdorf, Hadad
- Hodoș, Bihor = Jakobsdorf bei Großwardein, Jekesdorf, Heidichsdorf
- Hodoșa, Harghita = Heideschdorf
- Hodoșa, Mureș = Hodusch
- Hoghia = Hoden
- Hoghilag = Halwelagen, Halwelegen, Halwelägen, Helvlegen, Halwlagen
- Hoghiz = Warmwasser, Warmwasserbrunn, Warmbach, Warmbrunn, Warmbrunn am Alt, Freithum
- Holbav = Holbach, Faulbach, Wolfbach
- Holdea = Mohndorf
- Holobani = Goldwerk
- Holod = Hollund
- Homorod, Brașov = Hamruden, Hameruden, Hammeroden, Homoroden, Homrod
- Homorod, Hunedoara = Homruden, Homoroden, Hammeroden, Sächsisch Petersdorf
- Homorodu de Jos = Hamroth
- Homorodu de Mijloc = Mitterhamroth
- Homorodu de Sus = Oberhamroth
- Homorog = Rumänischhomorogk
- Hondol = Hondolen
- Hopârta = Meerport, Fugaden
- Horea, Alba = Arod, Arroden
- Horea, Satu Mare = Caroli, Karul
- Horlacea = Jakesteig, Jakesdorf
- Horoatu Cehului = Kroatischdorf+rumänischdorf
- Horoatu Crasnei = Kroatenthal, Kräbatischberg, Bulger
- Hosasău = Langenau
- Hosman = Holzmengen, Holzmannthal
- Hotar = Hatter
- Hotărel = Hatterl
- Hoteni = Hotten, Hottendorf, Hotting
- Hotești = Atuschfalf
- Hotoan = Hatwan, Hottwan
- Hovrila = Schaumdorf
- Hrihoheret de Su = Ober Sankt Gregor
- Hrihoret de Jos = Nieder Sankt Gregor
- Hrip = Chriep
- Huci = Gartenau, Tschereallye
- Huedin = Heynod, Hunyad
- Huisurez = Lang-Kupferberg, Hotzureis
- Hunedoara = Eisenmarkt, Eisenstadt, Hunyad, Thurndorf, Eisenburg
- Hunedoara-Buituri = Eisenmarkt-Thurndorf
- Hurez, Brașov = Reitzdorf, Reißdorf, Huress
- Hurez, Sălaj = Gulendorf, Eulendorf
- Hurezu Mare = Nanten, Nanta, Nantü, Harpes
- Husasău de Criș = Klein-Neudorf, Langenau am Kriesch
- Husasău de Tinca = Langendorf, Frauendorf
- Huseni = Lamgendorf
- Husia = Hausenbach, Neulangendorf
- Huta, Bihor = -----
- Huta, Cluj = -----
- Huta, Sălaj = Glashütte
- Huta Certeze = Ludwigsthalhütte
- Huta Voivozi = Althütte

## I
- Iacobeni, Cluj = Jokesdorf, Jakesdorf
- Iacobeni, Harghita = Jakesdorf, Jakeschdorf, Jokeschdorf
- Iacobeni, Sibiu = Jakobsdorf, Jakeschdorf
- Iadăra = Klein-Jedern
- Ianca = Johannesdorf!, Jankenhausen!
- Ianculești = Sankt Johannes
- Ianoșda = Janoschda, Janust
- Iapa = Stuttenbach, Deutsch Jappau, Kobelsdorf
- Iara de Mureș = Sängen, Gare
- Iara = Jahren
- Iarăș = Altdorf
- Iași = Jaaß, Jassau, Jasch, Jasswen
- Iașu = Jassau, Jaschen
- Iaz = Jazigen, Jaaß, Jassau
- Ibănești = Lybendorf, Lieben, Sentiwan
- Ibănești-Pădure = Waldhoff, Libanfalwe
- Ibru = Erbsendorf, Hibrau, Hibersdorf
- Icafalău = Icka, Papendorf
- Icland= Ickland
- Iclandu Mare = Grossickland
- Iclănzel = Kleinickland
- Iclod, Alba = Mikluden, Mikloden
- Iclod, Cluj = Grossikladen, Ikluden
- Iclozel = Klienikladen
- Ideciu de Jos = Nieder-Eidisch, Unter-Eidisch
- Ideciu de Sus = Ober-Eidisch
- Idicel = Eidischdorf, Eidischdorfbach, Eidischbach
- Idicel-Pădure = Eidischwald
- Idiciu = Bellesdorf, Belleschdorf, Bolleschdorf, Belisdorf, Billesdorf, Bollesdorf
- Idrifaia = Ederholz, Ederhulz, Ederhultz, Hidrigschollen
- Iegheriște = Jägershütte
- Iermata Neagra = Schwarzjahrmarkt
- Iernut = Radnuten, Radnot, Radnau
- Iernuțeni = Etschdorf, Echtorf, Fetschdorf, Etschdorf, Ranotten
- Ieud = Joodt
- Ighiel = Igensbach, Wahrbach, Klein Krapundorf
- Ighișu Nou = Sächsisch-Eibesdorf, Eibesdorf, Abesdorf
- Ighișu Vechi = Wallachisch-Eibesdorf, Eibesdorf, Libesdorf
- Ighiu, Alba = Grabendorf, Krapundorf, Krabundorf, Kuppendorf
- Ighiu, Harghita = Egendorf, Kuppendorf
- Igriția = Igritzen
- Ihod = Etschendorf
- Ilba = Elbendorf
- Ileanda = Gross-Illand
- Ileni = Elisdorf, Illeschdorf, Kleinschwarzdorf
- Ilia = Elienmarkt, Hielen, Illiendorf
- Ilieni, Covasna = Eliasdorf, Ilgendorf, Ilschendorf
- Ilieni, Mureș = Illesdorf, Eliasdorf
- Ilieși = Illeschfeld
- Iliești = Sankt Gilli
- Ilimbav = Eulenbach, Illenbach, Dulenbach
- Ilioara = Klein Eliasdorf
- Ilișua, Bistrița-Năsăud = Iltschen, Illischau, Illischin
- Ilișua, Sălaj = Ileschdorf, Elgersdorf
- Ilva Mare = Grossilwa, Grossillau
- Ilva Mică = Kleinilwa, Klienillau
- Imeni = Imelsdorf, Imetschdorf
- Imper = Himbeersdorf
- Inand = Inand, Innandt
- Inău, Maramureș = Eunebach, Eunefeld
- Inău, Sălaj = Inoch
- Incești (Avram Iancu), Alba = Jentschest
- Incești (Poșaga), Alba = Jentschest
- Incești, Bihor = Jantschest
- Ineu, Bihor = Jenau, Genau
- Ineu, Harghita = Jandorf, Johannisberg!
- Inlăceni = Enlacken (Endelach)
- Inoc = Inack, Hurgelinsdorf, Pristelsdorf, Pristaldsdorf,
- Întorsura Buzăului = Bodsau, Bozau, Bosau
- Întregalde = Koliben
- Întrerâuri = Zwischenbach
- Întreșugag = Interschugag
- Inucu = Inacken, Königsdorf
- Inuri = Lilienfeld
- Ioaniș = Johannisdorf
- Iobăgeni = Grunddorf
- Iod = Jodt, Jeed
- Iodu de Jos = Oberjodt
- Iodu de Sus = Unterjodt
- Iojib = Josefhausen
- Ionești = Eisdorf, Weissdorf, Jonesdorf, Janesdorf
- Ioșia = Eschey
- Ip = Pehrmannsdorf, Bärmannsdorf, Bergmannsdorf, Hippen, Deutsch-Guntersdorf, Hippendorf
- Irina = Hirrin, Irrein, Juren, Irren
- Isca = Hisch
- Iscroni = Raklzell
- Isla = Isslau
- Iștan-Tău = Istentau
- Iștihaza = Stephanskirchen, Stephanskirch
- Istrău = Estrau
- Iteu = Lüken
- Iteu Nou = Kleinlüken
- Iuriu de Câmpie = Wachtfeld
- Ivăneasa= Sankt Johann in der Burgau
- Ivaneș, NeamțIvaneș = Johannesdorf
- Ivănești = Sankt Johann, Sankt Iwan
- Ivăniș = Sankt Johann
- Izbicioara = Schlossturn
- Izbita = Issbith
- Izbuc = Sochodol
- Izvoare = Iwau
- Izvoarele (Blaj), Alba = Ziffendorf, Tziffen
- Izvoarele (Gârda de Sus), Alba = ----
- Izvoarele (Livezile), Alba = Bedeldorf
- Izvoarele, Bihor = Klein-Patscheln, Krassna, Krass
- Izvoarele, Hunedoara = Linsendorf
- Izvoarele, Maramureș = Sankt Blasius
- Izvoru Ampoiului = Grossompeil
- Izvoru Crișului = Kreischhaupt, Weissthurn
- Izvoru Mureșului = Miereschquelle
- Izvoru Trotușului = Judenau

## J
- Jabenița = Salzau, Salzhau, Salzbrunnen, Schebenz, Schabenitzen
- Jac = Sackendorf
- Jacodu = Ungarisch-Sacken
- Jacu = Walachisch Sacken, Zschak
- Jebucu = Schobeck, Erdorf
- Jeica = Schelken, Schelk
- Jeledinți = Losaden, Ungarisch Losaden
- Jelna = Senndorf, Sellendorf
- Jereapăn = Scharapaun
- Jibert = Seiburg, Sibricht, Sigiberg
- Jibou = Schieburg, Siben, Schibau, Zibau, Schyburg
- Jichișu de Jos = Unterrohrbach
- Jichișu de Sus = Oberrohrbach
- Jidoștina = Judendorf, Judenau
- Jidovița = Unter dem Damm, Untertann, Unterdamm, Jude
- Jidvei = Seiden, Sögden, Seibrich, Zidel
- Jieț = Schietz
- Jigodin = Sagendorf, Schegoden
- Jigodin-Băi = Bad-Sagendorf, Bad Schegoden
- Jimbor, Bistrița-Năsăud = Sommer, Sommerburg, Sommern
- Jimbor, Brașov = Sommerburg, Sommerberg
- Jimbor Fânațe = Burg-Grenze
- Jina = Sinna, Schinna, Schinnach
- Jina-Dobra = Schinna-Dobra
- Jiu-Coroiești = see Coroiești, Hunedoara
- Jiu-Paroșeni = Paruschen am Schyll
- Jolotca = Oratwe
- Josani (Căbești), Bihor = Schoschan
- Josani (Măgești), Bihor = Krannigsdorf
- Josani, Hunedoara = Susendorf
- Joseni = Untersdorf, Unterdorf, Kränichsdorf
- Josenii Bârgăului = Unter-Borgen, Unterburgau
- Juc-Herghelie = Staatshengsdepot
- Jucu de Jos =  Niederschucken
- Jucu de Mijloc = Schucken
- Jucu de Sus = Oberschucken
- Jugăstreni = Sugassen
- Jurca = Jürgensdorf

## L
- La Curte = Burghof
- Lacu = Schwarzenberg
- Lacu Roșu = Gyilkossee, Mördersee
- Lădăuți = Ladholz
- Lancrăm = Langendorf
- Lăpugiu de Jos = Unter-Lappendorf
- Lăpugiu de Sus = Ober-Lappendorf
- Lăpuș, Maramureș = Laposch, Sankt Michaelstein
- Lăpuș, Mureș = Leppersdorf
- Lăpușel = Zwiebelfeld, Lensdorf
- Lăpușna = Laposchna
- Lăpușnic = Haldorf
- Lăpuștești = Lappist
- Larga (Gurghiu), Mureș = Largau, Laarg, Large
- Larga (Sărmașu), Mureș = Large
- Larga, Cluj = Weiten, Weitendorf
- Larga, Maramureș = Tagdorf
- Lăsău = Lasseldorf, Lassldorf, Lassau
- Lăschia = Latzkau
- Lăscud = Lasslendorf
- Laslău Mare = Wallachisch-Lasseln, Laslen
- Laslău Mic = Sächsisch-Lasseln, Klein-Lasseln, Klein Lasslen, Lasslen
- Laslea = Gross Lasseln
- Lăureni = Sankt Lörinz
- Laz = Slawendorf, Deutsch Laas
- Lăzarea = Saregen
- Lăzăreni = Sankt Niklas
- Lăzărești = Lazarusdorf
- Lazaret = Lazarett
- Lăzești (Vadu Moților), Alba = ----
- Lăzești (Scărișoara), Alba = Lezest
- Laz-Firtănuș = Lass
- Laz-Șoimuș = Lass
- Lazu Baciului = ----
- Lazuri, Sălaj = Neusatz
- Lazuri, Satu Mare = Neuschlag, Katarischdorf
- Lazuri de Beiuș = Lassur
- Leauț = Kettendorf
- Lechincioara = Lechnitz an dem Komloderbach
- Lechința, Bistrița-Năsăud = Lechnitz
- Lechința, Mureș = Lechnitz am Mieresch
- Lechința, Satu Mare = Leknitz
- Lefaia = Leffey
- Leghia = Tannendorf
- Legii = Legendorf
- Leheceni = Lehetschen
- Lelei = Lellen
- Lelese = Lelsdorf
- Lelești, Bihor = Lellenstein!, Lellest, Lallest
- Lelești, Bistrița-Năsăud = Fussen, Albendorf, Fladensdorf
- Leliceni = Heiligengeist
- Lemnia de Jos = Niederlennen
- Lemnia de Sus = Oberlennen
- Lemnia = Lennen
- Lemniu = Lehmenberg, Lemchen
- Leniș = Lenesch
- Leordeni = Lörinzdorf, Lorenzdorf
- Leordina = Leordinen
- Leorinț = Lorenzdorf, Laurentzi
- Leorința = Sankt Laurentzen
- Leorința-Șăulia = ----
- Lepindea = Leppendorf
- Leș = Gottersdorf, Leesch
- Leșmir = Kothstrass, Kothstraß, Letmern
- Leșnic = Wachtdorf
- Leștioara = Lesthorn
- Leșu = Lesch
- Leț = Letzen, Secklerstein, Letzendorf
- Letca = Lettenthal
- Leurda = Lewhardsdorf, Leword
- Liban = Libon
- Libotin = Libathen
- Limba = Demetersbach, Pramendorf, Warthe
- Linț = Lintz
- Lipău = Liebau, Lippau
- Lisa = Lissa, Lessen
- Lisnău = Mehldorf, Lischnau
- Lisnău-Vale = Mehldorferbach, Lischnauerwasser, Wasser-Lischnau
- Lita = Wallachisch-Freudendorf, Rumänischlitta
- Liteni = Freudendorf, Ungarischlitta, Königsdorf
- Livada (Iclod), Cluj = Wüstsanktjohann
- Livada (Petreștii de Jos), Cluj = Wüst-Egrisch, Engerisch
- Livada, Hunedoara = Strimb
- Livada, Satu Mare = Wiesenheid
- Livada Beiușului, Bihor = ----
- Livada de Bihor = Maatsch, Neubeneschau
- Livada Mică = Wiesengrund
- Livadia = Wiesendorf
- Livezeni, Hunedoara = Liwanien
- Livezeni, Mureș = Jedden
- Livezi, Harghita = Lowees
- Livezi, Hunedoara = Wurmloch
- Livezile = Lasslenkirch, Lasslenhausen
- Livezile = Jaad, Zum Jot, Jooden, Jadt, Joodt
- Liviu Rebreanu = Wiesel
- Loamneș = Ladmesch, Ladendorf
- Lobodaș = Lobodesch
- Locodeni = Lockaden
- Lodroman = Ledermann, Ludermann
- Logig = Ludwigsdorf, Lutzdorf, Ludesdorf, Lutzendorf
- Loman = Lammdorf, Lamendorf
- Lompirt = Lampreten, Lampert, Lomperth, Ober Limpert, Unter Limpert
- Lonea = Longig
- Lopadea Nouă = Schaufeldorf, Giselsdorf, Lapaten, Ungrisch-Laped //
- Lopadea Veche = Altschaufeldorf
- Loranta = Sankt Lorenz
- Lorău = Lorau
- Lotrioara = Lauterburg, Lauterbach
- Loțu = Lootz
- Lovnic = Leblang, Löweneck, Löwlingen
- Lozna = Gross-Losdorf
- Lucăceni = Lukas, Neukalmanding
- Lucăcești = Likasdorf, Lukaskirchen
- Ludeștii de Jos = Unter-Gansdorf
- Ludeștii de Sus = Ober-Gansdorf
- Ludișor = Spieldorf
- Ludoș = Gross-Logdes, Ludesch, Luds
- Luduș = Gansdorf, Ludasch
- Lueta = Leveten, Lefit, Eisenberg
- Lugașu de Jos = Niederlugosch
- Lugașu de Sus = Oberlugosch
- Luieriu = Lewern, Löhra, Lera, Lehr
- Lujerdiu = Leukhardsdorf, Losarden
- Luminișu = Seketur
- Luna, Cluj = Lonen, Lone
- Luna, Satu Mare = Lune
- Luna de Jos = Kenderloch, Unter-Lonen, Lone, Lohne
- Luna de Sus = Deutsch Londorf, Deutschdorf
- Lunca (Lupșa), Alba = ----
- Lunca (Poșaga), Alba = Neusatz
- Lunca (Valea Lungă), Alba = Langendorf, Hassenburg
- Lunca (Vidra), Alba = ----
- Lunca, Bihor = Lunke in der Bihor
- Lunca, Bistrița-Năsăud = Friesendorf, Friesen, Frisch, Freißendorf, Freissendorf
- Lunca (Baia de Criș), Hunedoara = Elendorf
- Lunca (Băița), Hunedoara = Ilbendorf
- Lunca, Mureș = Traßten, Trassten, Neustadt
- Lunca = Ampoiței Neuompeil
- Lunca Apei = Elsassdorf
- Lunca Bonțului = Bonzlunk
- Lunca Borlesei = Borleslunk
- Lunca Bradului = Schloss Illau
- Lunca Câlnicului = Kalmesbuch
- Lunca Cernii de Jos = Nieder Birkendorf
- Lunca Cernii de Sus = Ober Birkendorf
- Lunca de Jos, Alba = Kappellen
- Lunca de Jos, Harghita = Nieder Gimesch
- Lunca de Jos, Hunedoara = Niederlunke
- Lunca de Sus = Gimesch
- Lunca Ilvei = Lunke
- Lunca la Tisa = Theisslonk, Lonk am Teiss
- Lunca Largă (Bistra), Alba = Lonkelaarg
- Lunca Largă (Ocoliș), Alba = Lonkelaarg
- Lunca Leșului = Lunka bei Lesch
- Lunca Mărcușului = Einöd
- Lunca Meteșului = Golddorf
- Lunca Mureșului, Alba = Gottschardsdorf, Szeckler Pfaffendorf, Szeckler Kotscharn
- Lunca Mureșului, Mureș = Holten, Helten
- Lunca Ozunului = Nendorf, Neu Usendorf, Lunke
- Lunca Potăului = Lanke
- Lunca Sătească = Lunk Sattisch, Sattischlunk
- Lunca Târnavei = Spin, Bleschdorf, Wallachisch Schönau
- Lunca Vișagului = Wischaglunke, Lunke am Wischag
- Luncani, Cluj = Neusatz
- Luncani, Harghita = Lunkan
- Luncani, Hunedoara = Wiesendorf
- Luncasprie = Lunkasprey, Lunkasprie
- Luncoiu de Jos = Langenthal
- Luncoiu de Sus = Birkendorf
- Luncșoara, Bihor = Look
- Luncșoara, Hunedoara = Langenthal
- Lunga = Langendorf, Nachtendorf
- Lungeștii Surducului = Luntschest
- Lupeni, Harghita = Wolfsthal, Wolfsdorf
- Lupeni = Schylwolfsbach
- Lupoaia, Bihor = Wolfsbach
- Lupoaia, Sălaj = Wolfsfeld
- Lupșa, Alba = Wolfsdorf
- Lupșa, Brașov = Lupscha, Wolfsdorf, Lups
- Lupșeni = Wolfsdorf
- Lupu = Wolfendorf, Lupolwall
- Lupulești = Wolfsberg
- Lușca = Luschka
- Luț River = Lutzbach
- Luța = Lutza, Lutzen, Lutz
- Lutița = Agendorf
- Lutoasa = Thomoren

## M
- Măcărești = Mekerest
- Macău = Mechau, Machendorf
- Macea = Matscha
- Măceu = Massau
- Măcicășești = Kleinmatzengasch, Steueney
- Măcicașu = Katzendorf (fr.Schlossberg)
- Mada = Maden!, Medall
- Mădăras, Bihor = Madreis, Madereis
- Mădăraș, Harghita = Neuhammer in der Tschicken + Wlachendorf, Madras
- Mădăraș, Mureș = Bogelfeld
- Mădăras, Satu Mare = Madras, Gross-Madratz, Madarasch
- Mădărășeni = Hirtof
- Măderat = ---
- Măeriște = Bruckenthal, Fürstenbrück, Bruckend, Bruckendorf
- Mag = Schardörfel, Schardörfl, Schwarzwasser
- Măgești = Sachsendorf
- Măgherani = Nussdorf, Ungarischdorf
- Măgheruș, Covasna = Magresch, Ungarischdorf
- Măgheruș, Harghita = Ungarischdorf
- Măgheruș, Mureș = Maniersch, Mängersch, Mangerß
- Măghierat = Ungarischhof
- Măgina = Mussendorf, Meschen
- Măgoaja = Raabenfeld
- Măgulicea = Mangelsdorf
- Măgura (Bucium), Alba = Magure in der Ompeil, Ompeilmagure
- Măgura (Galda de Jos), Alba = Hohenwald
- Măgura, Bihor = Maguren in der Bihor, Magoren
- Măgura, Brașov = Magure
- Măgura, Hunedoara = Maguren
- Măgura, Sălaj = Walddorf
- Măgura Ierii = Walldorf
- Măgura Ilvei = Magern
- Măgura-Toplița = Maguren, Berg i.Siebenbürgen
- Măgurele = Scherling, Schierling
- Măgureni, Hunedoara = Magurei
- Măgureni, Maramureș = Walddorf
- Măguri = Magerau, Magur, Mogur, Bergmagur
- Măguri-Răcătău = Rekettau
- Măhăceni = Mohatsch, Goldenhof
- Măhal = Muckendorf, Mochelsdorf, Mechelswald
- Maia, Cluj = Mandorf, Deutsch Manya
- Maia, Mureș = Mayendorf
- Maiad = Nomasen, Frauendorf, Bodnerswald
- Maieru = Maier, Mayer, Mayerhof
- Măieruș = Nussbach
- Mailat = Mailanth
- Maiorești = Mannsdorf+Hodacken am Mieresch
- Mal = Ballenthal
- Mălădia = Maldern
- Mălăești = ----
- Mălăiești = Mühlenbach, Malesd, Malajescht, Malojest
- Mălâncrav = Malmkrog, Mallenkrag, Halbenkragen Almkragen, Halbkragen
- Maldaoci = Stallhof, Madalotsch
- Malea = Borischke
- Maleia = Malea
- Măleni = Mallern
- Malin = Mühlendorf
- Măliniș = Mallenisch
- Malnaș = Malesch, Malnasch
- Malnaș-Băi = Bad Malesch, Bad Malnasch
- Măluț = Millsdorf, Mühlsdorf, Unter-Omlasch
- Mămăligani = Mameligen
- Mănărade = Donnersmarkt
- Mănăstire = Monstor
- Mănăstirea, Cluj = Benesdorf
- Mănăstirea, Hunedoara = Kloster
- Mănăstirea, Maramureș = Klosterdorf, Juleymonstor
- Mănăstireni = Ungarisch-Sächsisch Klosterdorf
- Mănăștur = Appesdorf, Klosterdorf
- Mănășturel = Klostereck
- Mănășturu Românesc = Wallachisch-Klosterdorf
- Mânău = Mohndorf
- Mândra, Brașov = Kladendorf, Klagendorf, Maindre
- Măndra, Sibiu = Kladendorf, Hldenburg, Holdenburg
- Mănerău = Nussdorf
- Manic = Sächsisch Mariendorf, Männigsdorf, Moritzdorf, Monnichsorf, Mannichsdorf
- Mara = Königsdorf
- Mărcești = Marzest
- Mărculeni = Markdorf, Markod, Markoden
- Mărcuș = Markesdorf, Makesdorf, Mackendorf
- Mărcușa = Markesdorf Markusdorf
- Mărgăia = Meregey
- Mărgău = Meregen
- Marghita = Margareten am Brettenbach (+ Hertwig, Hertwigsdorf †), Margaretendorf
- Margine = Mergin, Zelterlau, Blechischau
- Mărgineni = Marschen, Marginen
- Marin = Maronen (Sankt Maron)
- Mărinești = Merinest
- Mărișel = Marsel
- Mărișelu = Grossdorf, Grossendorf
- Măriuș = Nussbach
- Marna Nouă = Neumarn
- Marpod = Marpod, Marpodt, Marpolden, Maierpod, Mayerpolden, Maypold
- Mârșa = Mörsch
- Mărtănuș = Marten, Sankt Marten
- Marțihaz = Marzlsmarkt
- Mărtineni = Martensdorf
- Mărtinești, Cluj = Wüst-Sankt Martin
- Mărtinești, Hunedoara = Martensdorf
- Mărtinești, Satu Mare = Sankt Martin
- Mărtinie = Martinien
- Mărtiniș = Sankt-Marten
- Martonca = Sankt Marten
- Mașca = Maasch
- Mătăcina = Mattatschin
- Matei = Mathesdorf, Mathiasdorf
- Mateiaș = Mattesdorf, Matesdorf, Mathesdorf, Mateschdorf, Mathiasdorf
- Mătișeni = Matisdorf, Mattesdorf, Matzdorf
- Mătișești (Ciuruleasa), Alba = ----
- Mătișești (Horea), Alba = Mottischest
- Mătrici = Kosswein
- Mediaș = Mediasch, Medwisch
- Medieș-Râturi = Brückendorf, Reeth
- Medieșu Aurit = Schweizers, Skweiczer
- Medieș-Vii = Schweizersberg, Medwesch
- Medișa = Meddest
- Medișoru Mare = Gross-Medser, Grossmedescher
- Medișoru Mic = Klein-Medser, Kleinmedescher
- Medveș = Mädwäsch, Bärenloch, Berndorf
- Mera = Mehren
- Mercheașa = Streitforth, Steritforth, Streitfurt
- Mereni = Almisch
- Merești = Apfelsdorf, Almesch
- Mereteu = Merethof, Merithof
- Merghindeal = Mergeln, Märgeln, Merglen, Mergental, Marienthal
- Meria = Blaudorf
- Merișor, Covasna = Obstdorf, Almisch
- Merișor, Hunedoara = Mersdorf
- Merișor, Maramureș = Klosterthor, Monstor, Menster
- Merișor, Mureș = Apfeldorf
- Merișoru de Munte = Obstdorf, Merrischor
- Merișoru = Neuacker
- Mermezeu-Văleni = Birkenfeld, Birkau
- Meșcreac = Weichseldorf, Mehkirch
- Meșendorf = Meschendorf
- Mesentea = Allerheiligen
- Meseșenii de Jos = Oberkessendorf, Ungarisch Ketzeln
- Meseșenii de Sus = Niederkessendorf, Kessen, Wallachisch Ketzeln
- Mesteacăn (Brad), Hunedoara = Messhacken, Mestaken, Mestachen
- Mesteacăn (Răchitova), Hunedoara = Birkenhausen, Mestaken
- Mesteacăn, Maramureș = Kleinnieresch
- Mesteacăn, Satu Mare = Nieresch
- Mesteacănu = Nieresch
- Meștera = Meisterhausen, Meisterhaus
- Meteș = Meteschdorf, Mettischdorf
- Metiș = Martinsdorf, Mättersdorf, Metesdorf, Medweiss
- Meziad = Unter-Messesch
- Mica, Cluj = Nickelskirchen
- Mica, Mureș = Michelsdorf, Kleindorf, Mitterdorf
- Micănești = Michelsdorf, Mikenest, Mikaneschd
- Micăsasa = Feigendorf, Fegendorf (-Königsfurt)
- Micești, Alba = Kleindörfel, Dörflein, Regelsberg!
- Micești, Cluj = Mikesch, Michesdorf
- Miceștii de Câmpie = Ziegendorf, Ketscheden
- Micfalău = Neudorf, Mikoneudorf
- Micloșoara = Nickelsburg, Nicklasburg
- Micoșlaca = Nickelsdorf, Niklsdorf
- Micula = Niklas, Kleindeutschdorf, Michelsdorf
- Micula Nouă = Neumichelsdorf
- Mierag = Merach
- Miercurea Băi = Bad-Reussmarkt
- Miercurea Ciuc = Szeklerburg
- Miercurea Nirajului = Sereda, Neumarkt an der Njarad
- Miercurea Sibiului = Reussmarkt, Reußmarkt, Reissmarkt, Unterwald (+ Mondorf und Weißkirch)
- Mierlău = Mierlau, Nierlau
- Miersig = Mayersdorf
- Mierța = Nertz
- Mighindoala = Engental, Engeltal, Ingental
- Mihai Bravu = Neudorf
- Mihai Viteazu, Cluj = Michelsdorf
- Mihai Viteazu, Mureș = Zoltendorf, Zultendorf, Zottendorf, Soltendorf
- Mihăieni = Micheln, Michelsdorf
- Mihăiești, Alba = ----
- Mihăiești, Cluj = Michelsdorf
- Mihăiești, Hunedoara = Michelsdorf
- Mihăileni (Șimonești), Harghita = Michelsdorf
- Mihăileni, Harghita = Michelsdorf
- Mihăileni, Hunedoara = Michelsdorf, Michlenau
- Mihăileni, Sibiu = Schaldorf, Schalendorf
- Mihalț = Michelsdorf
- Miheleu = Mechelau
- Miheșu de Câmpie = Bienendorf
- Mijlocenii Bârgăului = Mittel-Borgo, Mittelburgau
- Milaș = Hasendorf, Großneulaß
- Milășel = Hasendörfel, Kleinneulass
- Miluani = Millen
- Minele Lueta = Karlshütte, Eisenbergwerk
- Mineu = Mindorf
- Mintia = Bayersdorf, Baiersdorf, Mintzendorf
- Mintiu Gherlii = Deutsch-Neudorf, Deutschendorf
- Mintiu = Rumänisch-Baierdorf, Deutsch-Baierdorf
- Mirăslău = Miroßlen, Mireslau
- Mireș = Wallachisch Erlenbach, Birkendorf
- Mireșu Mare = Gross-Birkenfeld
- Mirigioaia = Mirschay
- Mirșid = Rabensdorf, Nierschid, Mierschid
- Mișca = St Michael, Mitschke
- Misentea = Allerheiligen in der Tschick
- Mititei = Kleindörfchen, Mitit
- Mitrești = Martesdorf, Sankt Martin
- Mizieș = Mizesch
- Moacșa = Maxen
- Moara de Jos = Mayersdorf
- Moara de Pădure = Litten
- Moardăș = Mardisch
- Mocira = Kaltenbrunn
- Mociu = Motschdorf, Mootsch
- Mocod = Mokod, Makaden, Makendorf, Malkendorf
- Mocrea = Heiligengeist
- Modolești (Întregalde), Alba = Modolescht
- Modolești (Vidra), Alba = ----
- Moftinu Mare = Großmaitingen, Maitingen, Majding
- Moftinu Mic = Kleinmaitingen
- Moglănești = Moglain
- Mogoaia = Molgendorf
- Mogoș = Mogusch, Nickelsdorf, Sankt Michael
- Mogoșeni = Magerschdorf, Magaschmort
- Mogoșești = Hohendorf
- Mohu = Muckendorf, Moichen, Maichen
- Moiad = Deutsch Neudorf, Mayat
- Moieciu de Jos = Moesch, Unter Moesch, Frankenstein
- Moieciu de Sus = Obermösch
- Moigrad-Porolissum = Mayroth
- Moișa = Maien
- Moisei = Maissing, Mosesdorf
- Moișeni = Moisesdorf
- Moldovenești = Burgdorf
- Molișet = Sankt Maria
- Monariu = Minarken, Molnarken, Malomarken
- Monor = Mindendorf, Mindorf, Manern
- Morăreni, Harghita = Mühldorf
- Morăreni, Mureș = Wohndorf, Schwarzburg
- Morărești (Ciuruleasa), Alba = Hieg
- Morărești (Sohodol), Alba = 0000
- Morău = Marau
- Morești = Mühlendorf
- Moriști = Morrist
- Morlaca = Marotten
- Morțești = Morzest
- Moruț, Bistrița-Năsăud = Moritzdorf, Mauritz, Marz
- Moruț, Mureș = Mauritz
- Moșna = Meschen, Moschen
- Mosoru = Mossur
- Moșuni = Moschun
- Moțești = Motschest
- Motiș = Tauschdorf
- Motiș, Sibiu = Märtesdorf, Mertesdorf, Mortesdorf
- Movile = Hundertbücheln, Hundertbüchlen
- Mugeni = Begesen
- Mugești = Kudschirstallen
- Mujdeni = Sankt Michael
- Mujna = Muschendorf, Meschen
- Muncel, Cluj = Munzell, Mutzell, Müntschel
- Muncel, Sălaj = Munteln
- Muncelu = Bergel
- Muncelu Mare = Grossmuntschel, Grossmunzell
- Muncelu Mic = Kleinmuntschel, Kleinmunzell
- Munești = Munest
- Muntari = Muntar
- Muntele Băișorii = Erzdorf
- Muntele = Bocului Wichlet-Gebirg
- Muntele Cacovei = Kakowa-Gebirg
- Muntele Filii = Füllen-Gebirg
- Muntele Rece = Gross Rasch
- Muntele Săcelului = Frauendorf
- Munteni = Munten
- Munună = Mununa
- Mura Mare = Gross-Sedresch, Himbeerdorf
- Mura Mică = Klein-Sedresch
- Mureni = Neuflaigen, Neureckel, Sedresch, Neuzekel
- Mureșeni = Weichseldorf
- Mureșenii Bârgăului = Borgo-Murescheni, Burgaumiereschdorf
- Mureșenii de Câmpie = Omsdorf
- Murgești = Benedikt, Sankt Benedikt
- Mușca = Russendorf, Russenhof

## N
- Nădar = Nader
- Nadăș = Nadeschpadderck, Nadeschpatheck
- Nadășa = Wallachisch-Rohrdorf
- Nădășelu = Rohrfeld, Rohrbach
- Nădăștia de Jos = Unter-Rohrbach, Unter-Rohrdorf
- Nădăștia de Sus = Ober-Rohrbach, Ober-Rohrdorf
- Nădăștia = Rohrfeld
- Nadășu = Wallachisch Rohrbach
- Nădejdea = Heynodt
- Nadeș = Nadesch, Sächsisch-Nadesch
- Nadiș = Rohrfeld
- Nadișu Hododului = Ungarisch Rohrdorf, Rohrfeld
- Nădlac = Nadlak
- Naimon = Grossmonn, Gross Mohnsdorf
- Nălațvad = Schiffenschütz
- Nămaș = Nemisch
- Nandra = Weissdorf
- Nandru = Weisskirchen
- Nănești = Johannensdorf
- Năoiu = Neuberg!
- Năpradea = Rübendorf
- Năsal = Spanndorf
- Năsăud = Nussdorf, Nussendorf, Nassendorf, Nösenstadt, Nassaden
- Nazna = Nassendorf, Nassdorf
- Neagra = Negrau
- Nearșova = Narsen
- Neaua = Schneeberg
- Necopoi = Iwatschko
- Necrilești = Nekrilescht
- Negoiu = Lunkanegoy
- Negreia = Negern
- Negreni, Cluj = Neumarkt am Kriesch
- Negreni, Sălaj = Ziffersdorf
- Negrenii de Câmpie = Feketlach, Feggetlach
- Negrești = Negrest
- Negrești-Oaș = Oasch-Oberdorf
- Negrilești = Negersdorf, Negrilest
- Nemșa = Niemesch, Nimesch, Nimisch, Nimschdorf, Nimpsch
- Nepos = Werare, Nepos, Nepes, Neps
- Nețeni = Netzdorf, Netz
- Netuș = Neidhausen, Neithausen, Neuthausen, Agnetenhausen, Neidhaus (Michaelsdorf)
- Nicoleni = Sankt Niklas
- Nicolești (Frumoasa), Harghita = Seklerburg
- Nicolești (Ulieș), Harghita = Niklasdorf
- Nicolești, Mureș = Nickelsgarten
- Nicula = Nichelsdorf
- Nima = Nemmendorf, Nemen
- Nima Milășelului = Nemen
- Nima Râciului = Nemen
- Nimăiești = Nimoest, Nimwest
- Nimigea de Jos = Nindorf, Ungarisch-Nindorf
- Nimigea de Sus = Obernindorf, Rumänisch-Nindorf
- Nireș = Niesch, Birkendörfel
- Nisipeni = Homagg
- Nistru = Deutsch Mistburg, Mistburg
- Niuved = Feuenzorm, Fillersdorf, Niewed, Niowed, Nieweck
- Nocrich = Leschkirch, Löschkirch, Neukirch
- Noghirez = Nogretz
- Noiștat = Neustadt
- Nojag = Stollendorf
- Nojorid = Gosselsdorf, Gatschelsdforf, Gosselinsdorf, Gatschelinsdorf, Villa Goscelini, Nagiregg, Gross Urgoden, Ireggendorf
- Noroieni = Schaar
- Noșlac = Grosshaus, Großhaus
- Noțig = Nageldorf
- Nou = Neudorf
- Nou = Român Wallachisch-Neudorf, Rumänischneudorf, Neudorf, Goldbach
- Nou Săsesc = Sächsisch-Neudorf, Deutsch-Neudorf, Neudorf
- Noua = Noa
- Novăcești = Nowazest
- Nucet, Bihor = Reesburg
- Nucet, Sibiu Johannisberg, Johannesberg, Jannesberg
- Nucșoara = Nusswald, Nucksdorf
- Nușeni = Grossendorf, Nisseldorf
- Nușfalău = Grossdorf
- Nuțeni = Nutzen

## O
- Oar = Oowar, Altschloss
- Oarba de Mureș = Orbau, Urban
- Oarda de Sus = Oberwart, Ober-Wardein
- Oarda = Unterwart, Unter-Wardein
- Oarța de Jos = Herbersdorf, Herwartsdorf, Unter-Wartzen
- Oarța de Sus = Ober-Wartzen
- Oarzina = Warsin, Urwelg
- Oas = Walsch
- Obârșie = Obersdorf
- Obrănești = Abrahamsdorf
- Obreja = Augendorf
- Ocișor = Klein-Augendorf
- Ociu = Augendorf
- Ocland = Hochland
- Oclișel = Klein Stalldorf, Klein-Oklesch
- Ocna de Jos = Niedersalzdorf
- Ocna de Sus = Obersalzdorf
- Ocna Dejului = Salzdorf, Salzgruben
- Ocna Mureș = Miereschhall, Steinort, Miereschneuburg
- Ocna Sibiului = Salzburg, Salz
- Ocna Șugatag = Altwerk
- Ocnișoara = Grubendorf, Kleingrub
- Ocnița = Salzgruben, Grubendorf, Okne
- Ocoliș, Alba = Zaundorf, Gross-Oklesch
- Ocoliș, Maramureș = Krummbach, Krumbach
- Ocolișu Mare = Gross -Stalldorf
- Ocolișu Mic = Klein-Stalldorf
- Odești = Walddorf
- Odoreu = Neugartenhof, Kumpertsdorf, Udwar, Kumperdinsdorf
- Odorheiu Secuiesc = Odorhallen, Hofmarkt, Odorhällen, Oderhell, Oderhen
- Odrihei = Hofmarkt, Oderhein
- Odverem = Tiergrub, Tierengrub
- Ogești = Hotschest
- Ogra = Ugern
- Ohaba, Alba = Neudorf
- Ohaba, Brașov = Bleichsdorf
- Ohaba, Hunedoara = Ochab, Ochob
- Ohaba de Sub Piatră = Steindorf
- Ohaba-Sibișel = Ochab- Schissibell
- Ohaba Streiului = Goldwaschen
- Ohaba Bistra = Ochabbistra
- Ohaba-Ponor = Ochabponorn
- Oiejdea = Deutsch Butterdorf, Wajascht, Weiascht
- Oituz = Oituss
- Ojdula = Osdolen, Oschdol
- Olariu = Neufrattendorf
- Olcea = Oltsch, Woltsch
- Olosig, Bihor = Schwäbisch Wallendorf
- Olosig, Oradea = Wallendorf
- Olteni, Alba = Freiwald, Walddorf
- Olteni, Covasna = Altzen, Oltzen, Oltzendorf
- Olteț = Bessenbach, Leschenbach, Bleschenbach
- Oncești, Alba = Onzest
- Oncești, Maramureș = Conradwarte, Wanschdorf
- Onuca = Unach
- Oprișani = Kreuzerfeld
- Oprișești = Diesendorf
- Oradea = Grosswardein
- Orășeni = Diesendorf, Stadtdorf
- Orăști = Orest
- Orăștie = Broos, Brosz
- Orăștioara de Jos = Burgbach, Nieder-Wasserburg
- Orăștioara de Sus = Brooserbach, Ober-Wasserburg
- Orașu Nou = Neustadt (Oascher Land)
- Orașu Nou-Vii = Hoch-Neustadt (Oascher Land)
- Orbău = Urbau
- Orheiu Bistriței = Burghalle, Burgelau, Burgberg
- Orlat = Winsberg, Ortenbach Ober-Bleschendorf, Orlath
- Orman = Armeniendorf, Urlmann, Armeniensatz
- Ormeniș, Alba = Urmesch
- Ormeniș, Brașov = Ermesch, Irmesch, Irmesch bei Boralt
- Ormeniș, Mureș = Ermessen, Irmesch, Urmesch
- Ormindea = Armeniendorf
- Oroiu = Frail, Uray, Ural, Wrayl, Zum der Bruch
- Orosfaia = Reusswald, Russenwald, Russholz
- Orosia = Russendorf
- Orșova = Spindeldorf, Orschau
- Orșova-Pădure = Stuhlsdorf
- Ortelec = Burgfeld
- Orțița = Kleinwartzen
- Ortiteag = Irgetegg
- Orvișele = Orwischel
- Oșand = Waschand
- Osoi = Oswald in Sieb.
- Oșorhei = Burgdorf
- Oșorhel = Waldmarkt, Marktdorf
- Ostrov = Gross-Rodendorf
- Ostrovel = Rodenwall
- Ostrovu Mic = Klein-Rodendorf
- Oșvarău = Eisenburg
- Oțeni = Notzendorf, Wotzendorf
- Otomani = Altmannnsdorf, Olemannsdorf
- Ozd = Thürendorf, Ossd,
- Ozun = Usendorf, Ausendorf, Auendorf, Utzen
- Ozunca Băi = Neubad, Bad Uzonk

## P
- Păcălești = Pakalest
- Pachia = Packdorf
- Păclișa = Krankendorf, Höllendorf
- Pâclișa = Krankendorf, Fattendorf, Pockels
- Păcureni = Kreuzdorf
- Pădure = Walddorf
- Pădurea Hoia = Hoy
- Pădurea Iacobeni = Subfrata, Unterfrattendorf
- Pădurea Neagră = Schwarzwald
- Pădurea, Mureș = Podur
- Pădureni, Bihor = Neupatzal
- Pădureni (Ciurila), Cluj = Ungarisch Ossegg, Mangerasch
- Pădureni (Chinteni), Cluj = Zoppenfeld, Sächsisch Zoppendorf, Zopsdorf
- Pădureni, Covasna = Beschendorf
- Pădureni, Mureș = Scholten
- Pădureni, Sălaj = Poduren
- Pădureni, Sibiu = Waldhüter
- Păduriș = Tieklau
- Păgaia = Schwimmdorf
- Păgida = Bruckendorf
- Pâglișa = Teufelsdorf, Heiligenstein
- Păingeni = Pokendorf, Pockendorf
- Pajiștea = Gieppitz
- Palanca = Planke
- Pălatca = Platten
- Paleu = Königsdorf
- Paloș = Königsdorf, Neupalota
- Palota = Deutschpalota, Neupalota
- Palota Veche = Palting, Altpalota
- Paltin = Muckendorf
- Păltineasa = Bruckenau
- Păltiniș, Harghita = Heiligengeist, Ketsched
- Păltiniș, Sibiu = Hohe Rinne
- Păltiniș-Ciuc = Peltinisch in der Tschicken
- Pănade = Panagen, Panaga, Penagen Paneden
- Panc = Bankdorf
- Panc-Săliște = Bankdorf-Sedl
- Pânca = Penkendorf
- Pâncota = Bankot, Bangeta, Pankota, Pankot
- Pănet = Panit, Poneth
- Panic = Paniten
- Păniceni = Panicken
- Păntășești = Pantaschest
- Panticeu = Böhmischdorf
- Păpăuți = Pappeldorf, Pappolitz
- Papiu Ilarian = Boden, Scholten
- Părău = Berau, Mikesdorf
- Pârâu Crucii (Pogăceaua), Mureș = Kreuz
- Pârâu Crucii (Râciu), Mureș = Kreuz
- Pârâu Gruiului = Gruybach
- Pârău lui Mihai = Michelsdorf
- Pârâul Rece = Pürtzeren
- Parhida = Perlbarthdorf, Privardsdorf, Bernardsdorf!
- Pârnești = ---
- Paroș = Parsdorf
- Parva = Parwa, Wordt
- Păsăreni = Madrasch, Madrass
- Pășunea Mare = Grosspaschit
- Pata = Wilksdorf, Pattendorf, Path
- Pățalul Mic = Klein-Magendorf
- Pătrângeni = Petersberg, Peters
- Păuca = Törnen, Pocken, Pokendorf
- Păucea = Puschendorf
- Păucinești = Patzen
- Păucișoara = Poschendorf, Potschendorf, Puschendorf
- Păuleni = Paulsdorf
- Păuleni-Ciuc = Paulsdorf in der Tschicken
- Păulești, Bihor = Klein-Slawendorf
- Păulești, Satu Mare = Sankt Paul
- Paulian = Sankt Paul
- Păuliș = Burian, Sankt Paul
- Păuloaia = Paulsbach
- Păușa, Bihor = Poosch in der Bihor
- Păușa, Sălaj = Bosen
- Peceiu = Betscheln, Petschelsdorf
- Peleș, Alba = Pellesch
- Peleș, Satu Mare = Peleschke
- Pelișor, Satu Mare = Kleinpeleschken
- Pelișor, Sibiu = Magarey, Magaren, Magerau, Neseben, Nusseben, Mogeren, Magriach
- Pericei = Bretzendorf
- Periceiu Mic = Klein Bretzendorf
- Perii Vadului = Birnwald, Birnbaum
- Periș = Birnbaum
- Perișor = Ober-Birndorf
- Perșani = Fettendorf, Perschan, Persen
- Peste Valea Bistrii = Bistersdorf
- Peșteana = Gross Pestendorf
- Peștenița = Klein Pestendorf
- Peștera (Băița), Hunedoara = Pesterdorf, Fischbach
- Peștera (Petroșani), Hunedoara = Pestir
- Peștera (Sălașu de Sus), Hunedoara = Pestern
- Peștera, Brașov = Pestern
- Peștera, Cluj = Pestern
- Peștere = Pester
- Peștiș = Pesten
- Peștișu Mare = Unter-Pestendorf
- Pestișu Mic = Ober Pestendorf
- Petea, Cluj = Wüst-Michelsdorf
- Petea, Mureș = Peth
- Petea, Satu Mare= Peth, Pettelsdorf
- Petecu = Patsch; Petsch
- Pețelca = Magendorf
- Petelea = Birk, Byrke
- Peteni = Petersdorf
- Peteritea = Peterden
- Petid = Pettig
- Petin = Pettein, Pettin
- Petiș = Petersdorf, Petisdorf
- Petrani = Pietran
- Petreasa = Petratz
- Petreni, Harghita = Petersdorf am Hamruder Bach
- Petreni, Hunedoara = Petersdorf
- Petrești, Alba = Petersdorf
- Petrești, Cluj = Peterskirch, Peterskirchen
- Petrești, Hunedoara = Petersdorf
- Petrești, Satu Mare = Petrifeld, Petri
- Petreștii de Jos = Nieder-Peters
- Petreștii de Mijloc = Mittel-Peters
- Petreștii de Sus = Ober-Peters
- Petreu = Sankt Petri
- Petriceni = Schlossberg, Peschelnek
- Petrila = Petrill, Sankt Petri, Petrilla, Sankt Peterel
- Petrilaca, Cluj = Petersdorf
- Petrilaca, Mureș = Petersheim, Petersdorf
- Petrilaca de Mureș = Petershausen, Petersdorf
- Petrileni = Peterlin
- Petrindu = Gross-Peter
- Petrinzel = Klein-Peter
- Petriș = Petersdorf-Bistritz, Petersdorf
- Petrisat = Petersdorf
- Petros = Peters am Strell
- Petroșani = Steinthal, Petersen, Petroscheni, Petroschen
- Petrova = Petermannsdorf, Petermann, Petrowa, Petrau
- Pianu de Jos = Deutsch-Pien, Deutsch-Pian, Pennsdorf, Pein
- Pianu de Sus = Wallachisch-Pien, Pienn, Blechsdorf (Blech = Vlach)
- Piatra, Bihor = Großenstein, Stein
- Piatra, Bistrița-Năsăud = Steindorf
- Piatra, Maramureș = Franzesthal, Grossenstein, Petra
- Piatra Craiului = Königssteig, Königstein
- Piatra Fântânele = Braunstein
- Picleu = Salzberg
- Pietriș = Steindorf an der Mieresch
- Pietroasa, Cluj = Zegen, Schegess, Schegiss
- Pietroasa, Bihor = Steindorf
- Pilu = Pill
- Pintic, Harghita = Pentecken, Ungarisch Pintak
- Pintic = Pentecken, Wallachisch Pintak
- Pinticu = Pintak, Pintak/Tekendorf, Pintak am Graben
- Pipea = Wepeschdorf, Wegeschdorf
- Pir = Perau, Pirr, Pir, Pern, Perl
- Pirita = Pirrith, Pfirth
- Piroșa = Steingrund
- Piru Nou = Kleinpirr
- Pișcari = Pischker
- Pișchinți = Bißkins, Pischkintz
- Pișcolt = Michelsdorf, Pischkolt
- Pițiga = Pitzigg
- Plai (Avram Iancu), Alba = ----
- Plai (Gârda de Sus), Alba = ----
- Plai, Hunedoara = Plei
- Plăieșii de Jos = Unter-Tiss, Unter Zehndorf
- Plăieșii de Sus = Ober-Tiss, Ober Zehndorf
- Plăiești = Steinfeld
- Plaiuri, Alba = Pleger, Preger
- Plaiuri, Cluj = Hadmassen
- Platonești = Platonest
- Plesca = Palten
- Pleși = Pleschendorf
- Plop = Pappeldorf
- Plopi, Cluj = Plopp
- Plopi, Hunedoara = Pappeln
- Plopiș, Harghita = Ploppisch
- Plopiș, Maramureș = Poppeln
- Plopiș, Sălaj = Obstdorf
- Ploscăbaia = Werkenberg, Plotzka!
- Ploscoș = Platzkusch
- Poarta, Brașov = Thorsdorf
- Poarta, Mureș = Birnthor
- Poarta Sălajului = Eisenthor
- Pocioveliște = Potschowelest, Potschowolest
- Poclușa de Barcău = Hollenfeld
- Poclușa de Beiuș = Poglusch
- Pocola = Pokel
- Podele = Bodendorf
- Podeni = Brücken
- Podenii = Kleinwielack
- Poderei = Zeipen
- Podirei = Poderej
- Podișu = Krummelthal
- Podu Coșnei = Pojankoschnei
- Podu lui Paul = Paulerpod, Pauls
- Podu Oltului = Altbrücke, Altbrücke bei St.Georgen
- Poduri, Alba = Podur
- Poduri, Mureș = ----
- Pogăceaua = Birk, Pogatz
- Pogănești = Heidendorf
- Poian = Poldorf
- Poiana (Criștioru de Jos), Bihor = Pojan in der Bihor
- Poiana (Tăuteu), Bihor = Stallen
- Poiana (Bistra), Alba = ----
- Poiana (Bucium), Alba = Pollendorf
- Poiana (Sohodol), Alba = Pojen
- Poiana, Hunedoara = Pohlendorf, Wiese, Pojan
- Poiana Aiudului = Birkenfeld, Birkau
- Poiana Ampoiului = Pohlendorf
- Poiana Blenchii = Pojanen, Blenke, Plenke
- Poiana Botizii = Pohlendorf
- Poiana Brașov = Schullerau
- Poiana Codrului = Glashütte
- Poiana Fagului = Birkenberg
- Poiana Frății = Bethlenhof
- Poiana Galdei = Obergald
- Poiana Horea = Deelkaluluy
- Poiana Ilvei = Sankt Joseph
- Poiana Măgura = Magure
- Poiana Mărului = Obstwald am Bleschenbach, Pojen am Mörul, Bleschenbach
- Poiana Onții = Pojenontzei
- Poiana Răchițelii = Pojenrekitzel
- Poiana Sărată = Salzfelden
- Poiana Sibiului = Flussau, Villa Flussawe, Pojana, Pojan, Polendorf
- Poiana Tășad = Pojan
- Poiana Târnavei = Kockelsfeld
- Poiana Ursului = Baerenfeld
- Poiana Vadului = Schwarzenthal
- Poienari = Polendorf
- Poieni (Blandiana), Alba = Pojendorf
- Poieni (Bucium), Alba = Pojen
- Poieni (Vidra), Alba = Pojen
- Poieni, Cluj = Klein Weichselburg, Kleinschebesch
- Poieni (Beriu), Hunedoara = Pojen bei Eisenmarkt
- Poieni (Densuș), Hunedoara = Schnelldorf
- Poienii de Jos = Unterpojen
- Poienii de Sus = Oberpojen
- Poienile de Sub Munte = Reußenau, Reussenau
- Poienile Izei = Glatten, Pollien - Glatt
- Poienile-Mogoș = Pojen
- Poienile Zagrei = Pojen
- Poienița (Arieșeni), Alba = Pojenitz
- Poienița (Vințu de Jos), Alba = Pojenitz
- Poienița, Hunedoara = Wallejepei
- Poienița, Mureș = Agert, Agarden
- Poienița, Sălaj = Bohnitz, Boinitz
- Poienița, Sibiu = Konradsdorf, Hühnerdorf, Hühnerbach
- Poienița Tomii = Thomasdorf
- Poienița Voinii = Wojnichsdorf
- Poietari = Pojeter
- Poiu = Poil
- Pojoga = Poschug
- Pojorta = Poschoritz
- Polonița = Pohlendorf
- Pomezeu = Pfaffenseifen
- Pomi = Einsiedl, Sankt Paul, Neukloster
- Ponoară = Poner
- Ponor, Alba = Ponoren
- Ponor, Hunedoara = Großponorn Gross-Poner
- Ponorel = Klein-Poner, Goldene Poner
- Popeni = Sankt Johann, Pfaffenberg, Papthelk
- Popești, Alba = Pfaffendorf
- Popești, Bihor = Pfaffendorf
- Popești, Cluj = Pfaffendorf
- Popești, Hunedoara = Popendorf, Poppendorf
- Poplaca = Gunzendorf
- Popteleac = Wüst-Pfaffendorf
- Porcurea = Schweinsdorf
- Porț = Portzen
- Portița = Portelk
- Porumbac = Bornbach
- Porumbacu de Jos = Unter-Bornbach, Unterforrembach, Unterporumbach, Warmbach
- Porumbacu de Sus = Ober-Bornbach, Oberforrembach, Oberporumbach, Holztaube, Warmbach
- Porumbeni = Taubendorf
- Porumbenii = Sankt Jobshof
- Porumbenii Mari = Gross Taubendorf
- Porumbenii Mici = Klein Taubendorf
- Porumbești = Kekenest
- Poșaga de Jos = Unter-Puschendorf
- Poșaga de Sus = Ober-Puschendorf, Potschagen
- Posmuș = Paßbusch, Passbusch, Passbesch
- Poșogani = Poschogan
- Poșoloaca = Puscholack
- Posta = Wüst-Fentsch
- Potău = Patau
- Potingani = Pottingen
- Potiond = Potthund
- Praid = Salzberg
- Prăvăleni = Schanzendorf, Schanzdorf
- Prejmer = Tartlau, Tartlen, Tortalen Torteln
- Preluca Nouă = Preluken
- Preluca Veche = Altprelucken, Preluckenfeld
- Prelucele = Prenzel
- Preluci = Losdorf
- Preoteasa = Pfaffenwald
- Presaca = Kerschdorf, Unter-Preßendorf
- Presaca Ampoiului = Preßendorf, Ober Preßendorf
- Pria = Prien
- Pribilești = Priwillen
- Pricaz = Perkaß
- Prihodiște (Boșorod), Hunedoara = Prihodest
- Prihodiște (Vața de Jos), Hunedoara = Taterdorf
- Prilog = Sankt Maria
- Prilog Vii = Hoch-Sankt Maria
- Pripoare = Prippor
- Prisaca = Prissak
- Prislop, Maramureș = Gutendorf
- Prislop, Sibiu = Oberstädtersdorf
- Prod = Pruden, Proden
- Prodănești = Brodendorf, Brodan
- Prundu Bârgăului = Borgo-Prund, Burgau, Groß-Borgo, Burgauprundt, Groß-Burgau, Burgau-Zweidorf
- Pruneni = Pflaumenfeld
- Pruni = Grossfeld, Prung
- Pruniș = Ungarisch-Pflaumenwald
- Pui = Hühnendorf
- Puini = Puhlendorf, Pullendorf, Pujen
- Puntea Lupului = Wolfsberg
- Purcăreni = Purchuressen, Pürkeressen
- Purcăreț = Purkretz, Purkeretz
- Purcărete = Porkeretz
- Purcăreți = Purkretz, Purkeretz
- Pusta, Mureș = Werwolfsdorf
- Pusta, Sălaj = Wüstböhme
- Pustuța = Neudorf

## R
- Răbăgani = Robogan
- Racameț = Neuhof
- Răcaș = ----
- Racâș = Rakos
- Răcăștia = Ehrendorf (1342), Ungarisch Rakoschd
- Răcătău = Krebsendorf, Krebsenteich
- Răcăteșu = Rakatisch
- Rachiș = Wallachisch Krebsdorf, Rakesch
- Răchita = Brunndorf, Rekitzdorf, Rekite
- Răchițaua = Rekitzau
- Răchițele = Räthsel, Rethzel
- Răchitiș, Bacău = Rakotisch
- Răchitiș, Harghita = Rakotisch
- Răchitova = Weidendorf
- Râciu = Rütschfeld
- Racoș, Brașov = Unter-Krebsenbach, Ratsch, Unter-Krebsdorf, Rükesch, Wallachisch Krebsbach
- Racoșul de Jos = Unter-Krebsdorf, Unter-Krebsenbach
- Racoșul de Sus = Ober-Krebsdorf, Ober-Krebsenbach, Kormosbach
- Racova = Rakau
- Racovița = Rakovitza, Ragewetz, Rackewitz, Rakowitz (colonia fiorentina nel 1451)
- Racșa = Raoksch, Raxau
- Racșa-Vii = Ober-Raksch
- Racu = Krebsdorf
- Rădaia = Sankt Andreas
- Rădești = Thomaskirch, Neudorf
- Radna = Rodenau, Rodna
- Rădulești, Hunedoara = Radolfsdorf, Radul
- Rădulești, Satu Mare = Neuhof
- Ragla = Ragelsdorf, Radelsdorf, Rürldorf
- Răhău = Reichenau, Reinhau
- Răicani - Reichendorf
- Râmeț = Einsiedeln, Einssiedl
- Ranta = Ront
- Râpa = Krieschmurt
- Râpa de Jos = Unter-Rübendorf, Nieder-Rependorf
- Râpaș = Rübendorf
- Rapolțel = Klein-Rapolten, Klein-Rapolden
- Rapoltu Mare = Gross-Rapolten, Gross-Rapolden
- Rareș = Wiesengrund
- Râșca = Rissdorf
- Răscoala = Wekerlekolonie
- Răscruci = Rechtstrass
- Rășinari = Städterdorf, Städerdorf, Stätendorf
- Râșnov = Rosenau
- Răstoci = Restenfeld
- Răstolița = Restholz
- Răstolț = Reitholz, Binndorf
- Răstolțu Deșert = Wüste-Reitholz
- Rătești = Sakas, Sagas, Deutsch Sagass
- Ratin = Rathsdorf
- Rațiu = Raatz
- Ratovei = Klein Gorisdorf
- Râu Alb = Weisswasser
- Râu Bărbat = Schnellbach
- Râu de Mori = Mühldorf, Mühlbach, Mühlenbach
- Râu Mic = Wajwoden
- Râu Sadului = Kalibaschen, Reu, Reusaduluj
- Râușor = Reissen, Ruißen, Ruschor, Uferbach
- Răvașel = Rosch, Rovasch, Rowas, Rawasd
- Războieni-Cetate = Kaltherberg, Zekelburg, Feldburg
- Răzbuneni = Sonnendorf, Zinne
- Răzoare, Cluj = Welkendorf
- Răzoare, Maramureș = Katzenfeld, Welken
- Răzoare, Mureș = Velfen, Welken, Welkersdorf
- Rebra = Gross-Rebern, Rossau
- Rebrișoara = Klein-Rebern, Klein-Rebra
- Recea, Brașov = Retschen, Rätsch
- Recea, Harghita = Reetz, Reetzdorf
- Recea, Maramureș = Deutsch Lehnhardsdorf, Lehnhardsdorf
- Recea, Mureș = Reitsch
- Recea, Sălaj = Rietsch
- Recea Mică = Kleireetsch
- Recea-Cristur = Kreuzdorf, Rätsch-Kreutz
- Reci = Wiesenthal, Rätsch
- Reciu = Retschen, Rätsch, Retsch
- Rediu = Rothberg
- Reea = Raden
- Reghea = Tscheken
- Reghin = Sächsisch-Regen, Deutsch-Regen, Reen, Räen, Rennmarkt, Reensmarkt (+Binkert)
- Remecioara = Einsiedel, Kleinremethe
- Remetea, Alba = Einsiedel in der Ompeil
- Remetea, Bihor = Ungarisch Einsiedel
- Remetea, Harghita = Einsiedel
- Remetea, Mureș = Zeckeldorf
- Remetea Chioarului = Einsiedeln
- Remetea Oașului = Einsiedeln, Eremita, Remethe
- Remeți, Bihor = Einsiedeln an der Jaad, Remetz an der Jaad
- Remeți, Maramureș = Einsiedeln
- Remeți pe Someș = Guckendorf, Sedendorf, Seckendorf
- Renghet = Rengelsdorf
- Repedea = Kirwald
- Resighea = Sankt Johann
- Reț = Reetz
- Reteag = Reckenbeck, Reckentek, Reckendorf, Retteneck
- Retiș = Retersdorf, Retteschdorf
- Ribicioara = Kellerchen
- Ribița = Kellerdorf
- Richiș = Reichesdorf, Reichersdorf
- Rieni = Reen
- Rigmani = Riegmannsdorf, Reitmannsdorf
- Rimetea = Eisenmarkt, Eisenburg, Traschen
- Rișca = Rissdorf, Reissdorf
- Rișculița = Reissdörfel
- Roadeș = Radlen, Radeln, Radenthal
- Roandola = Rauthal, Rennenthal, Rennthal, Rondeln
- Rod = Rodt, Rode, Roth, Rod, Reuthel, Rothbockerdorf, Rodtbochersdorf
- Rodbav = Rohrbach
- Rodina = Rogin
- Rodna = Alt-Rodna, Altrodenau, Rodenau, Roden, Rodnen
- Rogna = Reichdörfel, Rogendorf
- Rogojel = Bergrogoschel
- Rogoz, Bihor = Rogotz
- Rogoz, Maramureș = Rogsen
- Rohia = Rohen
- Roit = Royt
- Românași = Ungarisch Egred
- Românești, Maramureș = Römersitz
- Românești, Satu Mare = Gurbet
- Romita = Rammeln, Romlott
- Romos = Rumessdorf, Rumes, Romos, Rams, Flamischrumesdorf
- Romoșel = Klein-Rumesch, Klein-Rumeß, Kleinrumes, Klein-Remesch, Klein-Romos
- Romuli = Römmelsdorf, Romel
- Rona = Rohnen
- Rona de Jos = Unterrohnen
- Rona de Sus = Oberrohnen
- Rontău = Rontau
- Rora = Rohrau
- Roșcani = Rodendorf, Robertsdorf!
- Roșia, Bihor = Rasch
- Roșia, Hunedoara = Roosch
- Roșia, Sibiu = Rothberg, Rosenthal
- Roșia de Secaș = Rothkirchen, Rothkirch
- Roșia Montană = Goldbach, Rotseifen
- Roșieni = Wüste
- Roșiori, Bihor = Georgendorf!, Feulegass
- Roșiori, Mureș = Rothenbach
- Roșiori, Satu Mare = Rotenau
- Rotărești = Rottarest
- Rotbav = Rothbach, Rothpach
- Roteni = Radthal
- Rotunda = Runden, Reutel
- Roua = Rawendorf
- Rovina (Brănișca), Hunedoara = ----
- Rovina (Bucureșci), Hunedoara = Rowin
- Rozavlea = Johannisdorf!, Rosalien, Rosablen, Villa Johannis Woywode
- Rucăr = Ruckersdorf, Ruckendorf, Rukur
- Ruda = Ruttendorf
- Ruda-Brad = Ruden, Eisenau
- Rugănești = Rügen, Rugendorf
- Rugășești = Ober-Kosch
- Rugea = Rusch
- Ruginoasa = Lapbach
- Ruja = Roseln, Rosslen, Rosenthal
- Runc (Ocoliș), Alba = Goldrücken
- Runc (Vidra), Alba = ----
- Runc (Scărișoara), Alba = ----
- Runc (Zlatna), Alba = ----
- Runc, Harghita = Runck
- Runcșor = Rückendorf
- Runcu Mare = Grossruckendorf
- Runcu Mic = Kleinruckendorf
- Runcu Salvei = Runck, Runckendorf, Ronck
- Runcuri = Runker
- Rupea Gară = Mayerhofen
- Rupea = Reps, Rupes, Kuhalme
- Rus, Maramureș = Reussdorf
- Rus, Sălaj = Russenfeld, Reussfeld
- Rusciori = Reussdörfchen, Reussdörfchel, Reisdorf, Reußdörflein
- Ruscova = Ruskowa, Rieschau
- Rușeni = Reuschen, Reussdorf, Russdorf
- Rusești, Alba = ----
- Rusești, Hunedoara = Ruschest
- Ruși, Alba = ----
- Ruși, Hunedoara = Russen
- Ruși, Sibiu = Reussen, Reyssen
- Rușii-Munți = Russ, Reussen, Reussdorf
- Rușor, Hunedoara = Russdorf
- Rușor, Maramureș = Russdorf
- Ruștior = Unterschebesch, Niederschogen, Niederschebesch, Gotthfriedsdorf, Ruschor
- Rusu Bârgăului = Reussen, Borgo-Ruß
- Rusu de Jos = Reissdorf, Unterreissdorf
- Rusu de Sus = Oberreissdorf

## S
- Săbed = Sabed, Zabedendorf
- Săbișa = Schnellenbach, Moritzdorf
- Săbolciu = Saboltsch
- Saca = Sacken an der Landstrasse
- Săcădat, Bihor = Sekedat, Sechaten
- Săcădat, Mureș = Sakadat
- Săcădate = Sakadat, Sakadaten, Sekedaten
- Săcălaia = Zeckeil
- Sacalasău = Sakalassen
- Sacalasău Nou = Neusakalssen
- Săcălășeni = Grasdorf, Bartenstein
- Săcalu de Pădure = Waldbusch, Mausdorf, Bartdorf
- Săcămaș = Bartendorf
- Săcăreni = Zeksch, Zekisch
- Săcărâmb = Sekerimb - Gross-Astdorf, Stollendorf –Gross Astdorf
- Săcășeni = Kochern
- Săcel, Cluj = Frauendorf
- Săcel, Harghita = Andresdorf, Andreschdorf, Andersdorf
- Săcel, Hunedoara = Satschallen
- Săcel, Maramureș = Sitschl, Satzel, Satschel
- Săcel, Sibiu = Schwarzwasser
- Săcele = Langendorf, Siebendörfen
- Saciova = Strohdorf
- Săcueni = Zickelhaid, Zeckelheid, Zickelhid
- Săcuieu = Secken, Secklerdorf, Neubach, Zekeldorf, Zicklerau
- Sădinca = Sedinken
- Sadu = Sodenbach, Zoodt, Saderbach
- Șaeș = Schaas, Schees, Schoesch
- Sâg = Ober-Stuhlen
- Săgagea = Segetsch
- Sâi = Scheindorf
- Sălacea = Salzburg
- Sălăjeni = Ochsendamm
- Sălard, Bihor = Königsburg
- Sălard, Mureș = Salhardsdorf
- Sălașu de Jos = Unter-Dorfsbach, Bachsdorf
- Sălașu de Sus = Ober-Dorfsbach
- Sălașuri = Secklertiss
- Sălățig = Ulmeneck
- Salatiu = Walddorf
- Sălătruc, Cluj = ----
- Sălătruc, Hunedoara = Zellentruck
- Șalcău = Schalkau, Schalkenberg
- Sălciua de Jos = Sundorf, Soldorf
- Sălciua de Sus = Ober-Sundorf
- Sălciva = Zeltschau
- Sălcud = Blasenbrunn
- Sălcuța = Weissenbrunn, Feisked, Feisket
- Săldăbagiu de Barcău = Soldenpegg, Zaldebagg
- Săldăbagiu de Munte = Sankt Stefan
- Săldăbagiu Mic = Klein Soldenpegg, Klein Zaldebagg
- Sălicea = Weidendorf
- Sălișca = Winddorf, Windau
- Săliște = Sellischt
- Săliște, Cluj = Winden
- Săliște, Hunedoara = Langensdorf, Selisten
- Săliște, Maramureș = Ziegendorf
- Săliște, Sibiu = Grossdorf, Langendorf, Langesdorf, Reissdorf
- Săliște de Beiuș = Sellischt
- Săliște de Pomezeu = Sellischt, Sellescht
- Săliște de Vașcău = Sellischt
- Săliștea = Tschora, Tschorren
- Săliștea de Sus = Obersellischt
- Săliștea-Deal = Tschora-Drassmann
- Săliștea Nouă = Neusellischt
- Săliștea Veche = Altsellischt
- Săliștioara = Seligsdorf
- Sălnița = Sellnitz
- Salonta = Gross Salontha, Gross Seling, Großsalonta
- Sălsig = Windeck
- Sâlța = ----
- Salva = Wallenrod, Salwa, Zalwe
- Sâmbăta = Schaag
- Sâmbăta de Jos = Unter-Mühlendorf, Unter-Sombath
- Sâmbăta de Sus = Ober-Mühlendorf, Ober-Sombath
- Sâmbăteni = Sabbatdorf
- Sâmboieni = Walddorf, Sombat, Sombaten
- Sâmboleni = Sombath
- Sâmbriaș = Vasallengrund(Sankt Salvator)
- Șamșud = Samsen, Samson
- Sâncel, Alba = Simtschal, Schinern, Intsch, Santallen
- Sâncel, Harghita = Sintsched
- Sâncrai, Alba = Königsdorf
- Sâncrai, Harghita = Szeklerisch Königsdorf
- Sâncrai, Hunedoara = Königsdorf
- Sâncrăieni = Heilkönig, Heiligenkönig
- Sâncraiu, Cluj = Königsfeld, Sankt Stefan, Sehngrall, Heilkönig
- Sâncraiu, Covasna = Königsdorf, Heilkönig
- Sâncraiu Almașului = Königsdorf
- Sâncraiu de Mureș = Königsdorf, Weichseldorf
- Sâncraiu Silvaniei = Königsberg in Waldland
- Sândominic = Dominiksdorf, Mingersdorf, Sankt Domenikus
- Șandra = Alexanderhausen, Schandern, Schandra
- Șandru = Schander
- Săndulești = Sindorf
- Sângătin = Klein-Enyed, Kleinegidsdorf
- Sângeorgiu de Câmpie = Sankt Görgen, Gergeschdorf
- Sângeorgiu de Meseș = Sankt Georgen in der Mesesch
- Sângeorgiu de Mureș = Sankt Georgen am Mieresch
- Sângeorgiu de Pădure = Sankt Georgen auf der Heide
- Sângeorz-Băi = Rumänisch-Sankt-Görgen, Sankt-Jörgen, Sankt Georgen, Georgenau, Sankt Georgenstadt
- Sângeorzu Nou = Sächsisch-Sankt-Georgen, Sankt-Görgen, Sankt-Georgen
- Sânger = Enegelsfeld, Sentengel
- Sângeru de Pădure = Engelsdorf
- Sâniacob, Bistrița-Năsăud = Jakobsdorf, Jakobsdorf bei Bistritz, Jachesdorf
- Sâniacob, Mureș = Jakobsdorf an der Mieresch, Jakesdorf
- Sâniob = Sankt Jobb
- Sanislău = Stanislau
- Sânișor = Kebel, Sankt Agnes
- Sânlazăr = Sankt Lazar
- Sânmărghita, Cluj = Margarethen, Grittendorf
- Sânmărghita, Mureș = Margit, Sankt Margitt
- Sânmartin, Arad = Sanktmartin, Aradsanktmartin
- Sânmărtin, Cluj = Marten, Sankt Martin
- Sânmartin, Harghita = Marten
- Sânmartin, Mureș = Martinsdorf, Miertesdorf, Martins-Salz, Salz
- Sânmartin de Beiuș = Sankt Martin
- Sânmărtinu de Câmpie = Mertensfeld, Martelsfeld
- Sânmiclăuș, Alba = Klosdorf, Betelsdorf
- Sânmiclăuș, Satu Mare =  Nikolausdorf
- Sânmihai de Pădure = Nickelsöden, Michelsdorf, Mechelsdorf
- Sânmihaiu Almașului = Wust-Sankt Michl
- Sânmihaiu de Câmpie = Michelsdorf, Michelsdorf auf der Heide
- Sânmihaiu de Sus = see: Mihai Viteazu, Cluj
- Sânmihaiu de Jos = Unter-Micheln
- Sânnicoară, Bistrița-Năsăud = Nikelsdorf
- Sânnicoară, Cluj = Nickelsdorf, Mikelsdorf
- Sânnicolau de Beiuș = Sankt Niklaus
- Sânnicolau de Munte = Sankt Niklas am der Berg
- Sânnicolau Român = Wallachisch Sankt Nikolaus
- Sânpaul, Arad = Paulsdorf
- Sânpaul, Cluj = Paulsdorf
- Sânpaul, Harghita = Paulsdorf
- Sânpaul, Mureș = Paulsdorf, Palesdorf
- Sânpetru, Brașov = Petersberg, Petersdorf, Petersburg
- Sânpetru, Hunedoara = Petersdorf
- Sânpetru Almașului = Petersdorf in der Homlisch, Homlisch -Sankt Peter
- Sânpetru de Câmpie = Petersdorf
- Sânsimion, Harghita = Simonsdorf
- Sânsimion, Mureș = Simonsdorf
- Șanț = Königsfurt, Neu-Rodna, Neurodenau Schanz,
- Sântămăria de Piatră = Mariendorf, Liebfrauendorf
- Sântămăria Orlea = Liebfrauen, Mariendorf
- Sântămărie = Treukirch, Dreikirchen, Frauenkirch
- Sântana de Mureș = Moschen-Sankt Anna, Sankt Anna an der Mieresch
- Sântana Nirajului = Anneskirch
- Sântandrei, Bihor = Sankt Andreas
- Sântandrei, Hunedoara = Andreasdorf, Andersdorf, Andresdorf, Sankt Andreas, Andreaskirche
- Santău = Ackerfeld
- Santăul Mare = Gross Santau
- Santăul Mic = Klein Santau
- Sântejude = Egeden
- Sântejude-Vale = Thal
- Sântelec = Heiligengeist
- Sântimbru, Alba = Emerichsdorf Emrichsdorf, Sankt Emerich
- Sântimbru, Harghita = Heinrichsdorf
- Sântimbru-Băi = Mineralbad
- Sântimreu = Sankt Emmerich
- Sântioana, Bistrița-Năsăud = Johannesdorf, Johannisdorf, Johannisdorf am Schogen, Johannsdorf, Gehanes
- Sântioana, Cluj = Sankt Iwans
- Sântioana, Mureș = Johannisdorf, Johannesdorf, Johannsdorf, Gehanes
- Sântioana de Mureș = Sankt Iwan am Mieresch, Johannsdorf am Mieresch, Johannisdorf
- Sântion = Johannisdorf bei Großwardein
- Sântionlunca = Jannesdorf+Labern, Johannisdorf
- Sântu = Sankt-Andreas auf der Heide
- Sântuhalm = Ackersdorf, Ackerhügel
- Sânvăsii = Lasslen
- Sânzieni = Heiligengeist
- Săpânța = Sapontz
- Șapartoc = Scharpendorf, Schorpendorf, Kothdorf, Kothbach
- Sărăcsău = Flendorf
- Sărădiș = Serediesch
- Sărămaș = Glashütte
- Sărand = Martinsdorf, Zarand
- Sarasău = Scharwaschau
- Sărata = Salz
- Sărata = Salzdorf
- Sărățel = Reussen, Reussen am Schogen, Sered, Reissmürt
- Sărățeni = Salzwarth, Salzwardein
- Sărătura = Salzfeld
- Sărăuad = Horndorf, Heggensdorf
- Sârbești = Serbischdorf
- Sârbi, Bihor = Gross-Ratzdorf
- Sârbi, Hunedoara = Raitzen
- Sârbi (Budești), Maramureș = Raitz
- Sârbi (Fărcașa), Maramureș = Wallachisch-Slawendorf, Raitz
- Sârbi, Sălaj = Slawischdorf, Raitz
- Sarcău = Zarkau
- Șard = Kothmarkt
- Șardu = Ungarisch Schaard
- Șardu Nirajului = Schaard
- Sărmaș = Glashütte
- Șărmășag = Sarmegen
- Sărmășel = Kleinscharmen, Michaelsdorf
- Sărmășel-Gară = Kleinscharmen - Weiler
- Sărmașu = Sarmen, Grossscharmen, Henzmannsdorf
- Sarmizegetusa = Burgort, Lagerdorf
- Șaroș pe Târnave =  Scharosch, Gross-Scharss, Scharesch Großscharß
- Sărsig = Scharzegg
- Sartăș = Sartesch, Sartosch
- Sărvăzel = Horndorf, Kleinheggensdorf
- Șasa, Alba = Sachsendorf
- Șasa, Sălaj = Sächsensitz, Assisdorf, Platzdorf
- Săsar = Sächsenburg, Sassaren
- Săsarm = Ziffersdorf, Weisshorn
- Săsăuș = Sachsenhausen
- Saschiz = Hünenburg, Hujnerschburg, Keisd, Kaisd, Keißd, Kaißd, Keist, Kaisdorf
- Săsciori, Alba = Schweis, Sassenberg, Sessenberg
- Săsciori, Brașov = Sächsischtorz, Sachsischoren, Schoren
- Șașvereș = Schaschwersch
- Sătmărel = Kleinschadau, Scheden
- Sat-Șugatag = Schugatag
- Satu Barbă = Sankt Johann in der Barbey
- Satu Lung = Lang, Niklasdorf
- Satu Mare = Sathmar
- Satu Mare, Harghita = Mareen
- Satu Mic, Harghita = Kleindorf
- Satu Mic, Satu Mare = Dörfel
- Satu Nou, Bihor = Oliversdorf, Postel, Ragald am Eerfluß
- Satu Nou, Bistrița-Năsăud = Oberneudorf, Nösner-Neudorf, Neudorf
- Satu Nou, Brașov = Neudorf-Burzenland, Neudorf
- Satu Nou, Harghita = Neudorf
- Satu Nou (Gheorghe Doja), Mureș = Neudorf
- Satu Nou (Sânpetru de Câmpie), Mureș = Strin
- Satu Nou de Jos = Unterneudorf, Deutsch-Kleinneudorf
- Satu Nou de Sus = Oberneudorf
- Satulung, Brașov = Langendorf, Langdorf
- Satulung, Maramureș = Langendorf
- Șauaieu = Schauwald, Schallendorf
- Săuca = Demeter, Mettersau
- Săucani = Zokan
- Săud = Sood, Zood
- Șaula = Kothmarkt
- Șăulești = Kothdorf
- Șăulia = Schallenkirch, Saal
- Șăulița = Kleinschallen
- Șăușa = Salzbach, Seutzen
- Sava = Sawen
- Săvădisla = Sankt Ladislaus!, Lasslen
- Săvârșin = Soborschin
- Săvăstreni = Sestern, Waldhaus, Sewestern
- Scărișoara = Lemberg, Skerischor
- Scărișoara Nouă = Neupischkolt
- Șcheii Brașovului = Belgerei, Balscherog, Obere Vorstadt-Belgerey
- Scoabe = Kob
- Scoreiu = Standorf, Kornberg, Schorren, Korberg
- Scrădoasa = Deutschenthal
- Scrind-Frăsinet = Silitz
- Scurta = Kurt
- Sebeș = Mühlbach, Mühlenbach
- Sebeș, Brașov = Mühlbach
- Sebeș, Mureș = Bustdorf, Schewisch, Sebisch
- Sebeșel = Klein-Mühlbach, Schebeschel
- Sebeșu de Jos = Unter-Schewesch, Unter-Schewisch, Unter-Schewentisch
- Sebeșu de Sus = Ober-Schewesch, Ober-Schewisch, Ober-Schewentisch
- Sebiș, Bihor = Gross Schebesch
- Sebiș, Bistrița-Năsăud = Schnellbach, Oberschebesch
- Secășel = Heidendorf, Funzendorf, Betschenuden, Seidendorf
- Sechereșa = Sapporhof
- Secu = Zegg
- Secuieni = Secklerdorf, Sekujen
- Seghiște = Segest
- Șeica Mare = Marktschelken, Grossschelken
- Șeica Mică = Kleinschelken
- Seini = Leuchtenburg, Sienerburg, Sinburg, Waroli
- Seleuș (Daneș), Mureș = Gross-Alisch, Gross-Alesch, Olesch
- Seleuș (Zagăr), Mureș = Klein-Alisch
- Șelimbăr = Schellenberg
- Seliștat = Seligstadt
- Seliștea = Marksitz
- Șendroaia = Schendray
- Senereuș = Zendersch, Zendrisch, Senbersch
- Senetea = Senneth, Zenneth
- Ser = Molkenfeld
- Șerani = Schiran
- Șerbeni = Sarpen
- Șercaia = Schirkanyen, Schirkengen, Scharken, Scherkengen, Schlangendorf
- Șercăița = Klein-Schirkengen, Klein-Scharkan, Scharkendorf
- Sereca = Elsterdorf, Rodomersdorf
- Șeredeiu = Kaltbrunn, Eulendorf, Sered
- Șerel = Scherlsdorf, Freidorf, Scherl
- Șerghiș = Sergersdorf, Schergischdorf
- Șesuri = Schessur, Sdragur
- Șesuri Spermezeu-Vale = Schessur
- Seuca = Dunkeldorf
- Șeulia de Mureș = Salwern, Wallachisch Schallendorf, Salvey, Saly
- Șeușa = Salzbach, Schenuschen
- Sfăraș = Farmess
- Sfântu Gheorghe = Sankt Georgen, Sankt Jorgen, Gergesmarkt
- Sfântu Gheorghe, Mureș = Gergendorf
- Sfârcea = Sfirz
- Sfârnaș = Fernischdorf, Farnisch
- Sibiel = Budenbach, Biddenbach
- Sibișel (Beriu), Hunedoara = Alt-Schebeschel, Sebeschel in Unterwald
- Sibișel (Râu de Mori), Hunedoara = Sebeschel, Klein Sebeschel
- Sibișelu Nou = Neu-Schebeschel, Eisenhammer
- Sibișeni = Sebeschdorf, Sebesdorf, Sebenhan, Sebendorf, Siebenhain
- Sibiu = Hermannstadt
- Șibot = Unter-Brodsdorf, Unterbrotfeld
- Sic = Sechen, Secken, Sickau, Markstuhl
- Șicasău = Schiksau
- Sicele = Zitschel
- Sicfa = Zegenfal
- Sici = Zeetsch
- Șiclod = Schiklud
- Siculeni = Matzdorf, Mattes, Mattesdorf
- Șieu, Bistrița-Năsăud = Großschogen, Gross-Schogen, Gross-Schagen
- Șieu, Maramureș = Petermannsdorf
- Șieu-Măgheruș = Ungersdorf, Ungers, Magyarosch, Nussdorf
- Șieu-Odorhei = Dienesdorf
- Șieu-Sfântu = Leresdorf, Lersdorf
- Șieuț = Kleinschangen, Kleinschogen, Klein-Schogen, Klein-Schagen
- Șigău = Scheigen
- Sighetu Marmației = Marmarosch-Eiland, Marmaroschsiget, Siget
- Sighetu Silvaniei = Eiland
- Sighișoara = Schäßburg
- Sighiștel = Siggistl
- Sigmir = Schönbirk, Zippendorf, Zaipendorf, Zaben, Tschippendorf, Zepnir, Zepner, Lippendorf
- Șilea = Bruckbad, Ungrisch-Sull
- Șilea Nirajului = Schell, Scheyla, Antonsdorf
- Șilindru = Schelling, Scherling
- Silivaș, Alba = Pflaumenwald, Garten, Wallachisch-Pflaumendorf
- Silivaș, Cluj = Hansdorf, Sächsisch Sankt Johann
- Silivașu de Câmpie = Pflaumendorf
- Silvaș = Pflaumendorf
- Silvașu de Jos = Unterpflaumendorf, Unterzwetschgart
- Silvașu de Sus = Oberpflaumendorf, Oberzwetschgart
- Simeria = Fischdorf, Pischkendorf
- Simeria Veche = Altfischdorf
- Șimian = Sankt Simon
- Simionești = Simonsfeld, Seimersdorf, Seimesdorf, Simonsdorf
- Șimișna = Jakobsdorf, Semeschen, Semesch, Schemeschen
- Șimleu Silvaniei = Schomlenmarkt, Schomelmarkt, Schemlenmarkt, Schomlyo in der Silack, in der Schillag, in der Schillack
- Șimon = Seimesbach
- Șimonești = Simonsdorf, Seinegold, Simeonsdorf
- Simulești = Simmelsdorf
- Sânbenedic = Benedikt
- Șinca Nouă = Neu-Schinka, Neu-Schenk
- Șinca Veche = Alt-Schinka, Alt-Schenk
- Șincai = Sanselsdorf, Schamschondorf, Ammelsdorf
- Șincai-Fânațe = Süssenheim
- Șindrești = Baumdorf
- Șineu = Essenau
- Șintereag = Simkragen, Siebenkragen
- Șintereag-Gară = Simkragen-Banhof
- Șinteu = Falkenstein
- Șiria = Hellburg
- Șirioara = Rothburg
- Șirlău = Schellau
- Șirnea = Schirnen
- Șișești = Niederstadt, Latzendorf
- Șișterea = Schütter, Schechter
- Sita Buzăului = Wallachisch Sittau, Wallachisch Sitta
- Sita = Sittendorf, Sithen, Sitta
- Sitani = Sittandorf
- Sititelec = Zeckeldorf, Johannesdorf
- Slătinioara = Schlattinau
- Slătinița = Pintak, Pintacken, Tilmannsdorf, Fritzdorf
- Slătioara = Slatting, Slattina
- Slimnic = Stolzenburg
- Smida = Schmiederberg
- Șmig = Schmiegen
- Șoala = Schaal, Schael, Schalendorf, Schaalendorf, Schaalbach
- Șoard = Sardorf, Schardorf
- Șoarș = Scharesch, Scharosch
- Socet, Bihor = Althütte
- Socet, Hunedoara = Gothendorf
- Socolu de Câmpie = Mikldorf, Sockel
- Socond = Gross-Sokond, Gross-Sukunden, Sukunden
- Soconzel = Kleinsukunden, Kleinsokond
- Șofronea = ---
- Soharu = Suchar, Zuchar
- Sohodol, Alba = Zochoodl
- Sohodol (Albac), Alba = ----
- Sohodol, Bihor = Zochodol
- Sohodol, Brașov = Dürrbach
- Sohodol, Hunedoara = Sodollen, Zochodol
- Sohodol-Peleș = Pelisch
- Sohodol-Vârș = Wersch
- Șoimeni, Cluj = Falkenstein
- Șoimeni, Harghita = Tschomorden
- Șoimi = Schoim
- Șoimuș, Alba = Falkenstadt
- Șoimuș, Bihor = Demsdorf, Sankt Peter
- Șoimuș, Bistrița-Năsăud = Scholmesch, Almesch
- Șoimuș, Hunedoara = Falkendorf, Scholmosch
- Șoimuș, Mureș = Falkenthal, Schalmen, Salmen
- Șoimuș, Sălaj = Falkendorf
- Șoimușeni = Scholmusch
- Șoimușu Mare = Gross-Falkendorf
- Șoimușu Mic = Klein-Falkendorf
- Solduba = Wallachischdorf
- Solocma = Solickmann
- Solomon = Abtsdorf!, Salamon, Schalmin
- Solona = Speckdorf
- Solovăstru = Reussischdorf, Heuschdorf, Heussischdorf, Salzwasser
- Șomartin = Martinsberg, Märtelsberg
- Șomcuta Mare = Großhorn, Gross-Hornbrunn, Grosshorn
- Șomcutu Mic = Klein-Hornbrunn, Sombrunn
- Someșeni, Cluj = Schemeschdorf, Michelsdorf
- Someșeni, Satu Mare = Neudorf an der Samosch
- Someș-Guruslău = Gross-Grosslau
- Someș-Odorhei = Hofdorf, Hoffeld
- Someș-Uileac = Mohndorf, Neudorf
- Someșu Cald = Warm-Samesch, Ober Samoschdorf
- Someșu-Rece = Kalt-Samesch, Nieder Samoschdorf
- Șomoștelnic = Futack, Somosdorf
- Șona, Alba = Schönau, Schönen
- Șona, Brașov = Schönen, Schona, Schinen
- Soporu de Câmpie = Soperdorf
- Șopteriu = Siebendorf, Septern
- Șoromiclea = Weingarten
- Soroștin = Schorsten, Schoresten, Schorosten,
- Sorușa = Zorusch
- Șoșcut = Salzbrunnen
- Sovata = Schwaden, Sowaten, Sovata, Sowata, Sowath, Sowatten
- Șpălnaca = Buchhof, Burghof
- Spătac = Sachsenbach
- Spermezeu = Gespanfeld, Nösenfeld, Feld im Nösenland, Herrenfeld
- Spini = Padendorf
- Spinuș = Dorndorf
- Spinuș de Pomezeu = Dornfeld
- Șpring = Gespreng
- Stălnișoara = Altenschloss
- Stâna, Sălaj = Mierlau
- Stâna, Satu Mare = Ober Boldaten
- Stâna de Mureș = Liebesdorf
- Stâna de Vale = Bad Bihor
- Stânceni = Meisterhausen
- Stâncești, Bihor = Bost
- Stâncești, Hunedoara = Stantschest
- Stâncești-Ohaba = Ochab
- Stănești = Stanescht
- Stănija = Stannsdorf
- Stârciu = Bogenhaus, Bogeschdorf
- Stârcu = Zook
- Stăuini = Stabing
- Ștefanca = Volkersdorf
- Ștefănești = Steffelsdorf
- Ștefăneaca = Sankt Helias
- Ștei = Stey
- Ștei, Hunedoara = Stey, Esteley
- Șteia = Stipid, Stea
- Stejărel = Schroffendorf, Schweinsdorf
- Stejărenii = Beschendorf, Peschendorf
- Stejărișu = Probstdorf
- Stejera = Stesern
- Stejeriș, Mureș = Eicheln, Weichselsdorf
- Stejeriș, Cluj = Kertschen
- Ștenea = Wallachisch-Stein, Stein, Stehnen
- Stoboru = Marktfeld, Marktdorf
- Stoiana = Esten
- Stoiceni = Stuckendorf
- Stoieneasa = Nasdorf, Nassdorf
- Stolna = Stollen
- Stracoș = Strakusch
- Straja, Alba = Hohenwarthe, Wachtendorf
- Straja (Căpușu Mare), Cluj = Gestren
- Straja (Cojocna), Cluj = Gesten
- Strâmba = Krummdorf
- Strâmbu = Strimb
- Strâmbu-Băiuț = Krummbach
- Strâmtura = Borsendorf, Stremteren
- Strei = Zeikdorf in der Strieg
- Strei-Săcel = Satzalen in der Strieg
- Streisângeorgiu = Sankt Georgen in der Strieg
- Stremț, Alba = Nußschloss
- Stremț, Maramureș = Slawendorf, Buchendorf, Strentz
- Stretea = Streitendorf, Streit, Strechendorf
- Strucut = Eerhof
- Strugureni = Rothkirchen, Rothkirch
- Strungari = Strägendorf, Sperbendorf, Strugar
- Stupini, Bistrița-Năsăud = Wallachisch Bienengärten
- Stupini, Brașov = Bienengärten
- Stupini, Sălaj = Felberwald
- Stupinii Hărmanului = Bienengärten
- Stupinii Prejmerului = Rohrau
- Suarăș = Trogenburg, Sowaresch
- Suatu = Beckendorf, Subaten
- Suatul de Jos = Niedersubaten
- Suatul de Sus = Obersubaten
- Sub Cetate, Harghita = Klein Siegmund
- Sub Cetate, Oradea = Burgfeld
- Sub Cetate, Sălaj = Schlossberg, Burghall
- Sub Coastă = Ödenort
- Sub Pădure = Unterwald, Thalenberg
- Sub Piatră = Steingrund
- Subcetate, Harghita = Burgberg
- Subcetate, Hunedoara = Vorstadt
- Subpiatră = Kewallja, Subpeatre, Subpeater
- Suceagu = Sussen, Johannesdorf
- Suciu de Jos = Niederfeld, Nieder-Sötsch, Setschen
- Suciu de Sus = Oberfeld, Ober-Sötsch
- Sucutard = Sankt Gotthard
- Sudrigiu = Sudritsch
- Sudurău = Sodern
- Șugag = Springendorf, Schugag
- Șugaș Băi = Salzbad, Schugaschbad
- Șugău = Schogenau
- Șuiug =  Zünegg, Zweinogg
- Sulighete = Schulgelten, Hermannsdorf
- Sulța = Schulz
- Șumal = Sameschdorf, Schopmal
- Șumugiu = Schumusch
- Șumuleu Ciuc = Wartdorf
- Sumurducu = Sommern, Meinoldsdorf
- Șuncuiuș = Ortmannsdorf, Schönglischdorf, Songolljosch
- Suplac = Schönbrunn, Schöndorf
- Suplacu de Barcău = Schöndorf
- Suplacu de Tinca = Marienberg
- Suplai = Supeln
- Supuru de Jos = Unter-Supern
- Supuru de Sus = Ober-Supern
- Șura Mare = Gross-Scheuern
- Șura Mică = Klein-Scheuern
- Surcea = Sertsch
- Șurdești = Schurdiest
- Surduc, Bihor = Surdock
- Surduc, Cluj = Surdorf
- Surduc, Sălaj = Surdecken 2
- Suseni, Harghita = Hochfeld
- Suseni, Hunedoara = Oberdorf
- Suseni, Mureș = Pränzdorf, Brenndorf, Oberdorf, Oberdorf
- Susenii Bârgăului = Ober-Borgen, Ober-Borgo, Oberburgau, Obersdorf
- Șuștiu = Schust
- Șuștorogi = Kleinschitter, Wallachisch-Schechter
- Sutoru = Suttern
- Șutu = Breitenau
- Suveica = Magerau

## T
- Tăblășeni = Au-Lechnitz
- Țaga = Zegen, Zägen
- Țăgșoru = Klein-Zegendorf
- Țagu = Groß-Zegendorf
- Tăietura = Emmersdorf, Wagasch
- Tălișoara = Walldorf (Fundus Italicus)
- Tălmăcel = Klein-Talmesch
- Tălmaciu = Talmesch, Tolmisch, Gross Talmatsch, Wallentalmesch
- Talpe = Talp
- Talpoș = Pattersbrugg, Telpuschdorf
- Tămaia = Thomannsdorf
- Tămașa = Thomsdorf
- Tămășasa = Thomsbach
- Tămașda = Thomesbrück, Thomesmarkt
- Tămășeni = Neuegg
- Tămășești, Hunedoara = Thomsdorf, Tomesdorf, Thomesdorf
- Tămășești, Maramureș = Erlberg, Erldorf
- Tămășeu = Thomsdorf, Sankt Thomas, Thomasdorf
- Tamașfalău = Thomsdorf
- Tămașu = Thomsdorf
- Tâmpa, Hunedoara = Stumpfendorf, Blaasendorf
- Tâmpa, Mureș = Tump in der Zecklerland
- Tâmpăhaza = Thomaskirch
- Țapu = Abstdorf, Appesdorf, Apesdorf
- Tărănești = Terrenest
- Țărățel = Wachsdorf
- Tărcaia = Tarkan
- Tărcăița = Tarkaitz
- Tarcea = Thorsendorf
- Tărcești = Haltdorf
- Târgu Lăpuș = Ungarisch Laposch, Laposch
- Târgu Mureș = Neumarkt, Neumarkt am Mieresch, Marktstadt
- Târgu Secuiesc = Szekler-Neumarkt
- Târgușor, Bihor = Frauenmarkt, Ehrenmarkt, Forum Reginae
- Târgușor, Cluj = Wallachisch Marktdorf, Blauenmarkt
- Tărian = Kreisch-Tarjan
- Târlișua = Ilisch, Ilischdorf
- Târsa = Erddorf
- Târșolț = Terscholtz, Tarschholz
- Tărlungeni = Tatrang, Tatrangen
- Țărmure = Neuhof
- Tarna Mare = Gross-Tarnau, Gross-Tarna, Großtharna
- Târnava, Hunedoara = Tyrnau
- Târnava, Sibiu = Gross-Probstdorf
- Târnava de Criș = Tyrnau, Tirnau, Tirnava
- Târnăveni = Sankt-Martin, Martinskirch, Marteskirch, Märteskirch
- Târnăvioara = Kleinprobsdorf
- Târnăvița = Klein-Tirnau, Thurnsdof
- Tarnița = Tarnsdorf
- Târnovița = Hartdorf
- Tărpiu, Bistrița-Năsăud = Treppen
- Tărpiu, Cluj = Wagendorf, Törpen
- Tărtăria = Tartaria, Tartarien, Grebenzing
- Tășad = Taschad
- Tășnad = Trestenburg, Tressenberg, Tressenburg, Trestendorf, Taschnad
- Tătărăști = Tatarsdorf
- Tătărăștii de Criș = Tatarest
- Tătărești = Tatarest, Teterst
- Tătârlaua = Taterloch, Tatarloch, Taterlau, Tatarlau
- Tău, Alba = Weiersdorf, Weihersdorf, Waidorf, Wasserdorf, Fayersdorf, Wayersdorf
- Tău, Mureș = Sellen
- Tău Bistra = Bistra, Wister
- Țăudu = Solden, Zold
- Tăuni = Prenzendorf, Brenzendorf, Brenzen, Krentzendorf, Theunn
- Tăure = Neudorf
- Tăureni, Harghita = Kockelsdorf
- Tăureni, Mureș = Teichrück
- Tăușeni = Kleinhaus, Marckhausen
- Tauț = Ratzberg
- Tăutelec = Slawenfeld, Ratzdorf
- Tăuteu = Thoti, Ratzendorf
- Tăuți, Alba = Ratzesdorf, Ratzenhaus
- Tăuți, Cluj = Raizendorf
- Tăuții de Jos = Tottendorf, Mistdorf, Kleindorf, Teutzdorf
- Tăuții de Sus = Geroldsdorf, Gerlsdorf
- Tăuții-Măgherăuș = Tautz-Kleinmaniersch
- Teaca = Teckendorf, Tekendorf, Deckendorf
- Țebea = Tscheben
- Teceu Mic = Kleinteutschau
- Techereu = Deckendorf, Pressdorf
- Tecșești = Tekschescht
- Țeghea = Zegen
- Teiu = Lindendorf
- Teiuș = Dreikirchen, Dornen, Dornstadt
- Telcișor = Kleinteltsch
- Telciu = Teltsch, Schönberg
- Teleac, Alba = Krakau
- Teleac, Bihor = Theleck
- Teleac, Harghita = Mondsdorf, Teleckdorf
- Teleac, Mureș = Michelsdorf, Göreng
- Telec = Teleck, Scheidenbach
- Telechi-Recea =
- Telechia = Grundsdorf
- Telechiu = Priestenfeld, Thelcke
- Țeline = Wossling
- Teliu = Kreuzburg, Deutsch.Liliendorf
- Teliucu Inferior = Untergrundendorf, Untertelek, Untertelkendorf, Eisenhammer
- Teliucu Superior = Obergrundendorf, Obertelek, Obertelkendorf, Obertheleck
- Țelna = Keller, Zellen, Rodenau
- Temeșești = ----
- Țengheler = Zengler
- Țentea = Zehnten
- Terebești = Terbescht, Terebesch
- Teștioara = Braunkohlebergwerk
- Țețchea = Lampersdorf
- Tetișu = Ketisch
- Tibod = Tiebold, Tipsdorf, Theobaldsdorf
- Tibru = Tiburtsdorf!, Tiburg
- Țicău = Zickau
- Ticera = Titscher
- Țichindeal = Ziegenthal, Zickenthal
- Ticoș = Tikusch
- Ticu = Hochbrunn, Holtzbrunn
- Ticu-Colonie = Franzberg
- Ticușu Nou = Konradsdorf
- Ticușu Vechi = Deutsch-Tekesch
- Țifra = Ziffer
- Țigăneștii de Beiuș = Zigeunerdorf
- Țigăneștii de Criș  =Zigeunerdorf
- Țigău = Zegendorf, Zagendorf, Ziegendorf
- Țigmandru = Zuckmantel, Zikmantel, Zeckmantel
- Tiha Bârgăului = Klein-Burgau
- Tihău = Tichau
- Tihuța = Tihutza, Tihutzer Passdorf
- Tileagd = Thelegd, Telegden, Telgeden
- Tilecuș = Telkesch, Ratoldsberg, Rattelsberg
- Tilișca = Tilischen, Telischen, Tilisch, Tilischka, Telischka
- Timișu de Jos = Untertömösch
- Timișu de Sus = Obertömösch
- Tinăud = Theinold, Tinold
- Tinca = Tenken
- Tiocu de Jos = Kürbisdorf
- Tiocu de Sus = Ober-Kürbisdorf
- Tioltiur = Tetten
- Țiptelnic =  Heiligenkruz, Salthelken
- Tireac = Tirack
- Tiream = Wiesenfeld, Terem
- Tireu = Tirischport
- Tirici = Defor
- Tirimia = Gross-Wachsdorf + Abtsdorf
- Tirimioara = Klein-Wachsdorf
- Tisa, Hunedoara = Theissdorf, Teiss
- Tisa, Maramureș = Rotenau an der Theis
- Tisieu = Tisiben, Tissischport
- Titiana = Titian
- Tiulești = Tülesden, Tinlesden
- Tiur = Dürrdorf, Tür
- Toaca = Took
- Toarcla = Tarteln, Tertlen, Tartlau
- Toboliu = Wallen-Gaansdorf!, Wallen-Theobaldsdorf
- Toc = ----
- Toderița = Theodoren, Toderitz
- Tofalău = Slawendorf
- Tohanu Nou = Neu-Tohan, Törtsdorf, Neu-Tauchen, Zeresten
- Tohanu Vechi = Alt-Tauchen, Alt-Tohan, Törzdorf; Techen
- Tohat = Teichdorf
- Toldal = Tolden
- Toleșeni = Tuleschen
- Tomești, Alba = Thomsdorf
- Tomești, Harghita = Thomsdorf
- Tomești, Hunedoara = Thomsdorf
- Tomnatec, Alba = ----
- Tomnatec, Hunedoara= Dammdorf
- Tomnatecu de Sus = Oberdammdorf
- Tomnatic = Dammdorf
- Tonciu, Bistrița-Năsăud = Tatsch, Totsch, Tantz
- Tonciu, Mureș = Tesch
- Tonea = Thunau
- Țopa = Klein-Freudendorf, Oberfreudendorf
- Topa de Criș = Topp, Thopp
- Topa de Jos = Obertopp
- Topa de Sus = Niedertopp
- Topa Mică = Wallachisch-Topp
- Topești = Topest
- Topârcea = Tschapertsch, Topertsch, Schappisdorf, Schaffersching, Schappersch
- Toplița = Topeldorf
- Toplița, Hunedoara = Königsgruben, Unterhammer
- Toplița Mureșului = Toplendorf, Maguren
- Torba = Toperdorf
- Toțești = Totendorf, Todeschau
- Totia = Ratzdorf, Slawendorf
- Totoi = Taters, Tatersdorf, Heurimusdorf
- Totoreni = Totoren, Tataren
- Traian = Neubogisch
- Trâmpoiele = Trempojel, Trimpojel
- Traniș = Klein-Grosslau
- Tranișu = Treinisch, Fragitz
- Trei Fântâni = Dreibrunnen, Harmkuth
- Trei Sate = Mohnsdorf
- Trestia, Hunedoara = Rohrbach
- Trestia, Maramureș= Seilfeld
- Trestia, Sălaj = Hopfenfeld
- Treznea = Teufelsbrunn, Teufelsbrunnen
- Tria = Triach, Triech
- Trifești (Horea), Alba = Triffest
- Trifești (Lupșa), Alba = ----
- Trip = Trepp, Triep
- Trișorești = Trischurest
- Tritenii de Jos = Unter-Dettersdorf
- Tritenii de Sus = Ober-Dettersdorf
- Tritenii-Hotar = Hofen
- Troaș = ----
- Troița = Dreieinigkeit
- Țufalău = Neugrub, Secklergruben
- Tulca = Guthmarsdorf, Tulck, Telchau
- Tulgheș = Eichendorf
- Tulghieș = Entersdorf, Guterfeld
- Tur = Turfeld, Turbach, Turbeck
- Turbuța = Turbholz
- Turda = Thorenburg, Tohrenburg, Thorenburg, Tooren, Thoren, Thorda, Torda
- Turda-Băi = Bad Thorenburg
- Turda Nouă = Neu-Thorda
- Turda Veche = Alt-Thorda
- Turdaș, Alba = Thorendorf, Torendorf
- Turdaș, Hunedoara = Thorendorf in Unterwald
- Turdeni = Thorendorf, Thordat
- Turea = Türren
- Tureac = Thurneck
- Tureni = Klein Thorenburg
- Turia = Thorn, Torian, Thoria
- Turia de Jos = Unter-Thorn
- Turia de Sus = Ober-Thorn
- Turmaș = Krenndorf
- Turmași = Meierhof
- Turnișor = Neppendorf, Steppendorf, Nebendorf
- Turnu Roșu =  Rothenturm, Ochsendorf, Ridenturm, Schweinsdorf, Porken, Porkendorf
- Turț = Thurtz, Turtz
- Turț-Băi = Grubenanlage
- Turulung = Turterebesch
- Turulung-Vii = Kleinturterebsch
- Tusa = Tussenthal, Tussendorf
- Tușinu = Tussen
- Tușnad = Tuschnad, Kaiserbad
- Tușnadu Nou = Neutuschnad
- Tuștea = Tustendorf

## U
- Ucea de Jos = Unter-Utscha, Unter-Spreudorf, Gassendorff
- Ucea de Sus = Ober-Utscha, Ober-Spreudorf
- Ucuriș = Ungrisch
- Ugruțiu = Ugrotz, Ungrowitz
- Uibărești = Neubaresch
- Uifalău, Alba = Neudorf
- Uifalău, Harghita = Wiefall
- Uila = Welen, Weila, Weilau, Wela
- Uilac = Kaltenbrunnen
- Uileacu de Beiuș = Schwarzpfitzen
- Uileacu de Criș = Wilack, Wallack
- Uileacu de Munte = Wielack
- Uileacu Șimleului = Neustift
- Uioara de Jos = Walddorf, Sungendorf
- Uioara de Sus = Oberdorf, Neuburg
- Ulcani = Ulken
- Ulciug = Haardorf, Hahrdorf
- Ulieș, Harghita = Kaunaden, Habichtsdorf, Habersdorf
- Ulieș, Hunedoara = Ilbeschdorf
- Ulieș, Mureș = Elwisch, Ulissen
- Ulm = Ulm
- Ulmeni = Ulmendorf, Braten
- Ulmoasa = ----
- Unciuc = Unzendorf, Unzdorf
- Ungheni = Nyaradfluss, Narrading
- Ungra = Galt
- Unguraș, Cluj = Schlosswall, Kaiserbad
- Unguraș, Maramureș = Ungarischdorf
- Ungurei = Gergeschdorf, Gergesdorf
- Ungureni = Ungersdorf
- Unimăt = Neudorf, Deutschdorf, Neudeutschendorf, Deutschendorf
- Unirea, Alba = Oberwinz, Ober-Weinsdorf, Winzendorf
- Unirea, Bistrița-Năsăud = Wallendorf, Walldorf, Oberwallendorf, Wallenberg
- Urca = Felseneck, Morgersdorf
- Uric = Gross-Thierdorf, Hobitzen
- Uricani = Goldenbach, Urikan
- Uricea = Heurischdorf
- Urisiu de Jos = Unter-Reussen, Russendorf
- Urisiu de Sus = Ober-Reussen, Oberreussendorf
- Urișor = Steindorf, Ur, Felsendorf
- Uriu = Er, Steinfeld
- Urmeniș, Bistrița-Năsăud = Ermeden, Armenisch
- Urmeniș, Maramureș = Deutsch Hermenesch
- Uroi = Goldendorf
- Ursad = Auersedt
- Ursoaia = Ursey
- Urvind = Erwind, Erblund
- Urviș de Beiuș = Erwenisch
- Urziceni = Schinal, Schöntal
- Urziceni-Pădure = -

## V
- Văcărești = Watscharen
- Vad, Brașov = Waadt, Waden
- Vad, Cluj = Friedkirchen
- Vad, Maramureș = Waden
- Vădaș = Wadassen
- Vadu, Hunedoara = Schiffenschütz, Schützendorf
- Vadu, Mureș = Wildbahn
- Vadu Crișului = Stegen, Krieschhafen
- Vadu Dobrii = Wadedobrei
- Vadu Izei = Wolfsberg
- Vadu Moților = Goldenau
- Vădurele = Klein-Debretzing, Goldsburg, Klein-Debren
- Vâgani = Wugen
- Văgaș = Gross Tarnabad
- Văi = Weilen
- Vaida = Weidt, Wederau
- Vaida-Cămăraș = Kammern
- Vaida-Recea = Wajdenretschen, Waywodretschen
- Vaidacuta = Kaltenbrunnen, Wajdenbrunn
- Vaidei = Weidendorf, Waywoden
- Vaideiu = Neudorf
- Vălani de Pomezeu = Wallan
- Vălanii de Beiuș = Wallan
- Vălari = Wallersdorf, Waller, Weller
- Valcău de Jos = Ungarisch Wolkendorf, Gorisdorf
- Valcău de Sus = Wallachisch Wolkendorf
- Vâlcea = Waaltsch
- Vâlcele, Cluj = Buchgrub, Leutenbuch
- Vâlcele, Covasna = Wasseid, Sauerbrunnen
- Vâlcele, Hunedoara = Höllenhaus
- Vâlcelele, Bihor = Potaschenhütten
- Vâlcelele, Cluj = Budesch
- Vâlcelele Bune = Gutendorf
- Vâlceluța = Walzdorf
- Valchid = Waldhütten
- Vale, Cluj = Grabendorf, Grafendorf, Slawendorf
- Vale, Harghita = Walley
- Vale, Sibiu = Grabendorf, Grauendorf
- Vale în Jos = Wollendorf
- Valea, Bistrița-Năsăud = Gallei
- Valea, Mureș = Sankt Stephan, Sankt Job
- Valea Abruzel = Stollenbach
- Valea Agrișului = Sankt Margit bei Engerisch
- Valea Albă = Goldenberg
- Valea Albeștiului = Gassendorf
- Valea Arsului = Wallaursuluy, Wallaursul
- Valea Babii = Baapsch
- Valea Barnii = Wallabarney
- Valea Bârluțești = Berluzest
- Valea Borcutului, Bistrița-Năsăud = Sauerbrunn
- Valea Borcutului, Maramureș = Deutsch Barthdorf
- Valea Boroș = Borschpaderack, Boruschpatheck
- Valea Bradului = Bredendorf
- Valea Bucurului = Bukur, Wallbukur
- Valea Caldă = Teufelsgarten
- Valea Capelei = Kappeln
- Valea Cășeielului = Keschel
- Valea Caselor = Neuhaus
- Valea Cerbului = Neutscherb
- Valea Cerului = Brettenbach
- Valea Chioarului = Gauern, Garr
- Valea Cireșoii = Neuhofe
- Valea Ciuciului = Leibesdorf
- Valea Ciurenilor = Obertschuren
- Valea Cocești = Kotzest
- Valea Crișului, Bihor = Klein Bernau
- Valea Crișului, Covasna = Eschendorf, Eschenbach
- Valea Cufundoasa = ----
- Valea Dăii = Grenzbach
- Valea de Brazi = Eisenthal
- Valea de Jos = Unter Wallneggers
- Valea de Sus = Ober Walneggers, Walleniger
- Valea Dâljii = Dilsental
- Valea Dobârlăului = Neuwasser
- Valea Drăganului = Gross Schnelldorf
- Valea Făgetului = Wallenfatschet
- Valea Florilor = Wirgischwelgen
- Valea Frăției = Frotten
- Valea Giogești = Joogsbach
- Valea Gârbea = Görben
- Valea Gârboului = Unter Gorbau
- Valea Glodului = Walleglodul
- Valea Goblii = Goblsdorf
- Valea Groșilor = Stammbach, Beckseifen
- Valea Holhorii = Chalcherei
- Valea Hotarului = Grenzbach
- Valea Hranei = Krendorf, Turnsdorf, Vormsdorf
- Valea Iclandului = Kiwisch
- Valea Ierii = Jahrenbach
- Valea Întunecoasă = ----
- Valea Inzelului = Walleninzel
- Valea Izvoarelor = Bessen, Salzbrunn
- Valea Largă = Zick
- Valea Leșului =- Leeschtal
- Valea Loznei = Steinbach
- Valea lui Antaloc = Antalick
- Valea lui Cati = Kooth
- Valea lui Mihai = Michaelsdorf
- Valea lui Opriș = Teufelsbach
- Valea lui Pavel = Sankt Paul
- Valea Luncii = Lunk
- Valea Lungă, Alba = Langenthal, Langthal, Langendorf
- Valea Lungă, Hunedoara = Langenthal
- Valea Lungă, Sălaj = Langenfeld
- Valea Lungă, Sibiu = Langenbach
- Valea Lupșii = Bachsdorf
- Valea Lupului = Wolfsbach
- Valea Măgherușului = Thaldorf
- Valea Mănăstirii = Kloster-Ruinen
- Valea Mare, Alba = Wallemar
- Valea Mare (Șanț), Bistrița-Năsăud = Sankt Maria
- Valea Mare (Săvârșin), Arad = ----
- Valea Mare (Urmeniș), Bistrița-Năsăud = ----
- Valea Mare, Covasna = Grosswasser, Naldpaderack, Nagpatheck
- Valea Mare de Codru = Grossbach
- Valea Mare de Criș, Bihor = Oberkriesch
- Valea Mare de Criș, Hunedoara = Wallemaar
- Valea Mică = Dörflein
- Valea Mlacii = Malatsch
- Valea Morii, Alba = Mühlbach
- Valea Morii, Satu Mare = Mühleck
- Valea Nandrului = Weissenthal
- Valea Neagră = Deutsch Schwarzbach
- Valea Negrilesii = Negriless
- Valea Pădurii = Lapadurei
- Valea Poenii, Bistrița-Năsăud = Burauke bei Bistritz
- Valea Poienii (Bucium) == Alba
- Valea Poienii (Râmeț), Alba = Begaren, Pojen
- Valea Poienii, Hunedoara = ----
- Valea Pomilor = Teichern
- Valea Rece, Harghita = Kaltbach
- Valea Rece, Mureș = Hidegwelg
- Valea Ringhilii = Ringelkirch
- Valea Rotundă = Ucheneld
- Valea Sângeorgiului = Gergesthal
- Valea Sânmărtinului = Esske
- Valea Sânpetrului (Grebenișu de Câmpie), Mureș = Petersthal
- Valea Sânpetrului (Pogăceaua), Mureș = Sankt Peter in der Pogätsch
- Valea Șapartocului = Scharpenthal, Thal
- Valea Sasului, Alba = Deutschbach, Deutschtal, Deutschbeck
- Valea Sasului, Mureș = Sachsenthal, Deutschenbach
- Valea Scurtă = Kleinbach, Kurtwasser
- Valea Seacă, Covasna = Trockenbach
- Valea Seacă, Mureș = ----
- Valea Seacă, Satu Mare = Dürnbach
- Valea Șesii (Bucium), Alba = ----
- Valea Șesii (Lupșa), Alba = Klein Offenburg
- Valea Stejarului = Schweinspach, Schweinstal
- Valea Strâmbă = Teckerbach
- Valea Șurii = Walleschurey
- Valea Târnei = Schidorren
- Valea Țupilor = Zupil
- Valea Ugra = Ungerpatheck, Ungerbach
- Valea Ulieșului = Klein Ulissen
- Valea Ungurașului = Neudorf
- Valea Ungurului = Ungarischthal
- Valea Urieșului = Urisch
- Valea Uzei = Grund
- Valea Uzului = Usswelg
- Valea Vadului = Wattenbriegl, Waadpatheck
- Valea Viilor = Wurmloch, Schallendorf
- Valea Vințului = Wintzbach
- Valea Vinului, Bistrița-Năsăud = Borbereker-Sauerbrunnen
- Valea Vinului, Satu Mare = Weinthal
- Valea Vișeului = Wischauthal
- Valea Zălanului = Zalanyer Glashütte, Málnáscher Glashütte
- Văleni (Bucium), Alba = Wollen
- Văleni (Meteș), Alba = Grabendorf, Grubendorf
- Văleni, Brașov = Woldorf, Wallendorf, Wolldorf
- Văleni (Căianu), Cluj = Gorisdorf, Walkau
- Văleni (Călățele), Cluj = Walken, Gorisdorf, Volkersdorf
- Văleni, Harghita = Bachsdorf
- Văleni (Baia de Criș), Hunedoara = Walleny
- Văleni (Geoagiu), Hunedoara = Wallen
- Văleni, Maramureș = Sankt Michael, Walen
- Văleni, Mureș = Walleney
- Văleni, Sălaj = Jeder
- Văleni, Sibiu = Aussenhöfe, Huruben
- Vălenii, Mureș = Buttersdorf, Woya, Buttersmarkt
- Vălenii de Arieș = Krebsbach, Krebsdorf, Krebsenbach
- Vălenii de Mureș = Gassen, Schweinsdorf
- Vălenii Lăpușului = Danenbach
- Vălenii Șomcutei = Kornbach
- Vălioara = Walliore, Wellior
- Vălișoara, Alba = Agendorf
- Vălișoara, Cluj = Wallachisch Ragisch
- Vălișoara, Hunedoara = Erzgebirge, Steindorf, Wallischor
- Vălișoara (Balșa), Hunedoara = Schweinsdorf, Schweinwald
- Vălișoara, Mureș = Glador
- Vălișoara, Sălaj = Nussdorf, Nussbach
- Vâltori (Vadu Moților), Alba = ----
- Vâltori (Zlatna), Alba = Oberwaldrücken
- Vălureni = Hahnenberg, Sekler Hahnsdorf, Hahnen
- Vama = Zolldorf, Marienberg
- Vama Buzăului = Bodzau, Bozauer-Pass, Bozer Pass, Bodzau, Batzau
- Vama Seacă = Zolldorf
- Vânătorești = Waldhof
- Vânători, Cluj = Jägersdorf
- Vânători, Mureș = Diewaldsdorf, Teufelsdorf, Truffelsdorf
- Var = Steinfeld, Wachtfeld
- Vărai = Warolle
- Varasău = Waressau
- Vărășeni = Waroschen
- Vârciorog = Wertscheroch
- Vărd = Werdt, Wird
- Vărgata = Lampreten, Tschickdorf
- Vargatac = Schlossbach
- Vârghiș = Wargischdorf, Wargisch
- Vărmaga = Wormagen
- Vărșag = Warschag
- Vârșolț = Burgsalz
- Vârteșca = Wirtisch
- Vârtop = ---
- Varviz = Wahrwiss
- Vărzari = Fiwisch
- Vărzarii de Jos = Nieder Wersar, Nieder Warschall
- Vărzarii de Sus = Ober Wersar, Ober Warschall
- Vășad = Waschad
- Vașcău = Eisenstein
- Vasileni = Lasslen, Lasselsdorf
- Vața de Jos = Unterwatzen
- Vața de Sus = Oberwatzen
- Vătava = Gewegen, Oberrübendorf
- Vecerd = Busshardt
- Vechea = Budendorf
- Velența = Venedigdorf, Wellentz
- Velț = Wölz, Wälzen, Thalheim
- Venchi = Wench, Weng
- Veneția de Jos = Unter-Wenz, Unter-Wenitze, Unter-Venedig
- Veneția de Sus = Ober-Wenz, Ober-Wenitze, Ober-Venedig
- Vereșmart = Rothbach, Rothberg
- Vermeș = Wernersdorf, Wermesch, Warmisch, Wermösch
- Verveghiu = Blutigel, Blutthal, Bluthugel
- Veseud (Chirpăr), Sibiu = Ziedt, Wessid
- Veseud (Slimnic), Sibiu = Wassid, Wasseid, Ziedt, Zindt
- Veseuș = Michelsdorf, Mechelsdorf
- Veștem = Westen, Westendorf, Westheim
- Veța = Wetzendorf, Wetzen
- Vețca = Wetzendorf
- Vețel = Wenzeldorf, Witzel
- Vetiș = Wittesch
- Veza = Wetzen, Wetze
- Vezendiu = Wezend, Wessend
- Vica = Wickau
- Vicea = Witzeldorf
- Victoria = Viktoriastadt
- Vidăcut = Kaltenbrunnen, Kaltenbrunn
- Vidolm = Widalen
- Vidra = Groß-Goldenbach
- Vidrasău = Ellersdorf, Elisabethskirch, Bibereck
- Viezuri = Wisur
- Viforoasa = Howaden, Schneedorf
- Viile Apei = Hoch-App
- Viile Dejului = Katzenberg
- Viile Jacului = Weinberg
- Viile Satu Mare = Weinberg Sathmar, Sathmarer Weingärten
- Viile Tecii = Großeidau, Grosseidau, Eyda
- Viilor = Kulturberg, Weingarten
- Viișoara, Bihor = Gross-Magendorf
- Viișoara, Bistrița-Năsăud = Heidendorf
- Viișoara, Cluj = Erlenmarkt, Erlberg, Erlendorf
- Viișoara, Mureș = Hohndorf, Hohendorf, Hahnendorf
- Viișoara, Satu Mare = Wüstfeld, Willersdorf
- Vima Mare = Wilmen
- Vima Mică = Wilm
- Vinerea = Ober-Brodsdorf, Brotsdorf, Britsdorf, Brodsfeld
- Vingard = Weingarten, Weingartskirchen, Weingardskirchen, Weinbronn
- Vința = Wallachisch-Wintz
- Vintere = Wender
- Vințu de Jos = Unter-Wintz, Winzendorf, Weinsdorf, Unterwinkel-Sächsisch Pad
- Visafolio = ----
- Vișagu = Wischag
- Visca = Wiesendorf
- Viscri = Deutsch-Weißkirch, Weisskirch
- Vișea = Wiesen
- Vișeu de Jos = Niederwischau
- Vișeu de Mijloc = Mittelwischau
- Vișeu de Sus = Oberwischau
- Vișinelu = Zelcken, Böhmhausen
- Viștea de Jos = Unter-Wischt, Unter-Wittendorf
- Viștea de Sus = Ober-Wischt, Ober-Wittendorf
- Viștea = Wüst
- Viștișoara = Kleinwittendorf
- Visuia = Wisseldorf, Neuwasser in Siebenbürgen
- Vița = Witzeldorf, Witzen, Witzau
- Vlădeni = Wladein, Wladen
- Vlădești = Wladest
- Vlaha = Wallachisch-Fenisch, Walachisch Branddorf, Fens
- Vlăhița = Wlachendorf, Woldendorf, Römerskirchen
- Voia = Haierdorf, Hayerdorf, Butterdorf, Wayerdorf, Heuerdorf, Jerthof, Woyen
- Voila = Wolldorf, Woila
- Voinești = Woinsdorf
- Voiniceni = Frendorf, Henkendorf
- Voivodeni, Brașov = Gross-Waiwoden
- Voivodeni, Mureș = Johannisdorf, Johannesdorf
- Voivodeni, Sălaj = Waiwodenhäusel, Waiwoden, Waivodhaus
- Voivodenii Mici = Klein-Waiwoden, Klein-Woiwoden, Woiwoden
- Voivozi (Popești), Bihor = Woiwotz
- Voivozi (Șimian), Bihor = Kenetz
- Volalul de Jos = Unter-Woldorf
- Volalul de Sus = Ober-Woldorf
- Vorța = Wartsdorf, Wormannsdorf, Vortza, Wortz
- Voșlăbeni = Eisendorf
- Vrabia = Sparrendorf
- Vulcan, Alba = ----
- Vulcan, Brașov = Wolkendorf
- Vulcan, Hunedoara = Wolkersdorf, Wulkan
- Vulcan, Mureș = Wolkendorf
- Vultești = Huldendorf, Wultescht
- Vultureni = Neudorf
- Vurpăr, Alba = Burgberg, Weinberg, Walbersdorf
- Vurpăr, Sibiu = Burgberg

## Z
- Zăbala = Gebissdorf, Zabel, Zabalon, Zabol
- Zăbrătău = Sagoner Glashütte
- Zagăr = Roden, Roth, Rode
- Zagon = Zagen, Sagon
- Zagra = Zagern, Sagra, Zagersdorf
- Zăgriș = Sogersch
- Zălan = Sauerling, Salan
- Zalău = Waltenberg, Zillenmarkt, Zillen, Zilla
- Zalha = Saalern
- Zalnoc = Salnock, Neustädtel
- Zam = Sameschdorf
- Zăpodea, Harghita = Zepodey
- Zăpodea, Mureș = Zapodei, Zopodei
- Zărand = Sarand
- Zărieș = Zerbisch
- Zărnești = Zernescht, Zernesten, Zernen, Molkendorf
- Zau de Câmpie = Zabreschdorf
- Zăuan = Sowan, Zouen, Zwandt
- Zăuan-Băi = Bad Sowan, Bad Zouen
- Zăvoi = Matschest, Matzest
- Zăvoiu = Terpest
- Zdrapți = Rapsdorf, Rabendorf
- Zece Hotare = Zehngrenzen
- Zeicani = Eisendorf, Eisdorf, Seecken
- Zencani = Zenkan
- Zetea = Zetlacken
- Zimbor = Gross Schönberg, Umgarisch-Gross Somber
- Zimți = Zimtz, Zimptz
- Zizin = Zaisendorf, Zeisen, Zaisen, Zeizendorf
- Zlagna = Schlatt, Klein-Schlatten, Schlattendorf, Goldmarkt
- Zlaști = Zallsdorf, Dobramersdorf
- Zlatna = Klein-Schlatten, Goldmarkt
- Zoltan = Soltan, Zoltensdorf, Bansdorf
- Zoreni = Lampert, Lompart
- Zorenii de Vale = Zoren